# Louhans
Pour les articles ayant des titres homophones, voir Louhan (rivière) et Louans.
Louhans-Châteaurenaud redirige ici.
Louhans, et à partir du 1er janvier 2026 Louhans-Châteaurenaud, est une commune française située géographiquement dans la plaine de Bresse, et administrativement dans le département de Saône-et-Loire dont elle est un des chefs lieux d'arrondissement, en région Bourgogne-Franche-Comté.
Cette « ville à la campagne » de dimension assez modeste au niveau régional est le centre historique d'une petite région touristique française, dénommée localement « la Bresse louhannaise », principale composante de la Bresse bourguignonne, nommée ainsi par opposition à la Bresse savoyarde ou Bresse de l'Ain, située plus au sud, en région Auvergne-Rhône-Alpes.
Le territoire communal est situé à 380 km au sud-est de Paris et sa mairie s'élève à 180 m d'altitude. Louhans est une ville fleurie dotée de trois fleurs au Concours des villes et villages fleuris.
Les habitants se dénomment les Louhannais pour Louhans (on trouve aussi la graphie Louhannais), les Castelrenaudins pour Châteaurenaud. Le surnom familier pour désigner les habitants de la région est le joli terme fleuri de « ventres jaunes ».
Cette cité bressane, très typique de sa région, reste encore tournée vers le monde agricole et notamment dans le domaine de l'aviculture en revendiquant, par exemple, le siège de la très sérieuse « confrérie des poulardiers de Bresse ». Elle est donc réputée pour son patrimoine gastronomique, et également pour son patrimoine architectural, dont sa fameuse rue centrale bordée d'arcades qui est un des sites les plus remarquables et le plus typique de vieux bourg médiéval. La ville héberge sur son territoire un original musée consacré à la culture et à l'histoire des personnes sourdes, ainsi qu'un petit port fluvial de plaisance installé sur les rives de la Seille, principale rivière de la commune, affluent de la Saône et donc un des rares sous-affluents du Rhône qui reste encore ouvert à la navigation fluviale.

## Géographie

### Situation et description

#### Situation

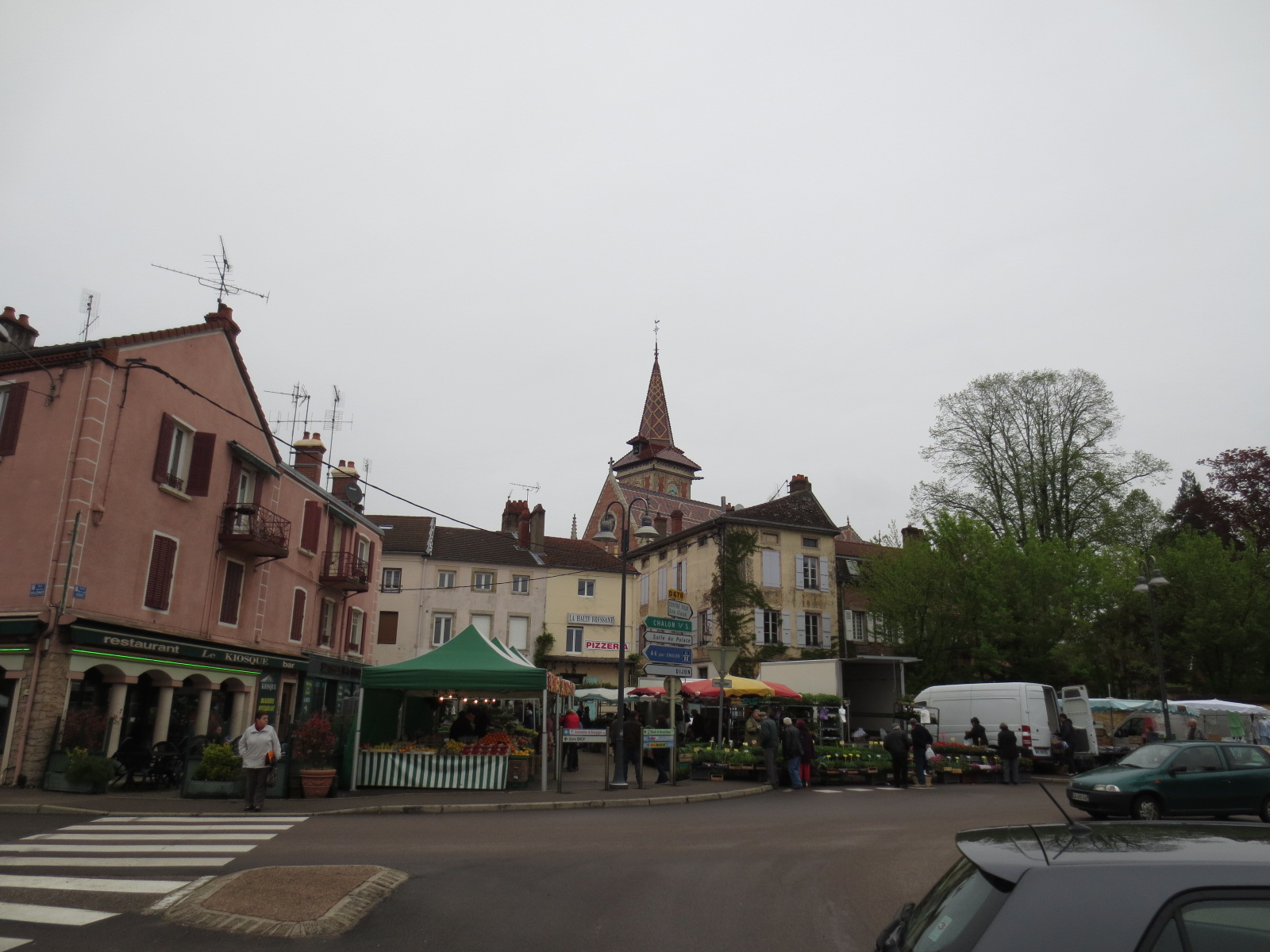
Le marché de Louhans.

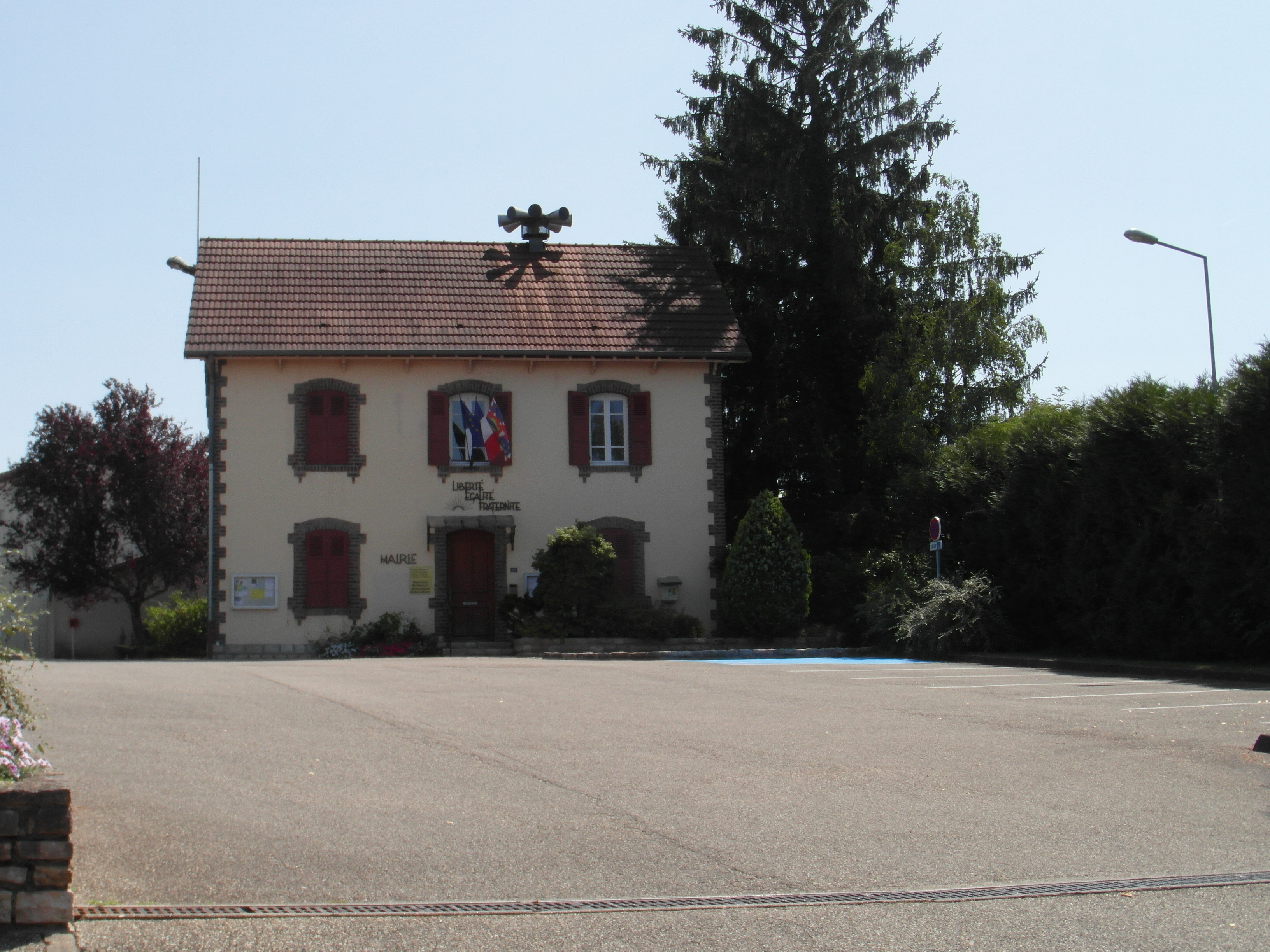
Ancienne mairie de Châteaurenaud.

La commune de Louhans, qui comprenait les territoires de deux communes distinctes (Louhans et Châteaurenaud) jusqu'au 31 décembre 2012, est localisée au sud-est du département de Saône-et-Loire dans la région naturelle de la Bresse à 25 km de Lons-le-Saunier, 35 km de Chalon-sur-Saône, 85 km de Dijon et 150 km de Lyon ou Genève. Louhans est également situé à 380 km de Paris.
La ville est située sur l'ancienne « route nationale 78 » qui reliait Chalon-sur-Saône à Saint-Laurent-en-Grandvaux, le décret du 5 décembre 2005 a entraîné son déclassement définitif en route départementale 678 (RD 678). La ville se situe également à mi-chemin de l'autoroute A39 qui la relie avec les villes de Genève, Bourg-en-Bresse et Besançon et de l'autoroute A6 qui la relie avec les villes de Lyon, Dijon, Auxerre et Paris.
Louhans est également située dans le bassin de la Seille, rivière dont le cours traverse le territoire de la commune. Ce cours d'eau est navigable depuis la commune jusqu'à sa confluence avec la Saône. En conséquence, Louhans est reliée à un important réseau navigable dont directement avec celui de la Saône, très proche et indirectement avec celui des canaux du centre et de l'est de la France qui sont, eux-mêmes, reliés aux autres réseaux navigables de pays européens, tels que l'Allemagne, la Suisse, la Belgique et les Pays-Bas.

#### Description
Ville de tradition commerçante très ancienne et idéalement située sur les routes qui séparent l'Europe du Nord et du Sud, Louhans a pu garder un aspect assez ancien et très typique de la région avec sa vieille rue commerçante du centre-ville présentant des arcades cernées de maisons anciennes ainsi que de nombreux vestiges de ses anciens remparts médiévaux.
La petite ville est le siège d'un important canton de vingt communes. Chef-lieu du plus petit arrondissement du département de Saône-et-Loire, la cité blottie au cœur de sa petite région rurale, dénommée « Bresse louhannaise », a réussi, jusqu'à ce début de XXIe siècle, à préserver une forte identité locale qui se caractérise par l'existence d'un vrai terroir, et ses édiles tentent de jouer sur cette particularité pour dynamiser son potentiel touristique.
La Bresse louhannaise reste une petite région à forte identité rurale, possédant un patois à dominante francoprovençale dénommé le bressan, très marqué et encore relativement pratiqué, plus particulièrement dans les campagnes environnantes. La région reste aussi particulièrement marquée par une très forte culture gastronomique grâce, entre autres, à l'élevage de la poule de Bresse dont on peut retrouver la présence notable dans le marché de Louhans de renommée régionale.

Différentes vues de la ville de Louhans-Châteaurenaud
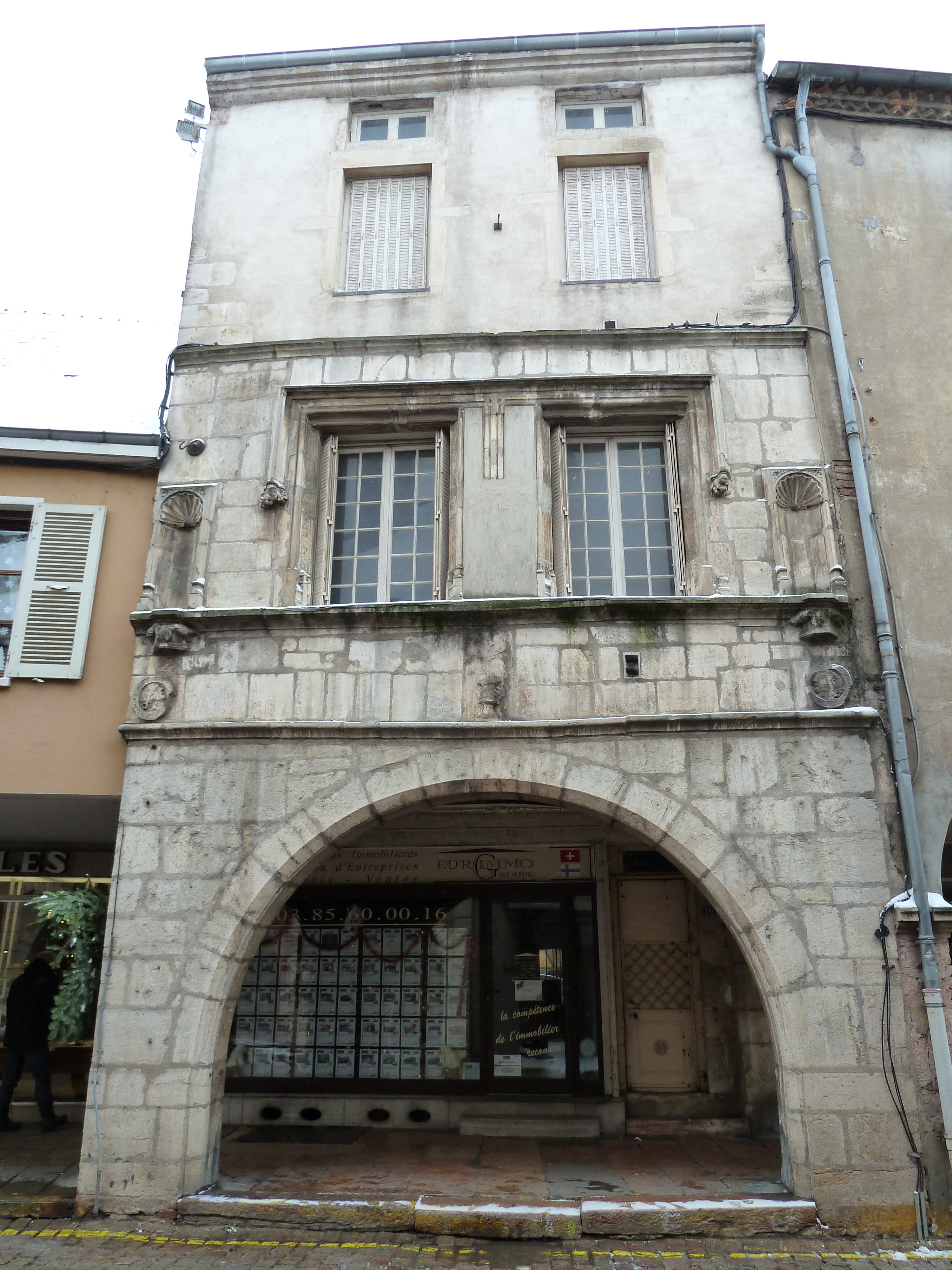
Hôtel du Commerce.
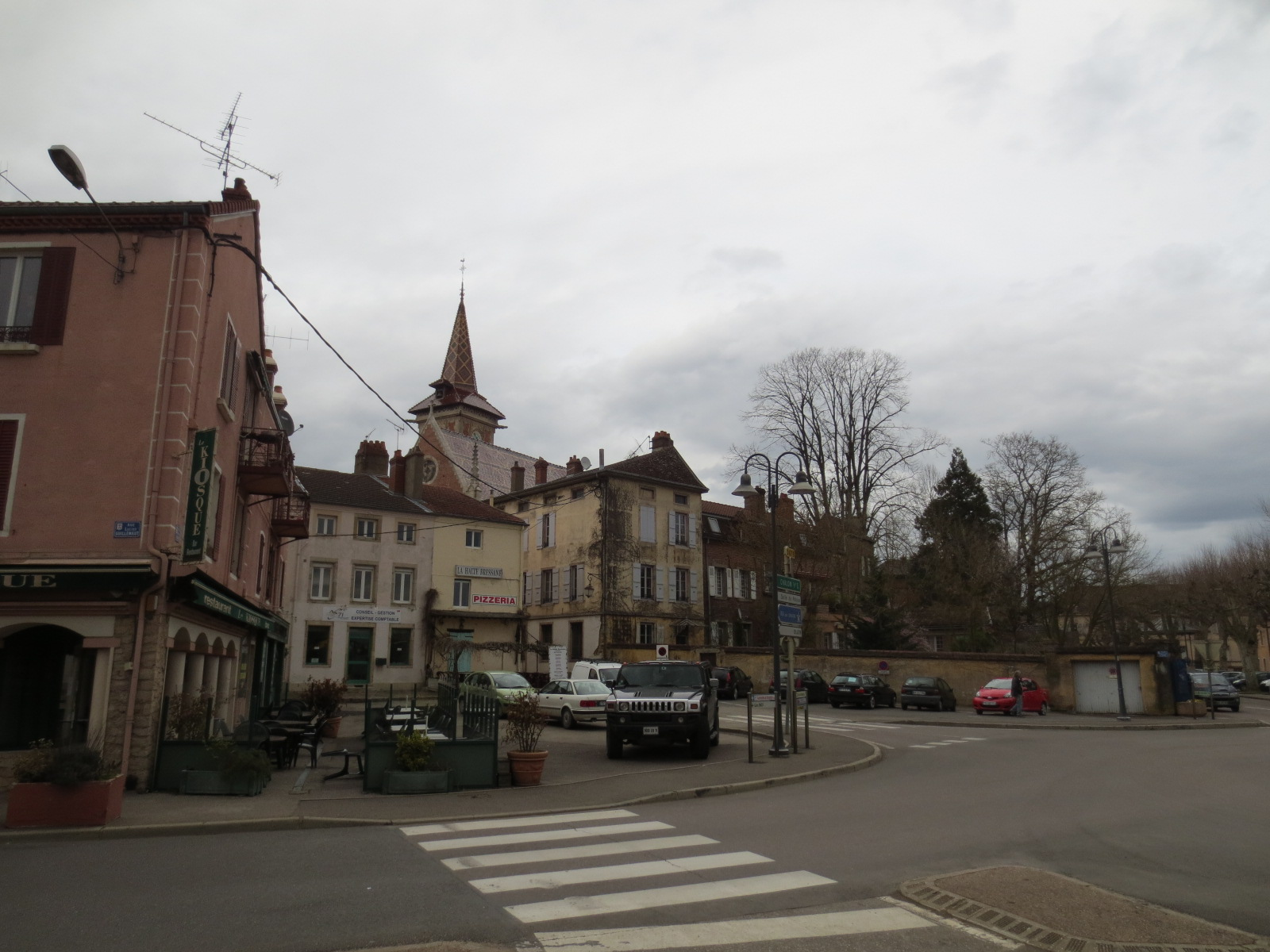
Centre-ville.
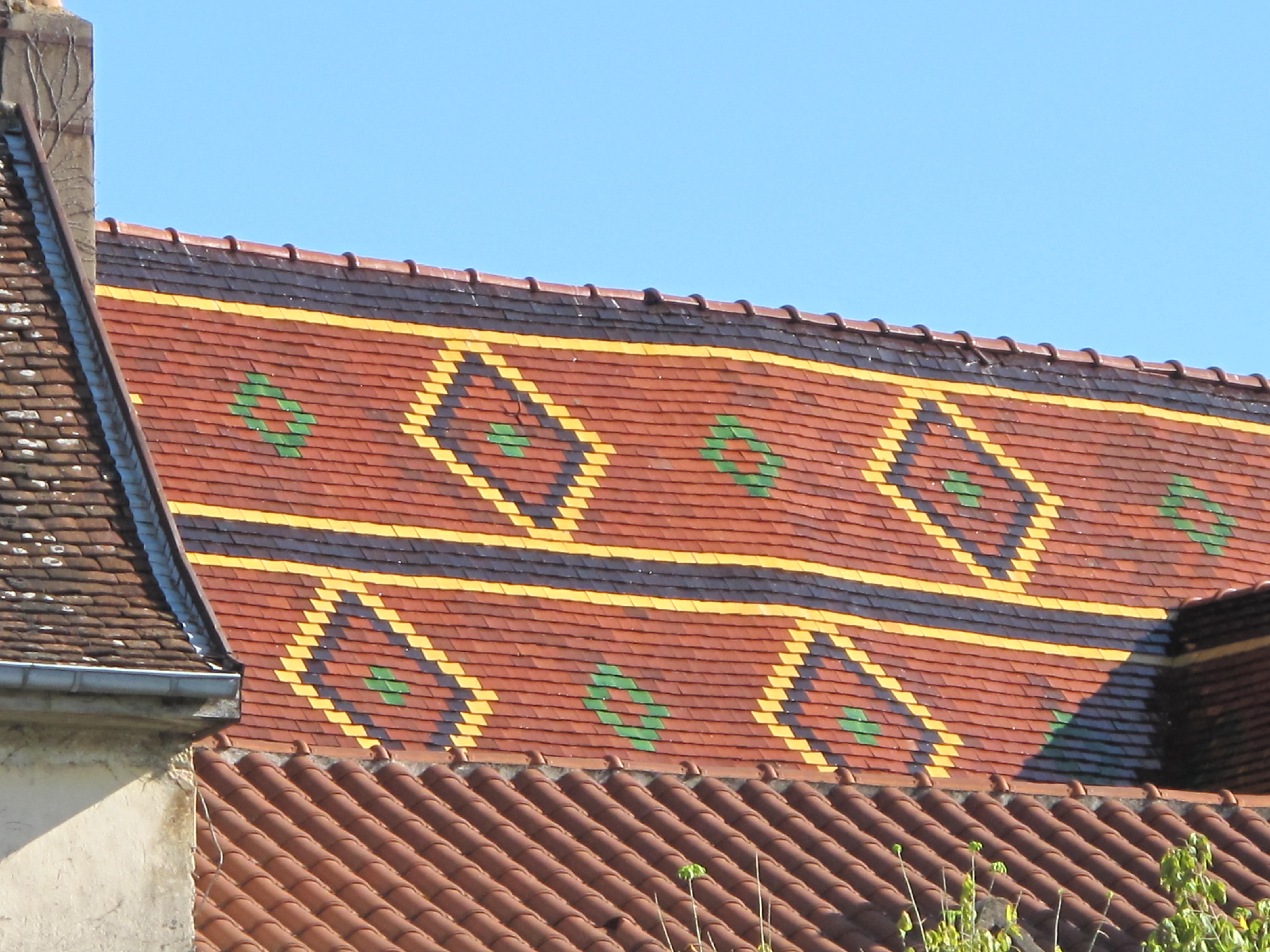
Tuile vernissée de Bourgogne de l'église.
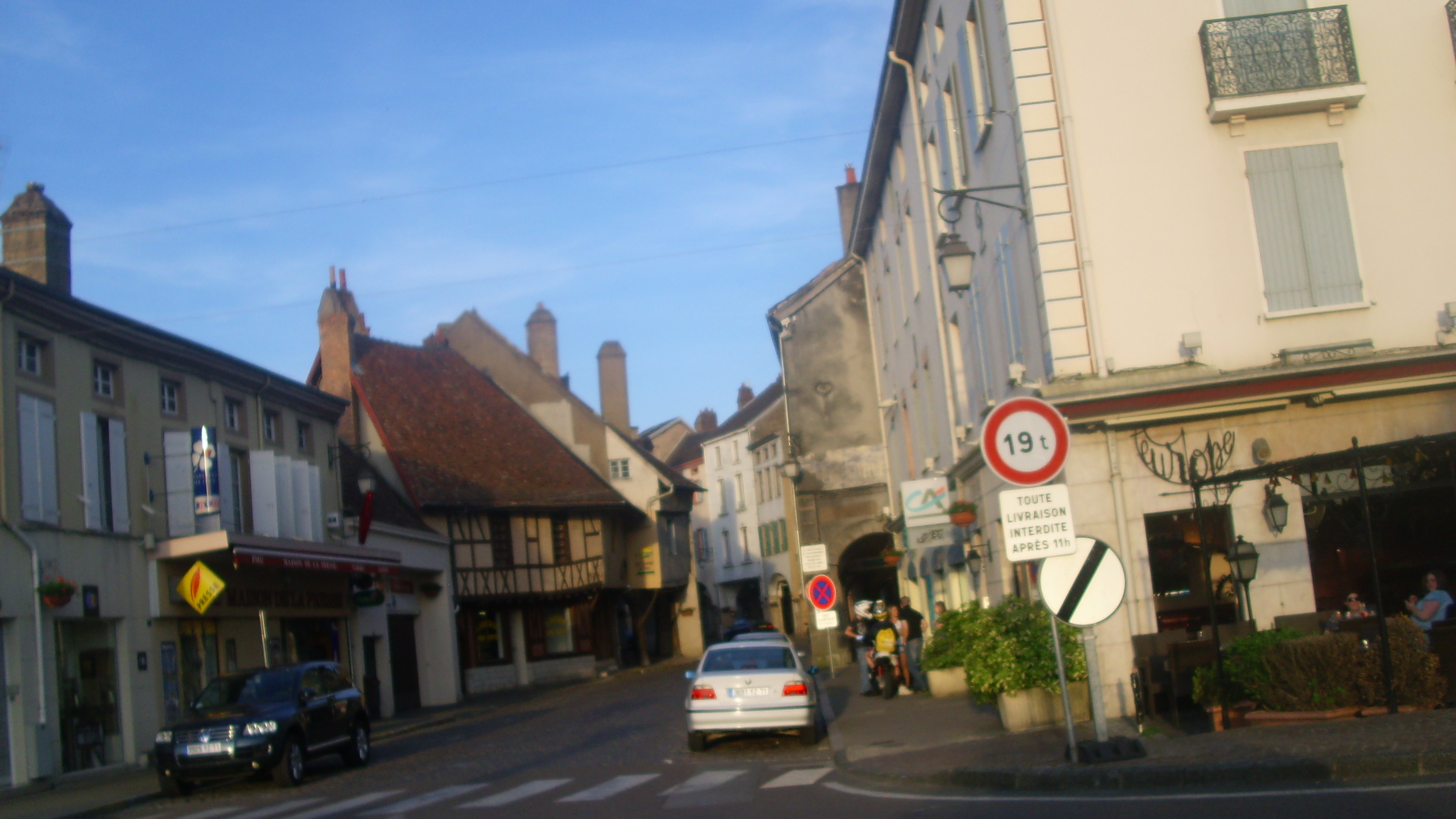
Vieille maison à colombages dans une rue du centre.
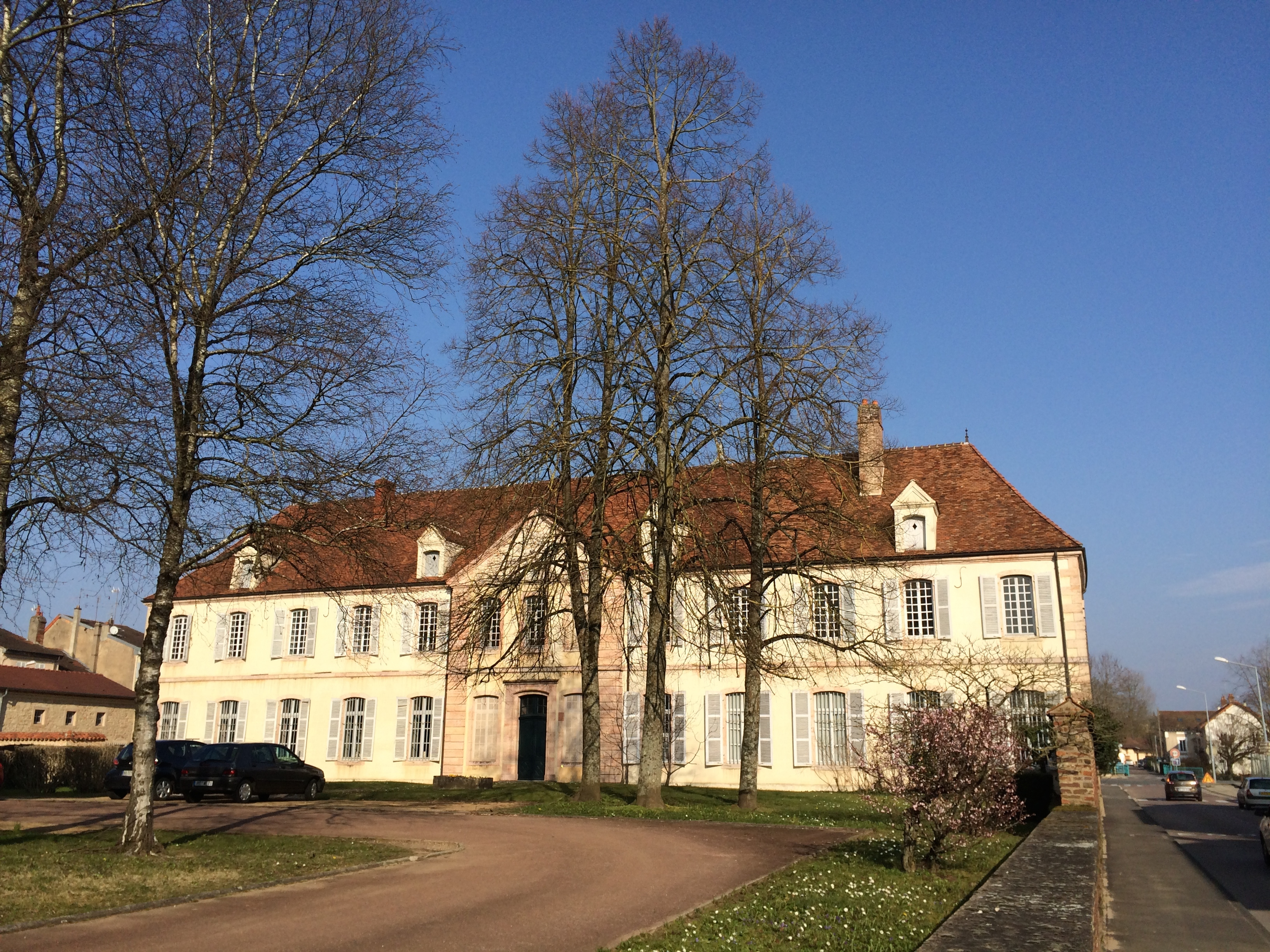
Hôtel-Dieu.
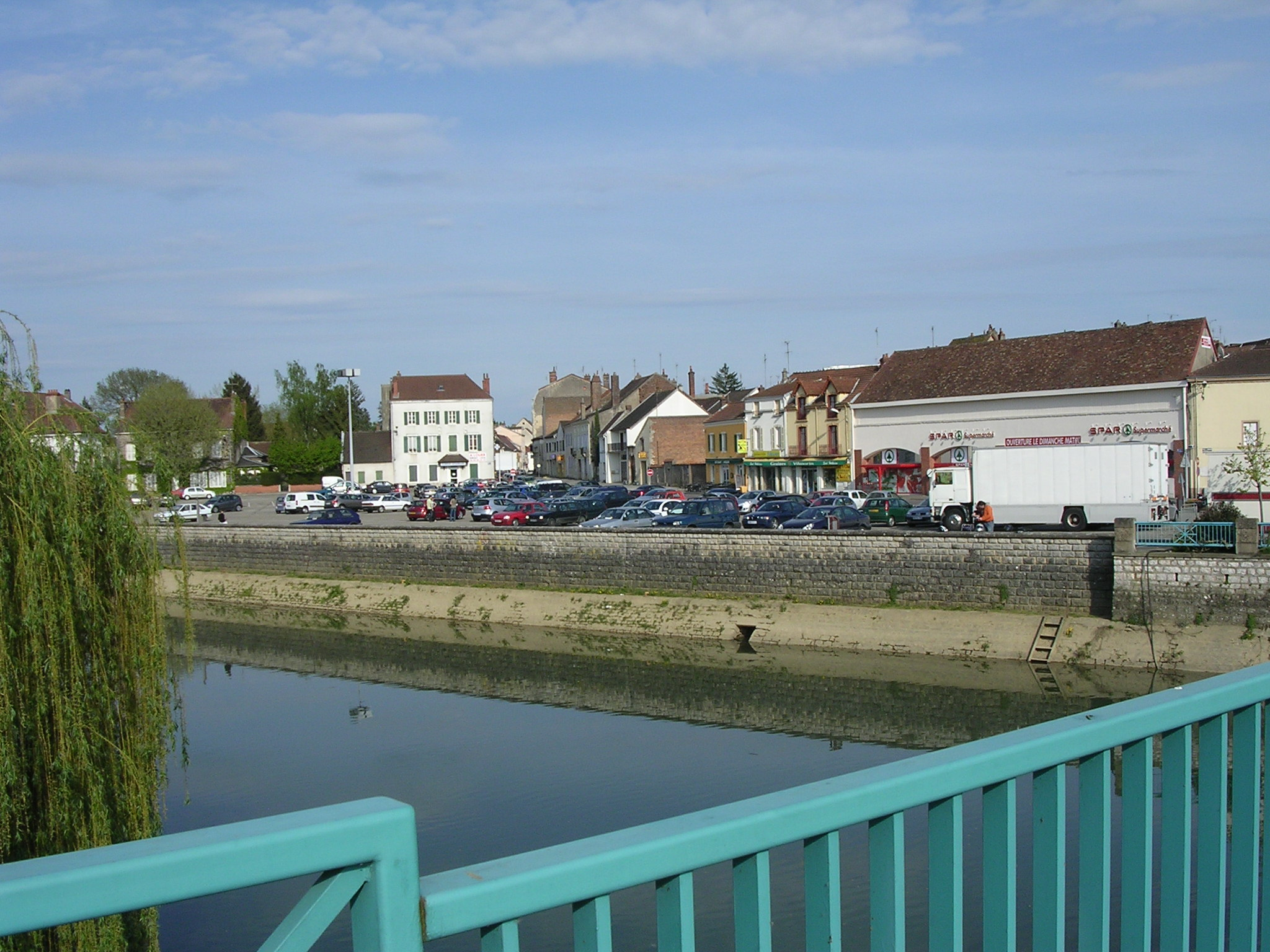
Pont routier et vue sur la Seille.
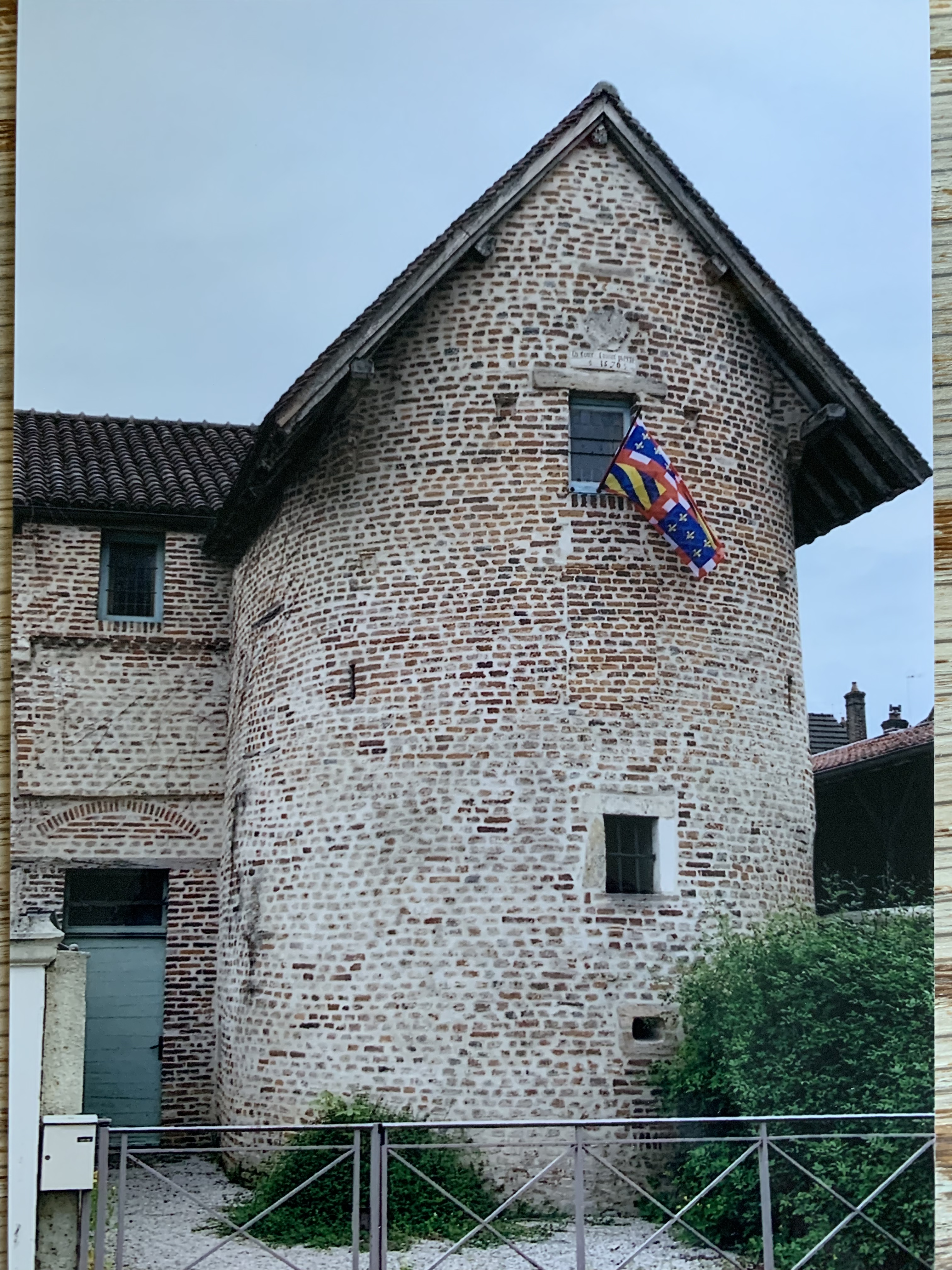
La tour Saint-Pierre.

### Climat
Pour des articles plus généraux, voir Climat de la Bourgogne-Franche-Comté et Climat de Saône-et-Loire.
En 2010, le climat de la commune est de type climat océanique dégradé des plaines du Centre et du Nord, selon une étude du Centre national de la recherche scientifique s'appuyant sur une série de données couvrant la période 1971-2000. En 2020, Météo-France publie une typologie des climats de la France métropolitaine dans laquelle la commune est exposée à un climat semi-continental et est dans la région climatique Bourgogne, vallée de la Saône, caractérisée par un bon ensoleillement (1 900 h/an), un été chaud (18,5 °C), un air sec au printemps et en été et des vents faibles.
Pour la période 1971-2000, la température annuelle moyenne est de 11,3 °C, avec une amplitude thermique annuelle de 17,8 °C. Le cumul annuel moyen de précipitations est de 951 mm, avec 11,7 jours de précipitations en janvier et 7,9 jours en juillet. Pour la période 1991-2020, la température moyenne annuelle observée sur la station météorologique de Météo-France la plus proche, « Montpont », sur la commune de Montpont-en-Bresse à 9 km à vol d'oiseau, est de 11,8 °C et le cumul annuel moyen de précipitations est de 1 026,2 mm. 
La température maximale relevée sur cette station est de 40,3 °C, atteinte le 31 juillet 2020 ; la température minimale est de −16,5 °C, atteinte le 20 décembre 2009,,.
| Mois                                  | jan.           | fév.            | mars         | avril         | mai           | juin         | jui.          | août           | sep.            | oct.            | nov.           | déc.            | année      |
| ------------------------------------- | -------------- | --------------- | ------------ | ------------- | ------------- | ------------ | ------------- | -------------- | --------------- | --------------- | -------------- | --------------- | ---------- |
| Température minimale moyenne (°C)     | 0,2            | 0,4             | 2,8          | 5,4           | 9,5           | 12,9         | 14,3          | 13,9           | 10,6            | 7,9             | 3,6            | 1               | 6,9        |
| Température moyenne (°C)              | 3,1            | 4,1             | 7,9          | 11,2          | 15,3          | 19           | 20,8          | 20,5           | 16,7            | 12,4            | 6,9            | 3,7             | 11,8       |
| Température maximale moyenne (°C)     | 6              | 7,9             | 13           | 16,9          | 21,1          | 25           | 27,3          | 27,2           | 22,8            | 17              | 10,1           | 6,5             | 16,7       |
| Record de froid (°C) date du record   | −14,2 13.01.03 | −14 05.02.12    | −12 01.03.05 | −7 08.04.03   | −1,2 06.05.19 | 2,6 04.06.01 | 6,5 18.07.00  | 3,5 31.08.1998 | −0,5 30.09.1995 | −7,5 31.10.1997 | −10 23.11.1998 | −16,5 20.12.09  | −16,5 2009 |
| Record de chaleur (°C) date du record | 17,9 10.01.15  | 20,5 23.02.1990 | 24 26.03.06  | 28,5 23.04.07 | 33,5 24.05.09 | 38 28.06.11  | 40,3 31.07.20 | 40 12.08.03    | 34,5 15.09.20   | 28 07.10.09     | 22,5 02.11.05  | 18,5 18.12.1989 | 40,3 2020  |
| Précipitations (mm)                   | 79,8           | 66,8            | 66,3         | 79,6          | 99,6          | 81,7         | 80,6          | 82,7           | 82,6            | 107,9           | 110,3          | 88,3            | 1 026,2    |

| Diagramme climatique                                  |            |           |             |             |            |              |              |              |            |              |          |
| J                                                     | F          | M         | A           | M           | J          | J            | A            | S            | O          | N            | D        |
| 60,279,8                                              | 7,90,466,8 | 132,866,3 | 16,95,479,6 | 21,19,599,6 | 2512,981,7 | 27,314,380,6 | 27,213,982,7 | 22,810,682,6 | 177,9107,9 | 10,13,6110,3 | 6,5188,3 |
| Moyennes : • Temp. maxi et mini °C • Précipitation mm |            |           |             |             |            |              |              |              |            |              |          |

Les paramètres climatiques de la commune ont été estimés pour le milieu du siècle (2041-2070) selon différents scénarios d'émission de gaz à effet de serre à partir des nouvelles projections climatiques de référence DRIAS-2020. Ils sont consultables sur un site dédié publié par Météo-France en novembre 2022.
Températures minimales et maximales enregistrées en 2013, 2014 et 2017
- 2013

| Mois                              | jan. | fév. | mars | avril | mai  | juin | jui. | août | sep. | oct. | nov. | déc. |
| --------------------------------- | ---- | ---- | ---- | ----- | ---- | ---- | ---- | ---- | ---- | ---- | ---- | ---- |
| Température minimale moyenne (°C) | −0,1 | −2,7 | 2,2  | 6,6   | 8    | 12,5 | 16,4 | 14,5 | 12,5 | 10,7 | 2,7  | 0,9  |
| Température maximale moyenne (°C) | 5    | 3,2  | 9,4  | 14,8  | 15,8 | 22,6 | 27,4 | 25,2 | 21   | 17,6 | 7,6  | 7,5  |

- 2014

| Mois                              | jan. | fév. | mars | avril | mai  | juin | jui. | août | sep. | oct. | nov. | déc. |
| --------------------------------- | ---- | ---- | ---- | ----- | ---- | ---- | ---- | ---- | ---- | ---- | ---- | ---- |
| Température minimale moyenne (°C) | 4,1  | 3,9  | 4,5  | 7,7   | 9,3  | 13,9 | 15,2 | 13,7 | 12,7 | 10,4 | 7,3  | 2,4  |
| Température maximale moyenne (°C) | 9,3  | 10,2 | 14,6 | 17,6  | 19,3 | 25,3 | 22,7 | 22,4 | 22,7 | 18,6 | 13,1 | 6,4  |

- 2017

| Mois                              | jan. | fév. | mars | avril | mai  | juin | jui. | août | sep. | oct. | nov. | déc. |
| --------------------------------- | ---- | ---- | ---- | ----- | ---- | ---- | ---- | ---- | ---- | ---- | ---- | ---- |
| Température minimale moyenne (°C) | −3,6 | 3,9  | 6,1  | 4,8   | 11,3 | 16   | 16,6 | 16,5 | 10,5 | 9,1  | 3,4  | 1,3  |
| Température maximale moyenne (°C) | 2    | 11,3 | 15   | 16,2  | 21,1 | 26,3 | 26,2 | 27,3 | 20,4 | 17,5 | 8,8  | 6,1  |

### Géologie

Plaine de Bresse depuis Chevreaux dans le Revermont jurassien, en direction de Frontenaud et de Louhans.

Le territoire de la commune de Louhans se situe au cœur de la plaine argileuse de la Bresse qui occupe la partie centrale de ce qui était un grand lac durant l'ère tertiaire et qui, aujourd'hui, longe le val de Saône du nord au sud.
Il s'agit d'un vaste fossé d’effondrement, datant de l'Oligocène et formé par distension lors la formation de la chaîne des Alpes. Ce bassin qui fut un lac s'est rempli progressivement d'alluvions et de colluvions à la fin du Cénozoïque et durant le Quaternaire.

### Hydrographie

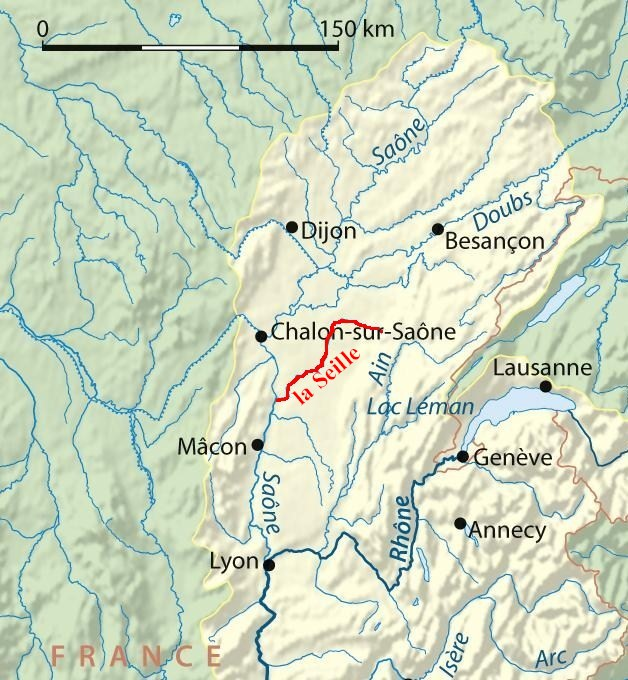
Le cours de la Seille.

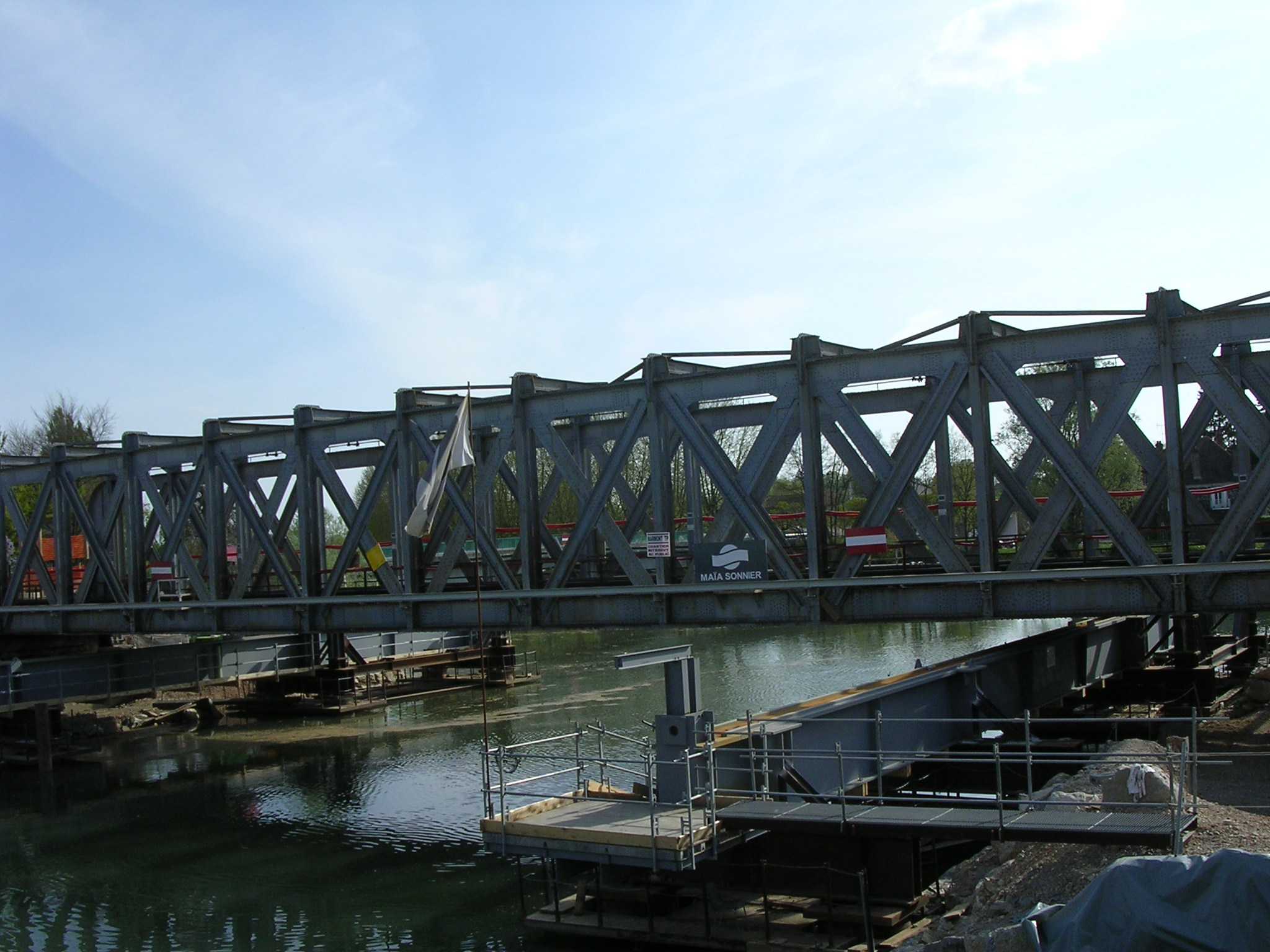
Pont ferroviaire sur la Seille.

La plaine de la Bresse est sillonnée par un grand nombre de cours d'eau de différents débits, qui évacuent les eaux qui sont majoritairement d'origine pluviale, mais aussi issues de la fonte nivale quand elles sont originaires des rivières qui descendent du massif du Jura. Le principal cours d'eau de la commune est un affluent de la Saône, dénommée la Seille. Un port fluvial de plaisance est installé sur son cours à l'intérieur du territoire de Louhans.
Le site de Louhans est situé dans l'une des six zones de convergence hydrographique du fossé bressan, en direction desquelles viennent se diriger plusieurs cours d'eau, et qui correspondent dans l'histoire géologique de la Bresse à des zones de subsidence maximale au sein du graben. Ainsi, au sein même de la commune, la Seille reçoit l'un de ses principaux affluents, le Solnan, qui lui-même reçoit à moins de 2 km en amont la rivière de la Vallière et qui elle-même est alimentée peu avant sa confluence avec le Solnan par le cours d'eau de la Blaine.

#### La Seille
La Seille est une rivière française ayant sa source dans le Jura. Celle-ci traverse le territoire communal, ce qui permet à la ville d'accueillir de nombreux bateaux de plaisanciers. Les rives de cours d'eau sont également très fréquentées par de nombreux pêcheurs.
Son débit a été observé sur 18 ans (entre 1993 et 2012), à Louhans. La surface étudiée est de 1 816 km2, soit 69,3 % de la totalité du bassin versant de la rivière qui en compte 2 620. Le module de la rivière dans la commune est de 30,80 m3/s.
Cette rivière, longue de 100 km, est, dans son cours inférieur, soumise à des crues importantes, mais elle reste navigable sur 39 kilomètres de Louhans à La Truchère, en passant par Cuisery. On peut notamment y voir des silures qui colonisent celle-ci depuis les années 1960 et qui atteignent parfois une taille impressionnante.
La canalisation de la Seille a été réalisée par Émiland Gauthey, ingénieur civil et architecte des États de Bourgogne à la fin du XVIIIe siècle. Quatre écluses de 30 m sur six ponctuent alors son cours. À la fin du XIXe siècle, la première, à la Truchère, est la seule portée au gabarit Freycinet.
Aujourd'hui, la Seille ne connait plus aucune navigation marchande et son cours est entièrement dévolu à la plaisance. La ville a d'ailleurs à ce titre aménagé un port de plaisance.

#### Le port de Plaisance
Installé sur la Seille, le modeste port, en fait, une halte nautique, ses pontons, les points d'eau et ses installations électriques sont gérés par les services municipaux de la commune de Louhans.
Sur ses quatre-vingt mètres de pontons, trente sont réservés à l'usage du bateau à passagers dénommé « Le Pont De Vaux 2 », les cinquante mètres restant permettant également l'amarrage de bateaux de location de la société « Saône Plaisance », originaire de Savoyeux, qui utilise, à la suite d'une convention signée avec la mairie, le port de plaisance comme base secondaire.

#### Les autres rivières

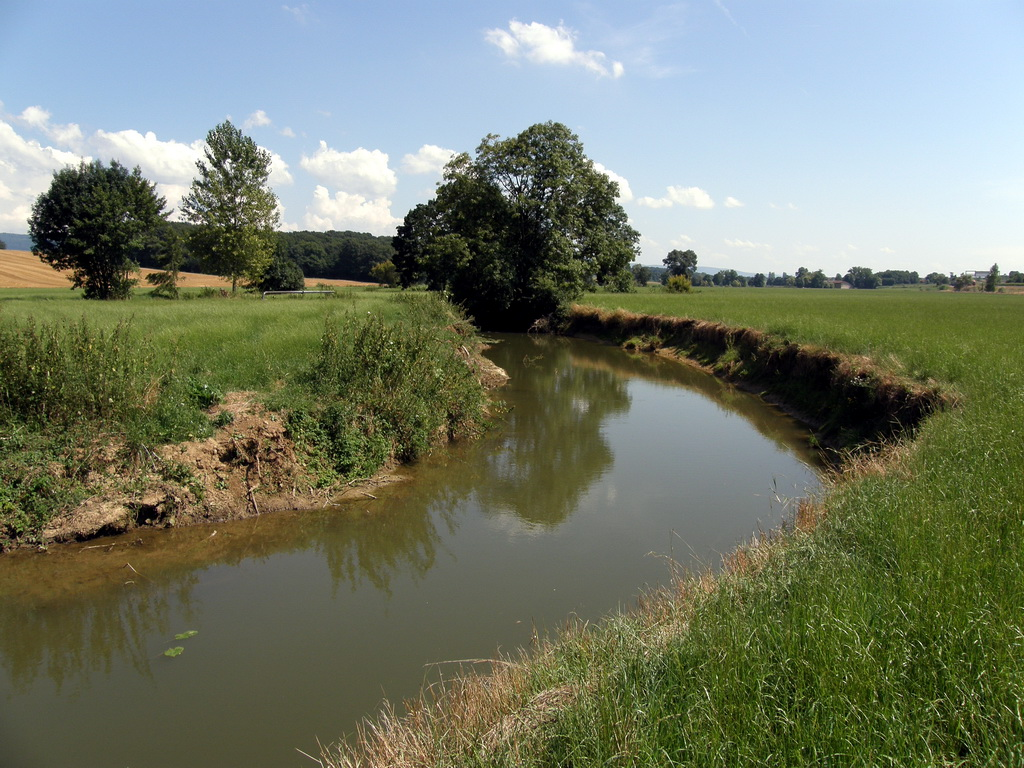
Le Solnan en amont de Louhans.

Le Solnan prend sa source à Verjon, dans département de l'Ain et dans le massif du Jura. Sa longueur est de 61,6 km.
Ce cours d'eau dessine ses derniers méandres sur le territoire de Louhans, avant de se jeter dans la Seille, immédiatement en aval du pont de la D 971 qui relie le centre-ville au quartier de Bram et peu après avoir reçu les eaux de la Vallière.
La Vallière prend sa source à Revigny, commune située à quelques kilomètres de Lons-le-Saunier dans le département du Jura. Sa longueur est de 50,8 km. Elle se jette dans le Solnan au sud de Louhans, en limite avec la commune voisine de Bruailles, quelques hectomètres en aval du pont de la Barque sur la D 996.

#### Les ruisseaux
Affluent de la Vallière, le Ruisseau de Blaine prend sa source à Courlaoux, commune située dans le département du Jura. Sa longueur est de 25,9 km, aux termes desquels il se jette dans la Vallière à Louhans, non loin du hameau de Blaine. Ce ruisseau possède lui-même, deux affluents, le ruisseau de l'étang du Villard, d'une longueur de 6,8 km et le ruisseau de l'étang des Claies d'une longueur de 6,8 km.

#### Les étangs
Typique du paysage de la Bresse, le territoire communal est parsemé de petits étangs dont la plupart, de taille modeste, sont des propriétés privées à l'instar de l'étang Meunier, l'un des plus grands d'entre eux.

### Voies de communications

#### Les accès routiers
Le territoire de Louhans est traversé par la route départementale 678, route qui la relie aux agglomérations voisines de Chalon-sur-Saône et de Lons-le-Saunier. Ce territoire se situe également à proximité de deux grandes autoroutes françaises, toutes deux dépendantes du réseau APRR.
- L’autoroute A39 est une voie routière à grande circulation qui permet la liaison autoroutière entre les agglomérations de Dijon et de Bourg-en-Bresse. Elle se connecte à l'A31 au niveau de Sennecey-lès-Dijon et de l'A36 sur la commune de Saint-Seine-en-Bâche, puis s'achève sur le territoire de la commune de Viriat à l'entrée de l'agglomération burgienne au niveau de l'échangeur avec l'A40.
 Pour se rendre à Louhans, depuis cette voie, les véhicules doivent emprunter la sortie no 8 quand on se dirige de Dijon vers Bourg-en-Bresse et la sortie no 9 quand on se rend de Bourg-en-Bresse vers Dijon. Des panneaux indiquent la direction de Louhans à la sortie des barrières de péage.

 8 à 94 km : villes desservies Lons-le-Saunier et Louhans ;
 9 à 109 km : villes desservies Cuiseaux et Louhans.
- L’autoroute A 6 est une voie routière à grande circulation qui permet la liaison autoroutière entre les agglomérations de Lyon et de Paris et la connexion avec d'autres autoroutes françaises.
Pour se rendre à Louhans, depuis cette voie, les véhicules doivent emprunter la sortie no 27 à Tournus, puis prendre la route nationale 6 en direction du centre-ville de Tournus, puis prendre la route départementale 975 en direction de Cuisery, puis de Louhans.

 27 à 355 km : villes desservies Tournus, Cuisery et Louhans

### Transports publics

#### Le transport routier
Le territoire communal de Louhans est desservi par le réseau départemental de transport public de Saône-et-Loire dénommé « Buscéphale » (géré par délégation du conseil départemental et le groupe Keolis) jusqu'au 31 août 2018, puis, intégré dans le réseau régional de la Bourgogne-Franche-Comté sous le nom commercial de « Mobigo ».
Il existe quatre lignes de car qui relient la commune et son agglomération avec d'autres agglomérations du département.
- Trois lignes régulières :

| Ligne | Parcours                                                                           |
| ----- | ---------------------------------------------------------------------------------- |
| 703   | Louhans (Gare SNCF) ↔ Saint-Germain-du-Plain ↔ Gare de Chalon-sur-Saône            |
| 713   | Louhans (Gare SNCF, Bram) ↔ Cuisery ↔ Gare de Tournus                              |
| 717   | Louhans (Gare SNCF, rue de Jura) ↔ Beaurepaire-en-Bresse ↔ Gare de Lons-le-Saunier |

- Une ligne dont la réservation est obligatoire :

| Ligne | Parcours                                                       |
| ----- | -------------------------------------------------------------- |
| D752  | Saint-Germain-du-Bois (le Bourg) ↔ Louhans (Lucien Guillemaud) |

#### Voies ferrées et transport ferroviaire

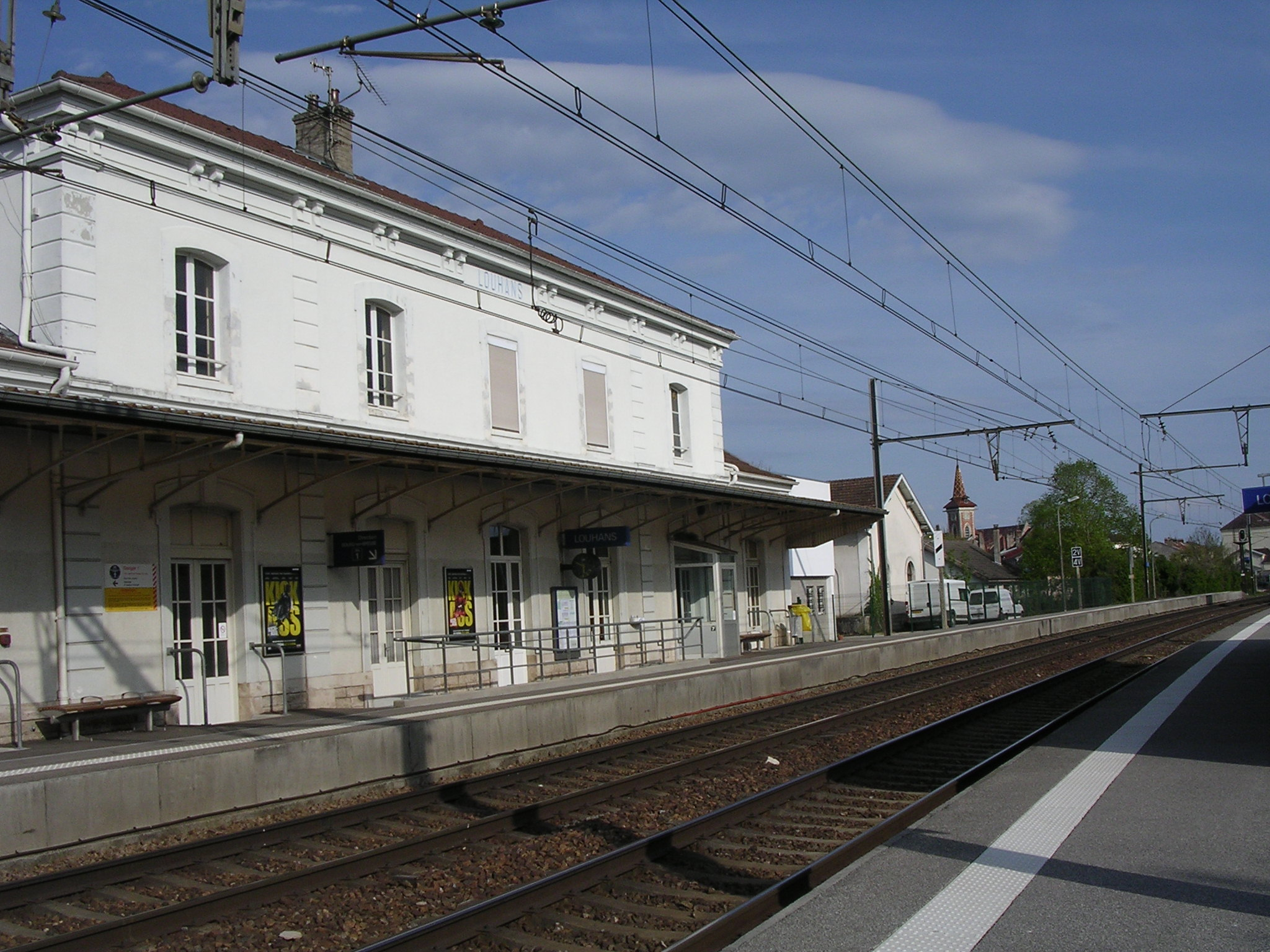
Gare SNCF de Louhans.

La gare de la commune de Louhans est située sur la ligne de Dijon-Ville à Saint-Amour, dénommée également « ligne de la Bresse ». La ligne s'étire sur environ cent-douze kilomètres : du point kilométrique (PK) 314,300 correspondant à l'axe du bâtiment voyageurs de la gare de Dijon-Ville jusqu'au km 424,634 (bifurcation de la ligne de Mouchard à Bourg-en-Bresse ou PK 473,876 de cette même ligne). La gare de Saint-Amour est distante d'environ deux kilomètres au-delà de la bifurcation en la direction de Bourg-en-Bresse.
La ligne dont l'origine se trouve en Côte-d'Or quitte le département au sud de la gare de Seurre pour rentrer dans le département de Saône-et-Loire qu'elle quitte à son extrémité sud, au-delà de Dommartin-lès-Cuiseaux, pour rentrer dans le département du Jura. En Côte-d'Or la ligne traverse les localités suivantes : Ouges, Saulon, Longecourt, Aiserey, Brazey-en-Plaine, Saint-Jean-de-Losne, Chaugey, Pagny et Seurre, en Saône-et-Loire : Navilly, Saint-Bonnet-en-Bresse, Mervans, Saint-Germain-du-Bois-Devrouze, Simard, Saint-Usuge, Louhans, Bruailles, Sainte-Croix, Frontenaud et Dommartin-les-Cuiseaux avant d'arriver dans le Jura en gare de Saint-Amour où elle ne parcourra que quelques kilomètres avant de pénétrer dans le département de l'Ain.

Louhans, sa gare et ses voies ferrées
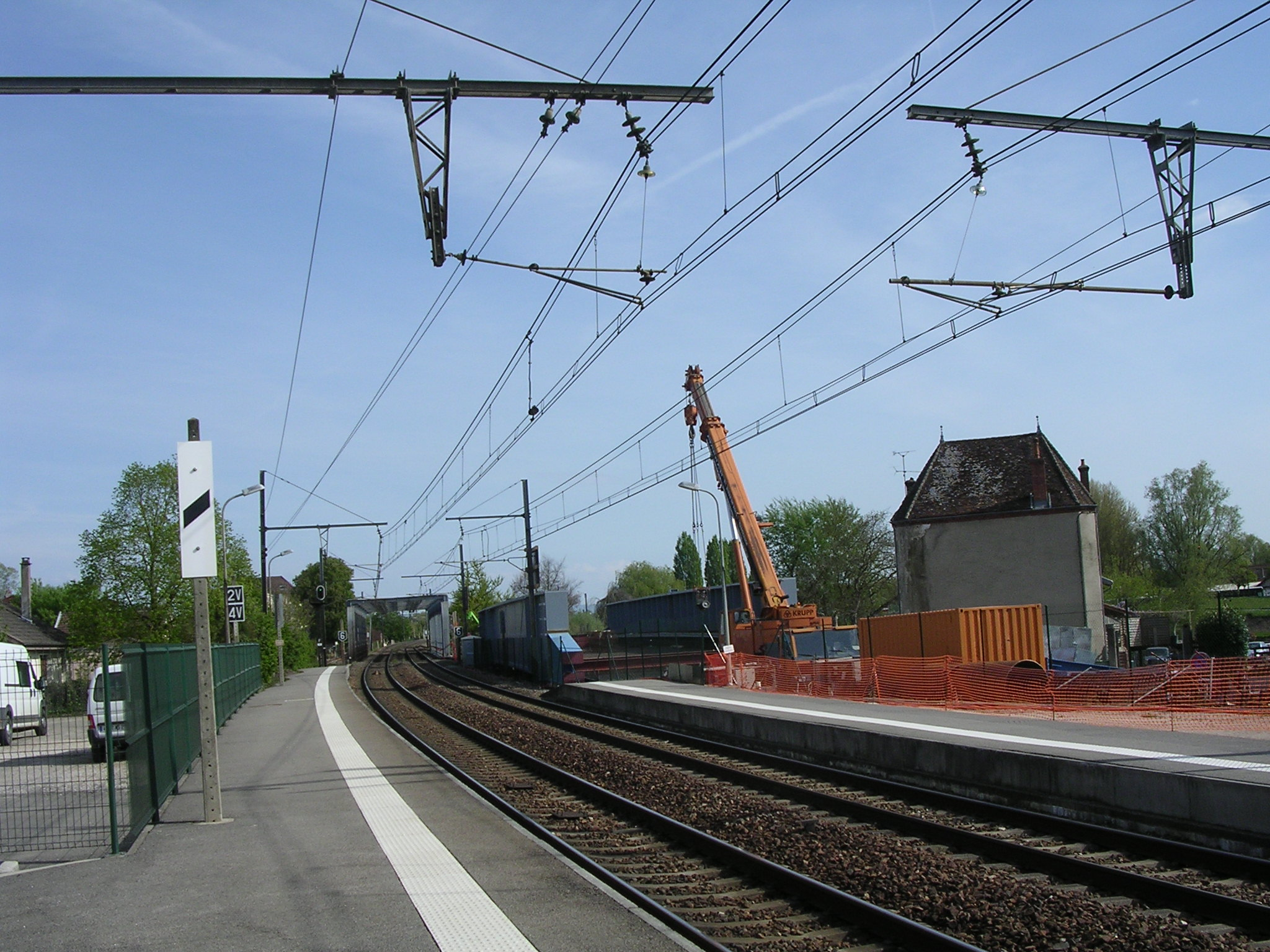
Vue en direction de Saint-Amour.
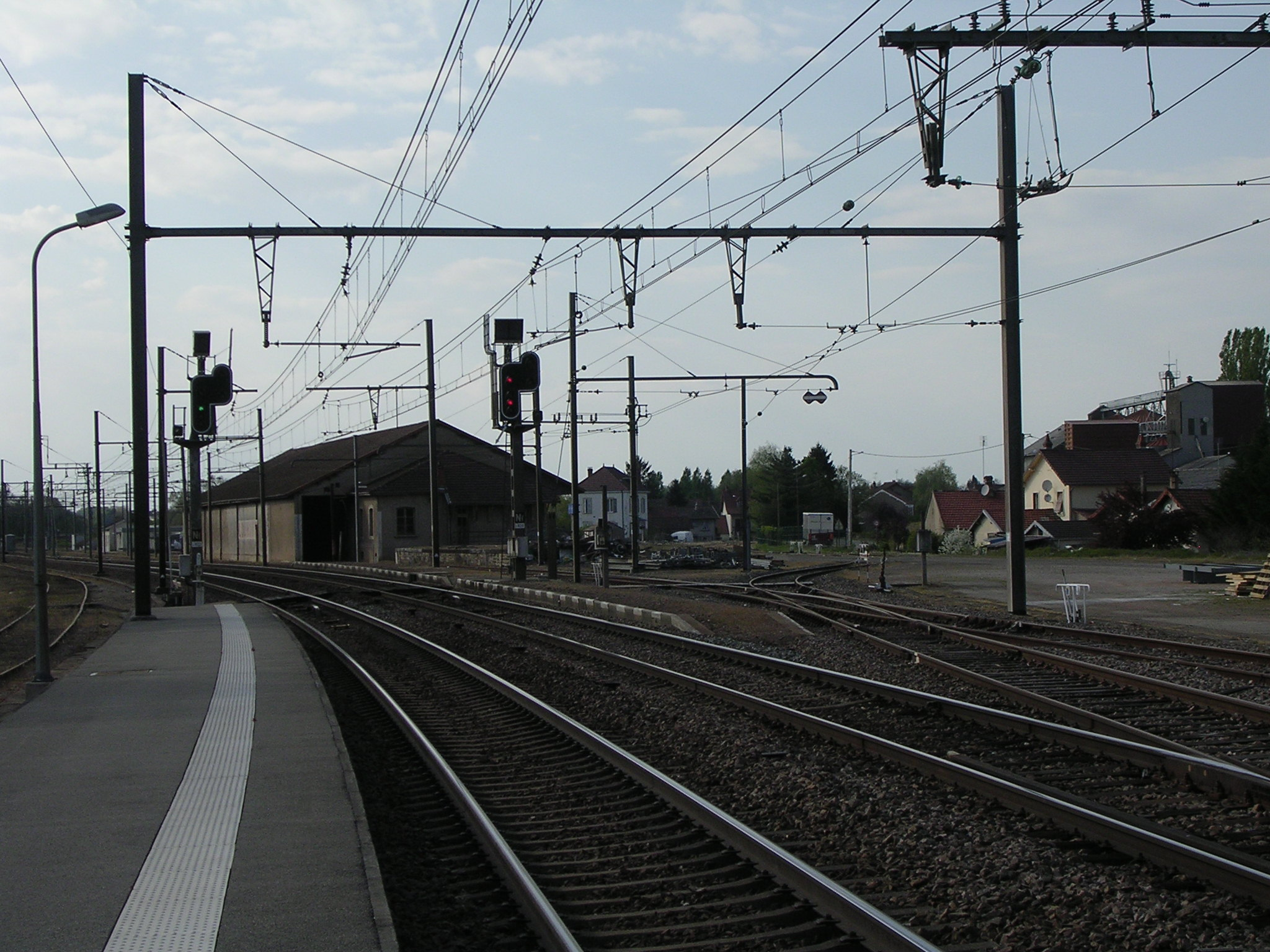
Vue en direction de Dijon.
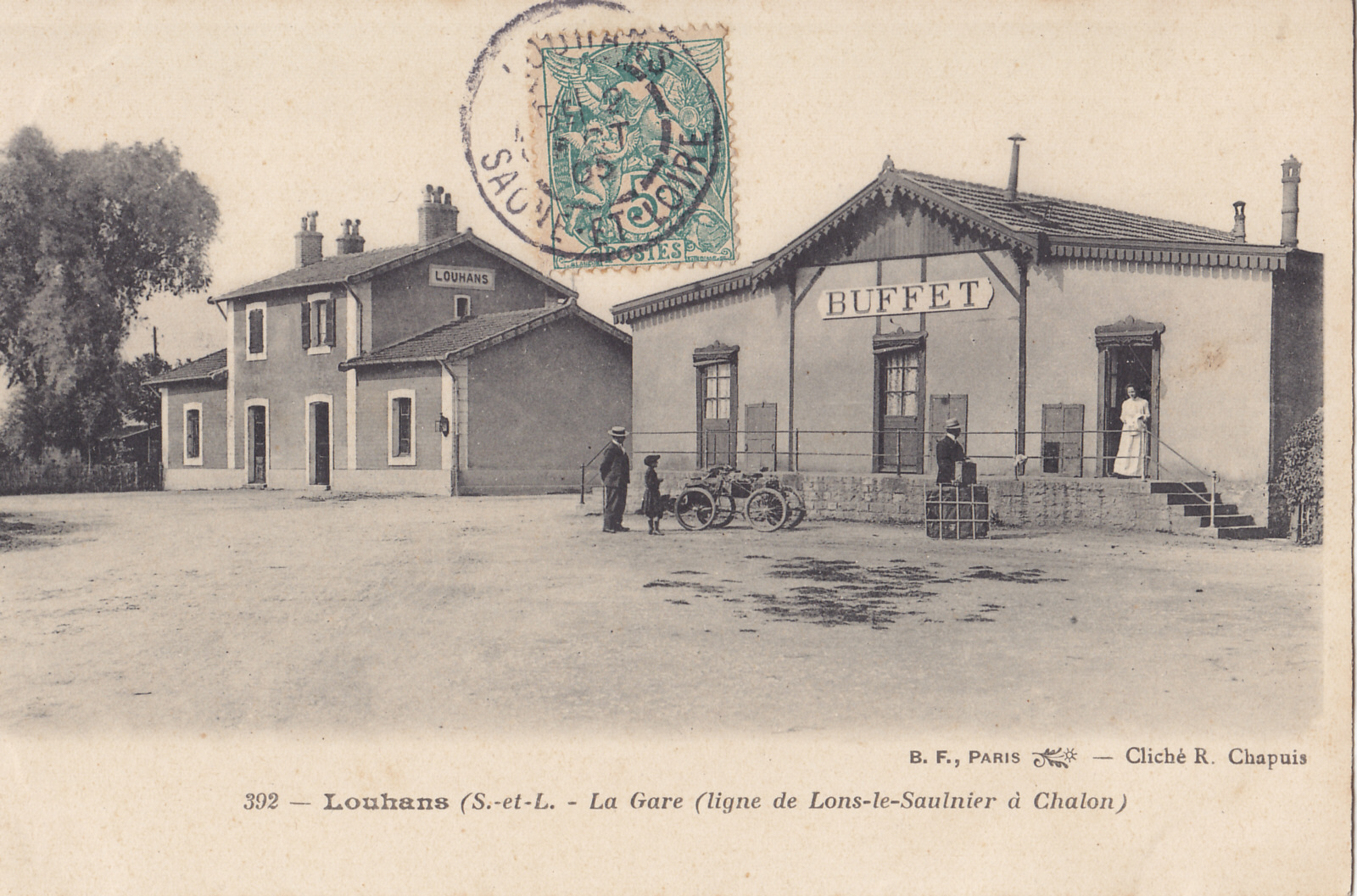
La gare de Louhans en 1905.
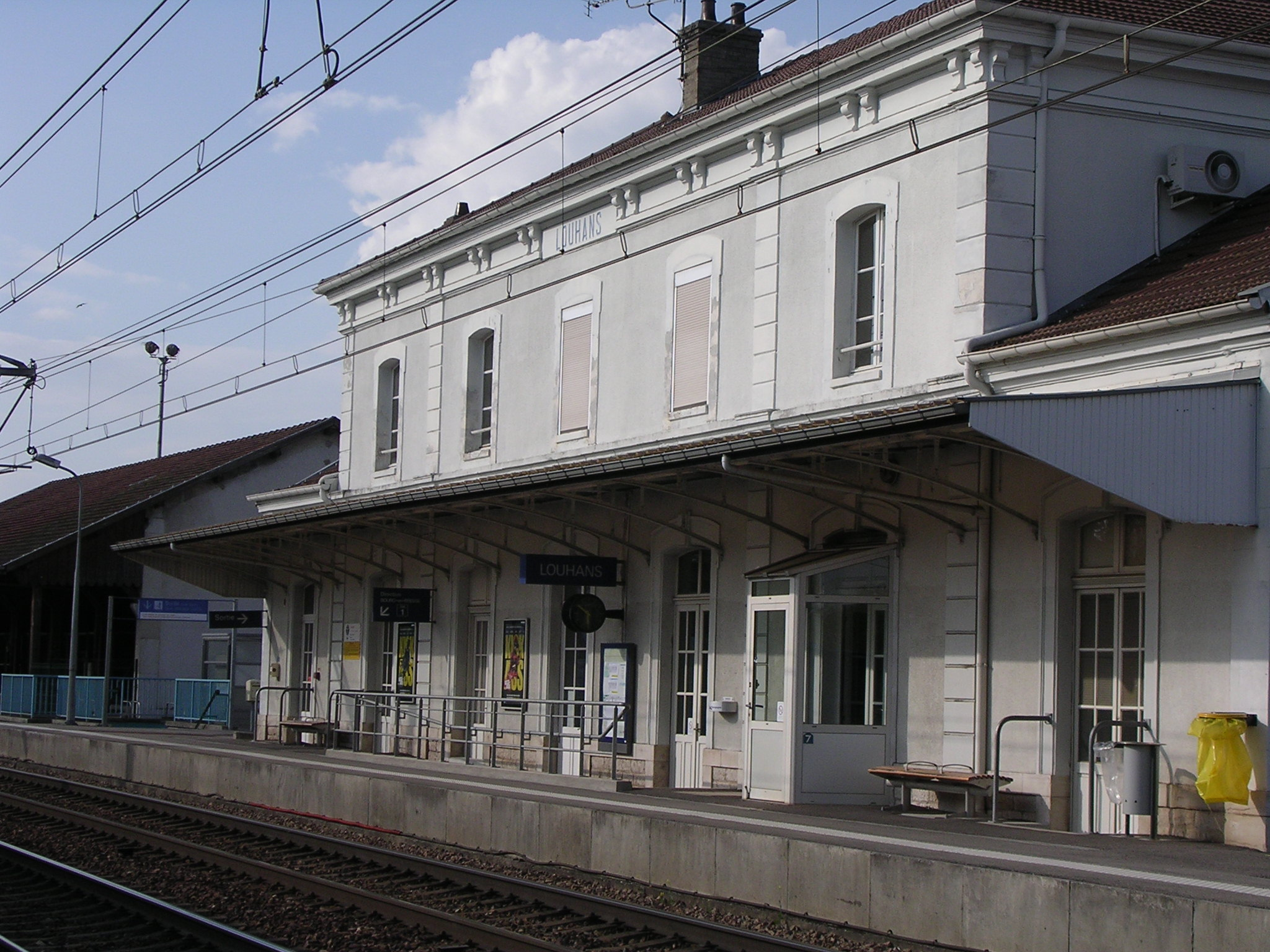
Depuis les quais vers Saint-Amour.

La commune de Louhans fut également desservie par la « Compagnie des chemins de fer d'intérêt local de Saône-et-Loire », une exploitation privée qui fut créée pour mettre en place un réseau ferroviaire à voie métrique dans le département de Saône-et-Loire, essentiellement autour de Mâcon, Chalon-sur-Saône et Autun. La ligne Tournus - Louhans, d'une longueur de 33 km fut ouverte en 1907, puis fermée en 1938.

## Urbanisme

### Typologie
Au 1er janvier 2024, Louhans est catégorisée bourg rural, selon la nouvelle grille communale de densité à sept niveaux définie par l'Insee en 2022.
Elle appartient à l'unité urbaine de Louhans, une agglomération intra-départementale regroupant six  communes, dont elle est ville-centre,,. Par ailleurs la commune fait partie de l'aire d'attraction de Louhans, dont elle est la commune-centre,. Cette aire, qui regroupe 15 communes, est catégorisée dans les aires de moins de 50 000 habitants,.

### Occupation des sols
L'occupation des sols de la commune, telle qu'elle ressort de la base de données européenne d’occupation biophysique des sols Corine Land Cover (CLC), est marquée par l'importance des territoires agricoles (61,7 % en 2018), en diminution par rapport à 1990 (71,2 %). La répartition détaillée en 2018 est la suivante : zones urbanisées (28,7 %), prairies (28,7 %), zones agricoles hétérogènes (27,4 %), forêts (8,5 %), terres arables (5,6 %), zones industrielles ou commerciales et réseaux de communication (1,1 %). L'évolution de l’occupation des sols de la commune et de ses infrastructures peut être observée sur les différentes représentations cartographiques du territoire : la carte de Cassini (XVIIIe siècle), la carte d'état-major (1820-1866) et les cartes ou photos aériennes de l'IGN pour la période actuelle (1950 à aujourd'hui).

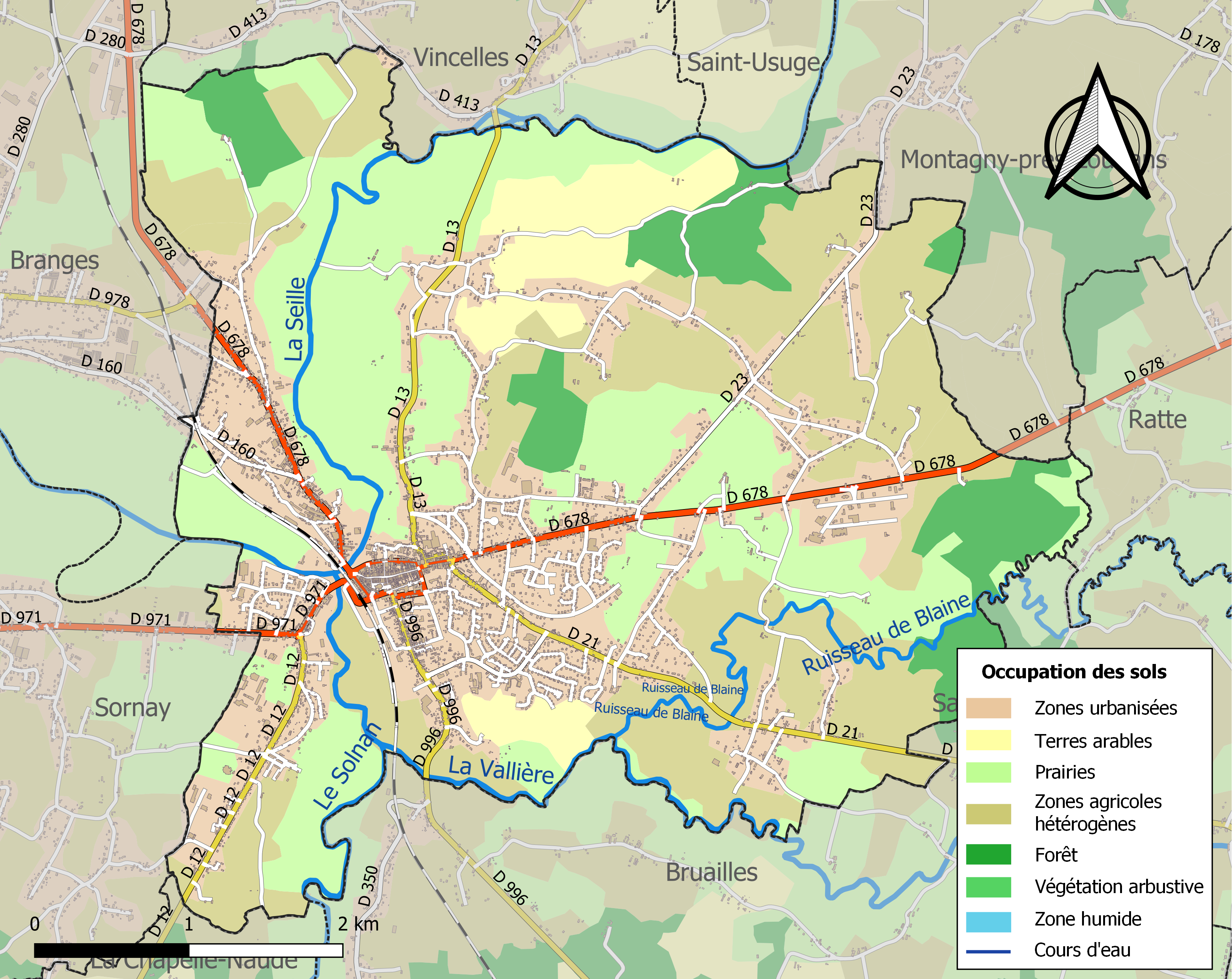
Carte des infrastructures et de l'occupation des sols de la commune en 2018 (CLC).
- Plan de la commune.

### Morphologie urbaine
À l'origine, Louhans fut une petite cité médiévale blottie à l'intérieur de ses remparts, celle-ci n'ayant commencé à connaitre une extension urbaine que durant les années 1960. Depuis ces trente dernières années, la petite agglomération, toujours de taille très modeste pour accueillir le siège d'une sous-préfecture, a commencé à ressentir les effets d'une péri-urbanisation due à la proximité des villes de Chalon-sur-Saône et de Lons-le-Saunier.
Châteaurenaud, quant à elle, présente une vocation plus rurale avec ses fermes et ses petites maisons individuelles. Sa proximité immédiate avec Louhans a entraîné son association, puis sa fusion avec sa voisine plus importante. Cette évolution semblait inéluctable car les deux territoires sont très proches l'un de l'autre.

### Hameaux et lieux-dits
Comme la plupart des communes de la Bresse, le territoire de Louhans compte de nombreux hameaux, de dimensions très différentes, qui peuvent varier de deux ou trois habitations, souvent des fermes, ou des anciennes fermes, jusqu'à un ensemble de plusieurs dizaines d'habitations.
Les principaux hameaux et les lieux-dits, situés autour du bourg central de Louhans sont classés ici dans une liste la plus exhaustive possible, le ministère de la culture indiquant sur son site que cette commune possède 32 écarts, habités par plus d'un quart de sa population totale de la commune.
| - Châteaurenaud - les Crues - la Chaintre - les Granges - Seugny - le Guidon - Champ Joly - le Vilard | - Fey - la Troche - le Bas de la Troche - les Ripettes - les Venets - le Grillot - la Queue - les Reverseilles | - les Vaux - Gruay - la Meneuvre - les Dombes - les Bordes - le Colombier - la Griffonnière - Beaulieu | - Longemale - Blaine - le Curtillat - La Colline - La Basse Maconnière - Saugy - Saint-Claude - Cornillet |

### Logement
La commune présentait sur son territoire, en 2011, un nombre total de 3 672 logements, dont 3 176 comptabilisés en résidence principale, 126 en résidence secondaire et 370 logements vacants. La majorité de ces logements sont des maisons individuelles.

### Eau et assainissement
Le groupe Saur est l'opérateur de gestion déléguée de services d’eau qui assure la gestion de l’eau potable et des eaux usées de Louhans et des communes de son canton.
Le SIVOM de Louhans gère un service public d'assainissement non collectif. Le SPANC est chargé du contrôle de tous les systèmes d'assainissement effectuant la collecte, le traitement, l'épuration, l'infiltration ou le rejet des eaux usées domestiques des habitations non raccordées au réseau d'assainissement collectif, toujours importantes en milieu rural.

### Projets d'aménagement

#### Le projet d'aménagement et de développement durable (P.A.D.D)
Selon le site de la mairie, « Le P.A.D.D de Louhans s'inscrit dans une démarche de développement durable qui l'oblige à répondre au besoin du présent sans compromettre la capacité des générations futures à répondre aux leurs ».

### Risques naturels et technologiques

#### Risques sismiques
La totalité du territoire de la commune de Louhans est situé en zone de sismicité no 2 (sur une échelle de 1 à 5), comme la plupart des communes de son secteur géographique, à l'exception notable de quelques communes situées dans la frange orientale de son arrondissement.
| Type de zone | Niveau           | Définitions (bâtiment à risque normal) |
| ------------ | ---------------- | -------------------------------------- |
| Zone 2       | Sismicité faible | accélération = 0,84 m/s2               |

#### Autres risques
La commune est concernée par le plan de prévention des risques (PPRI) dans le cadre du risque d'inondation par la Seille.

## Toponymie

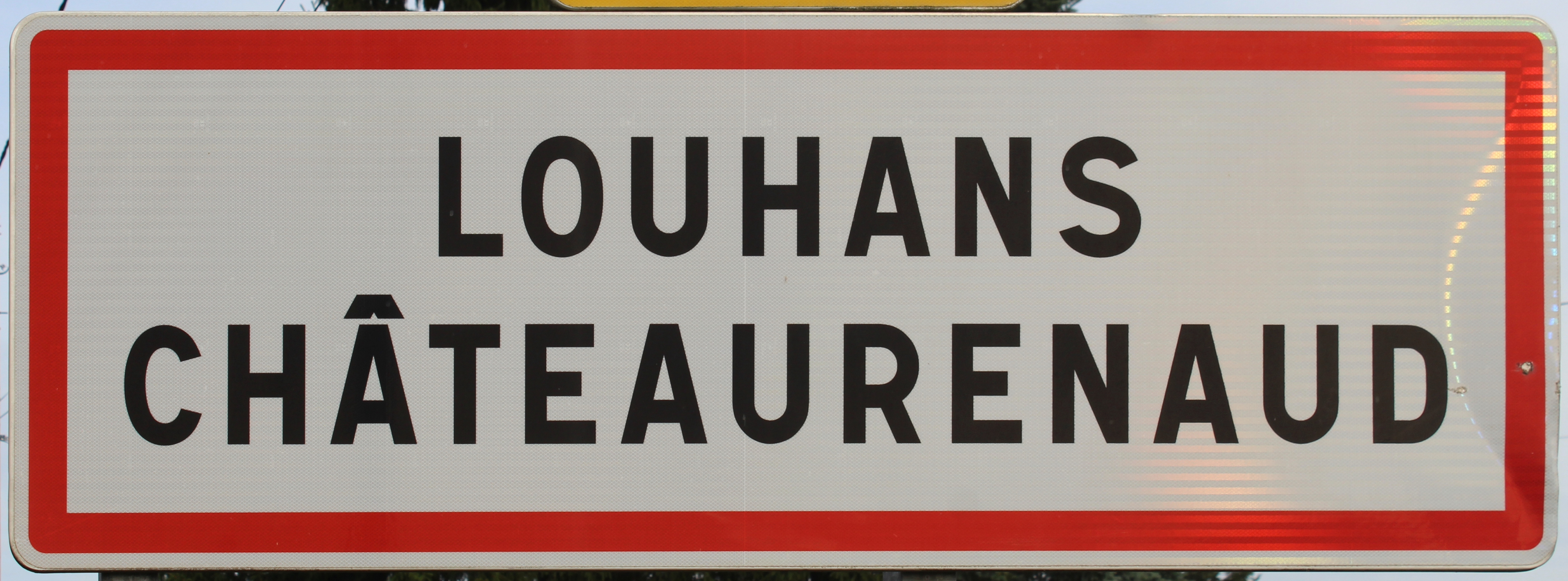
Panneau d'entrée dans la ville.

Le nom de la localité est attesté sous les formes Lovingo en 878 ; Lovincense en 926 ; Leuvencolt en 956 ; Lovincum en 1059 ; Louans en 1252 ; Loans en 1269 ; Luant en 1275 ; Louvincum en 1322 ; Ecclesia de Loans en 1262 ; Louhans au XIVe siècle ; Lohans en 1449 ; Louhans en 1452.
Des hypothèses anciennes ont été formulées par divers historiens ou géographes du passé et reprises plus récemment, alors que les travaux des toponymistes depuis Auguste Longnon les rendent obsolètes. Par exemple, la plus fréquemment répétée est celle de Lucien Guillemaut qui date du XIXe siècle, avant la publication des études linguistiques appliquées à l'onomastique. Selon lui, le lieu qui abrite Louhans de nos jours, reçut, durant le Ve siècle, le nom de Löwin, terme d'origine burgonde, langue germanique du peuple qui donna également son nom à la Bourgogne. Ce terme évoquerait un « lieu entouré d'eau », mais on ne trouve aucune analyse des éléments germaniques qui permettent de conclure à cette signification, en outre, il ne se base sur aucune forme attestée, puisqu'il s'agit de Lovingo et non pas de *Löwin. Cette hypothèse sans fondement méthodologique et linguistique a été reprise depuis,, notamment par l'historien médiéviste Marcel Pacaut, avec une différence notable sur la graphie Loving ou Lowing,, toujours sans analyse des éléments qui permettent cette conclusion. Cette interprétation est contestée dès le début du XXe siècle. En 2000, une étude globale sur l'histoire de la région laisse cependant entrevoir que les caractéristiques locales sont très possiblement dues à l'influence burgonde, les zones où les noms de localité terminant en -ans semblant recouper celles où la présence de ce peuple est attestée par des sources historiques ou archéologiques. Cette étude historique considère qu'une étude toponymique plus précise reste à faire.
Ainsi, selon la plupart des toponymistes dont le but n'est pas d'attribuer tel ou tel toponyme à tel ou tel peuple particulier, mais bien d'analyser les éléments linguistiques à leur disposition sur la base des formes anciennes et des évolutions phonétiques connues, il s'agit d'un type toponymique germanique en -ing, suffixe indiquant la parenté et la propriété par extension. Dans la région, il a donné la terminaison commune -ans avec un s ablatif locatif d'origine latine. Ernest Nègre préfère latiniser ce suffixe en -ingos.
D'une manière générale, le premier élément des toponymes se terminant en -ans est un anthroponyme : Albert Dauzat et Charles Rostaing suggèrent d'expliquer cet élément Louh- par le nom de personne germanique Lauba, qu'Ernest Nègre note Leubo, sous une forme citée par Marie-Thérèse Morlet. Un hypothétique *[b] aurait régulièrement évolué en [v] à l'intervocalique avant de s'amuïr complètement.

## Histoire
Pour un article plus général, voir Histoire de la Bresse.

### Préhistoire
L'homme a pu être, très tôt, présent dans ce secteur de la Bresse dite louhanaise, car la présence humaine a laissé des traces dans le Mâconnais voisin, vers Solutré ; et le Revermont comporte beaucoup de cavernes, de même que le pays tournugeois, très proche, où l’homme pouvait s’abriter et se protéger des prédateurs de l'époque. Tout d'abord, les premiers hommes furent des chasseurs puis, ils devinrent aussi des pasteurs, élevant dans des enclos des animaux domestiqués. L’âge du bronze et, plus tard, du fer fit faire à ces habitants d’énormes progrès agricoles. Le bronze, alliage de cuivre et d’étain, fut peu à peu introduit dans ces régions et amena la fabrication d’armes, ainsi que divers outils.
On peut découvrir au pied de la Roche de Solutré, à environ 70 km de Louhans, le Musée départemental de Préhistoire, structure conçue par l'architecte strasbourgeois Guy Clapot qui fut financée par le conseil départemental de Saône-et-Loire et inaugurée en 1987. Cette institution publique, ouverte à tous, permet de mieux connaitre et comprendre le mode de vie des hommes préhistoriques dans ce secteur de la Bourgogne.

### Antiquité

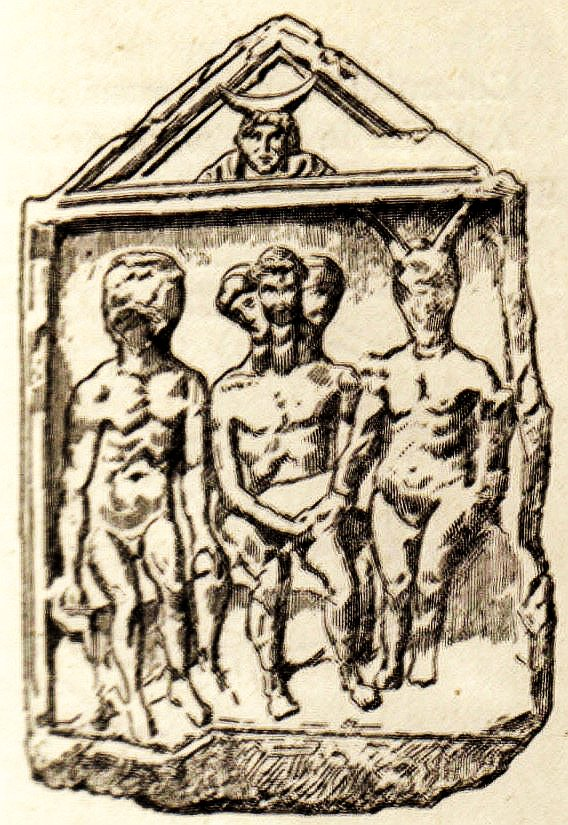
Gravure d'un autel éduen.

L'actuelle Bresse louhanaise à laquelle appartient le territoire de Louhans se situe aux limites de l'ancien territoires de plusieurs peuples gaulois, mais le peuple le plus puissant de cette région de la Gaule celtique était le peuple des Éduens qui occupait le territoire actuel de la Bourgogne et étendait son influence aux autres peuples voisins.
Les Eduens (Haedui en latin) ont donc formé avec plusieurs peuples de la Gaule qui étaient leurs clients ou leurs tributaires, une puissante confédération, rivale de celle des Arvernes, autre peuple très influent de la région.
Les Romains firent, dès le Ier siècle av. J.-C., alliance avec eux, et le Sénat romain les proclama « frères de la république ». Rome profita alors de la rivalité qui divisait les Éduens et les Arvernes pour intervenir dans les affaires de la Gaule et l'asservir plus facilement. L'empereur Claude leur accordera, plus tard, le droit de cité complet en l'an 48, dans un discours fameux transcrit sur les Tables Claudiennes.
Les Ambarres, un autre peuple client de la confédération éduenne se situait, quant à lui sur le territoire actuel de l'Ain. Les Séquanes, un peuple opposé aux Éduens, s'établissait dans le territoire de la Franche-Comté et du nord de la Bresse actuels.

### Moyen Âge

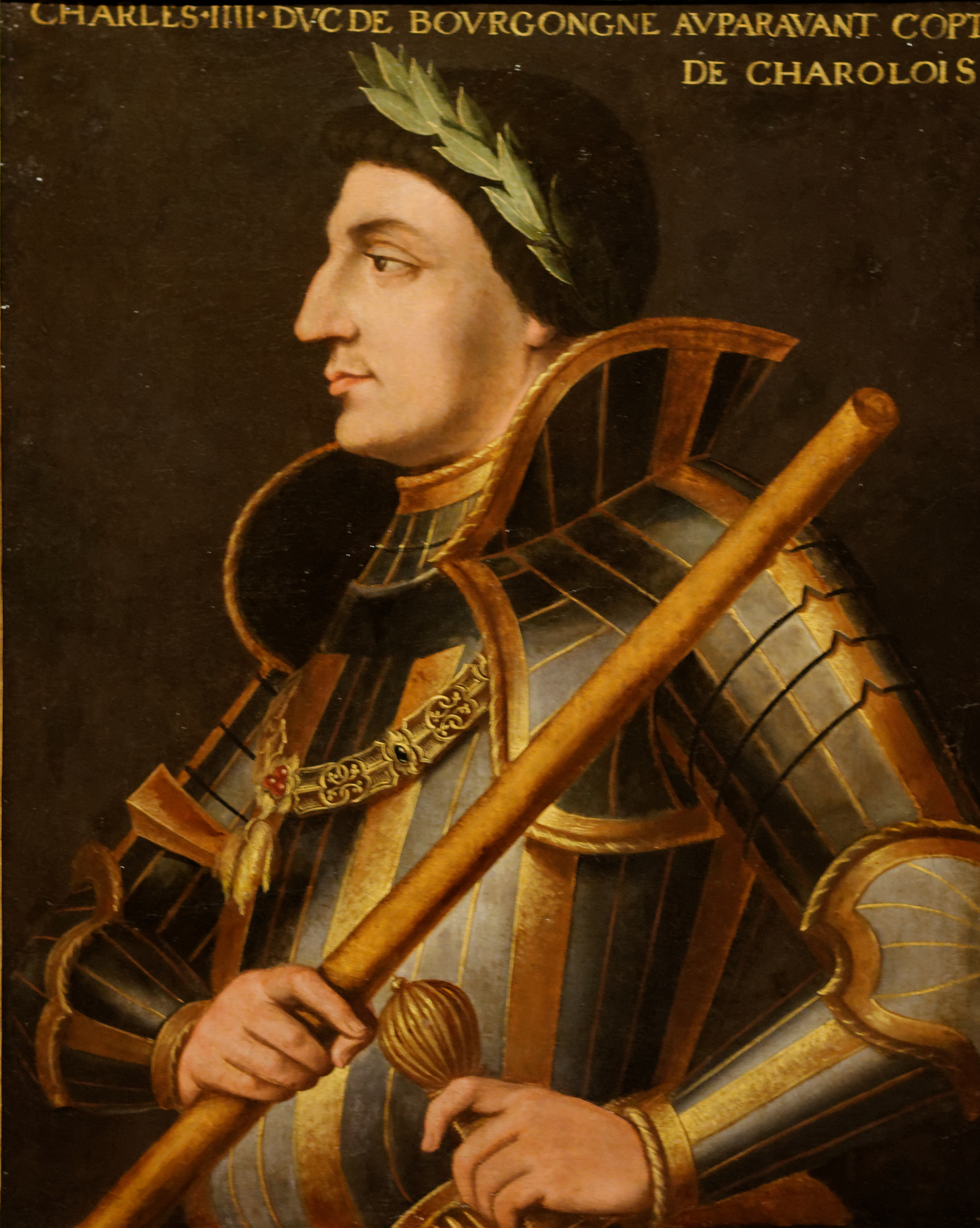
Charles le Téméraire, dernier duc de Bourgogne.

Historiquement, le nom de Louhans fait son apparition pour la première fois dans des textes écrits sous le nom de villa Lovincumn, en l'an 879, lorsque le souverain français Louis le Bègue fait cadeau du territoire de la paroisses aux moines de l'abbaye Saint-Philibert de Tournus. Cette communauté religieuse installe un port du sel afin de taxer les échanges commerciaux sur le sel comtois en provenance du secteur de Salins-les-Bains et de la montagne jurassienne. Les seigneurs locaux s’intéressèrent alors à Louhans, petit village créé sur une zone marécageuse finit par se développer en une bourgade commerçante, bien placée sur les principaux axes de communication routiers et fluviaux de la région.
Durant le XIIIe siècle Le seigneur Henri (Ier) d’Antigny (issu de la grande Maison féodale de Neublans d'Antigny dite de Vienne ; † après 1250/1269 ; frère cadet d'Hugues (IV) comte de Vienne, † 1277) est le seigneur attitré de Louhans (depuis 1237 au moins) et de Sainte-Croix en Bresse (les droits sur Louhans et Ste-Croix viennent sans doute des comtes de Mâcon, largement possessionnés en Bresse chalonnaise et dont descendait leur mère Béatrice de Mâcon-Vienne). Celui-ci possède un château au plus près du rempart, sur l’actuelle place de la Libération et octroie une charte de franchises à la ville en 1269, qui instaure notamment le marché hebdomadaire du lundi.
Bien que cette ville, désormais libre, fût entourée d'une ceinture de murailles percée de trois portes, elle fut prise et brûlée par des troupes de mercenaires errantes dénommées Grandes compagnies en 1370 et souffrit de nombreuses fois durant le conflit qui opposa tout d'abord les Armagnacs et les Bourguignons, puis durant le long conflit qui opposa la Maison capétienne de France à la seconde Maison capétienne de Bourgogne et qui ne se termina qu'à la fin du Moyen Âge.
Le petit-fils d'Henri Ier, Henri II d'Antigny-Sainte-Croix, fut aussi le seigneur de Louhans (il confirme la charte de 1269 en septembre 1296), mais le frère d'Henri Ier, Hugues (IV) de Vienne, avait aussi participé à la seigneurie de Louhans, qui passa à ses descendants,, : ainsi, son petit-fils Hugues (V) († 1316), sire de Montmorot, Seurre et St-Georges, Lons en partie, Pymont et Pymont, la possédait, puis son propre arrière-petit-fils Guillaume et les descendants de ce dernier, les Bade-Hochberg-Neuchâtel (Rodolphe, Philippe et Jeanne), puis les Orléans-Longueville-Neuchâtel (François de Rothelin, dernier fils de Jeanne de Hachberg et du duc Louis d'Orléans-Longueville, et sa propre fille Françoise d'Orléans, princesse de Condé) et les Condés-Soissons (Louis de Condé, époux en 2e noces de ladite Françoise d'Orléans-Longueville, d'où Charles de Soissons, père de - Marie de Soissons qui épousa Thomas de Savoie, prince de Carignan, et de - Louise de Soissons, femme du duc Henri II d'Orléans-Longueville — arrière-petit-fils de François de Rothelin — et mère de Marie d'Orléans, cette dernière mariant Henri II de Savoie-Nemours dont l'arrière-grand-mère était d'ailleurs Charlotte d'Orléans, fille de Jeanne de Hochberg/Hachberg et sœur de François de Rothelin) ; lesdites Marie, la princesse de Carignan (1606-1692 ; la tante) et la duchesse de Nemours (1625-1707 ; sa nièce), assumèrent la seigneurie de Louhans. En 1709/1711, les héritiers de Marie d'Orléans, duchesse de Nemours, vendirent la baronnie de Louhans à François Guyet de Bantanges, conseiller d'État, intendant des Finances (voir plus bas).
En mariant en 1385 son fils Jean sans Peur à Marguerite de Hainaut, fille du comte Albert Ier de Hainaut et de Hollande, et sa fille Marguerite de Bourgogne à Guillaume IV de Hainaut, fils et héritier d'Albert, le duc de Bourgogne Philippe le Hardi prépare l'union de ces principautés à l'État bourguignon en 1433. Louhans et la Bresse louhannaise font alors partie de cet immense territoire qui comprend également toute la Bourgogne, la Franche-Comté et les Flandres. Son arrière-petit-fils, Charles de Valois-Bourgogne dit « Charles le Téméraire » tentera de pérenniser cet empire en y ajoutant le duché de Lorraine, le duché de Bar et le duché de Luxembourg, mais en raison de la ténacité de ses principaux adversaires et cousins Louis XI et René de Lorraine, le dernier grand duc de Bourgogne sera vaincu et mourra sans descendance mâle, la partie du duché de Bourgogne revenant au roi de France, laissant la partie comtale dite « Franche-Comté » au Saint-Empire-Romain-germanique et à la Maison des Habsbourg d'Autriche et d'Espagne.
Louhans deviendra dès lors une ville très proche de la frontière séparant la France des terres d'Empire et va subir encore de nombreuses attaques.

Cartes historiques de la Bourgogne durant le Moyen Âge
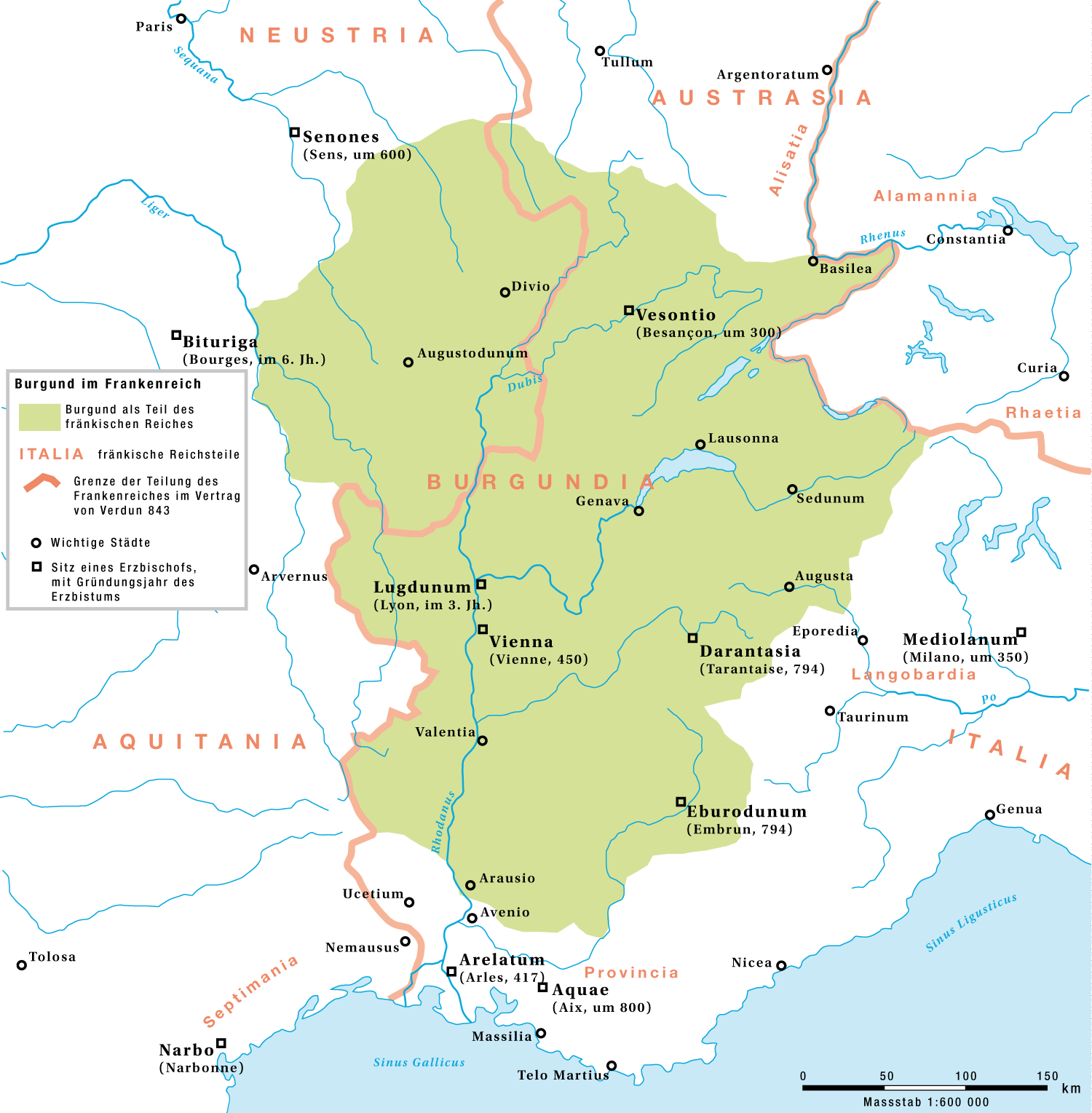
Le royaume de Bourgogne avant le traité de Verdun.
Les quatre Bourgognes 1032.
La Bourgogne de Philippe le Hardi.
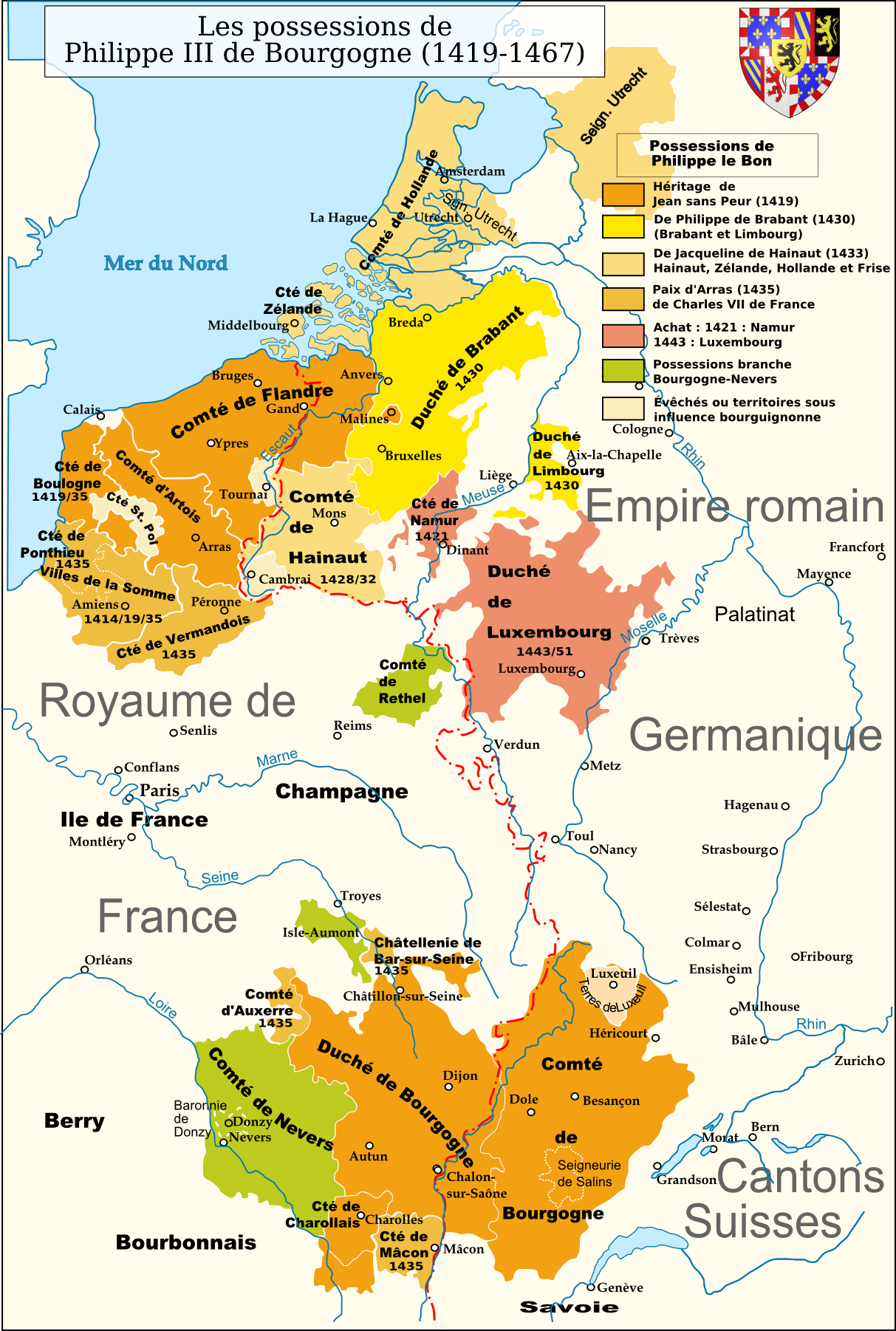
La Bourgogne de Philippe le Bon.
Le duché et « la » comté (terre d'Empire) de Bourgogne au XIVe siècle.
La France et le duché de Bourgogne en 1477.

### Temps modernes

#### La Renaissance

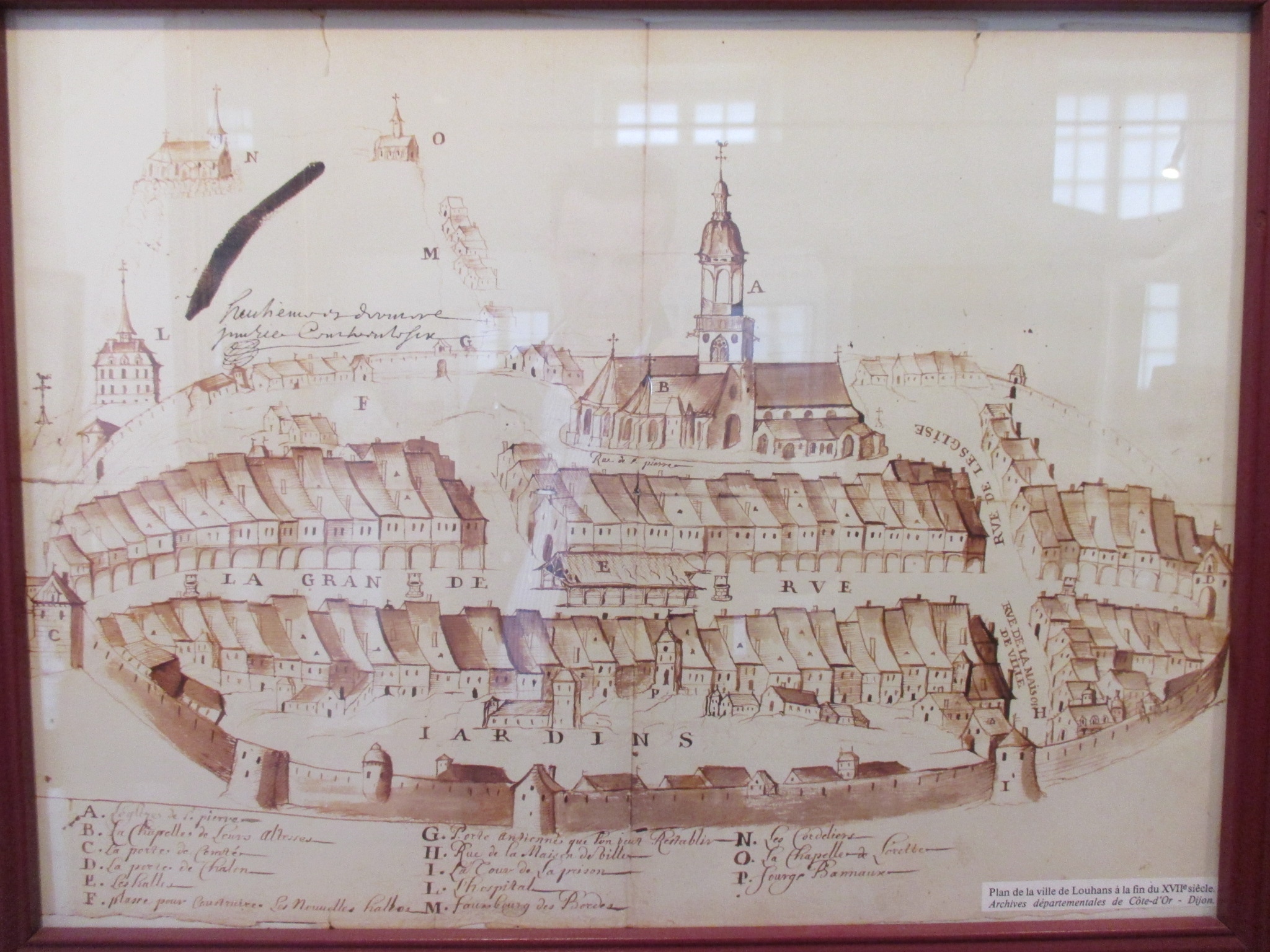
Louhans, son église Saint-Pierre à dôme et ses 157 arcades au XVIIe siècle.

En 1562, la cité bressane fut attaquée par une armée composé de 4 000 Suisses commandés par le chef protestant Poncenac. Moins de trente ans plus tard, la ville fut de nouveau attaquée, prise d'assaut et démantelée le 11 novembre 1591 par les troupes réunies du marquis de Treffort (Joachim de Rye) et les barons de Lux, d'Uxelles et de Thianges, tous membres de la Sainte Ligue, groupe de catholiques opposés aux rois de France Henri III et Henri IV auxquels Louhans était resté favorable.

#### Le siècle de Louis XIV
Le traité de Nimègue signé le 10 août 1678 à Nimègue entre les Provinces-Unies et la France mit fin à la guerre de Hollande. La France de Louis XIV récupère la Franche-Comté, désenclavant ainsi Louhans et sa région.

#### Le siècle des Lumières
Les derniers comtes de Louhans

Armes des
Gagne-de-Perrigny.

En 1728, par reprise de fief, Philibert-Bernard Gagne (1689-1759 ; de la Famille Gagne de Perrigny, issue des Gaigne d'Ornée), devient seigneur de Simard, de Bessandrey et de Quain, dans la Bresse louhannaise. Sa femme Jeanne-Marie de Thésut (1693-1773), épousée en 1713, comble de bienfaits l'église de Simard et fonde un lit pour un pauvre de ce village à l'hôpital de Louhans en 1764. Au décès de sa mère, le 2 août 1773, leur fils Antoine-Jean Gagne hérite des domaines.
Élisabeth-Marie Guyet (1656-1709 ; fille de Simon Guyet et Michelle de Frasans), épouse d'Antoine Gagne (1645-1711) et mère de Philibert-Bernard, avait un frère, François Guyet. Conseiller d'État, maître des requêtes ordinaires puis intendant des Finances à Lyon, celui-ci est possessionné en Bresse : il est baron de Saint-Germain-du-Plain et d'Ouroux, marquis de Bantanges en 1696, baron en 1711 puis comte en 1724 de Louhans. Il devient même gouverneur de cette ville en 1722. À sa mort, sa fille unique, Philiberte-Thérèse Guyet, dite Madame de Chamillard, hérite de ces domaines. Au décès de Madame de Chamillard en 1774, son petit-cousin, Antoine-Jean Gagne de Perrigny (1714-1783 ; fils de Philibert-Bernard et Jeanne-Marie de Thésut, mari en 1737 de Marie de Lamoignon — fille de Guillaume-Urbain et petite-fille de Nicolas — et père de Françoise-Bernardine Gagne de Perrigny, † 1759, 1re femme en 1756 de Philibert Trudaine), gouverneur de Louhans depuis 1766 et possessionné dans la région au décès de sa mère l'année précédente, reçoit l'ensemble de ces terres bressanes ; la sœur héritière d'Antoine-Jean, Marguerite-Philiberte Gagne de Perrigny (1722-1811), épouse en 1742 Bénigne Le Gouz de St-Seine (1719-1800) ; Antoine-Jean et Marguerite-Philiberte avaient une sœur cadette, Jeanne-Claude-Bernardine Gagne de Perrigny, qui maria Louis-Barnabé de Baudéan de Parabère, fils de Mme de Parabère (1714-ap.1770 ; postérité).
En 1800, Bénigne Le Gouz de Saint-Seine, comte de Louhans, Premier président du Parlement de Bourgogne, meurt à l'hôtel du Sauvage, à Bâle, en Suisse, à l'âge de 81 ans. Son fils, Barthélemy Le Gouz-Gagne (1763-1828 ; postérité) sera le dernier seigneur de Louhans.
La famille de Batz de Castelmore et de Champlécy, dite des comtes d'Artagnan (et descendante du célèbre héros d'Alexandre Dumas) détenait, quant à elle, la seigneurie du domaine voisin de Sainte-Croix, commune aujourd'hui intégrée dans la communauté de communes de Louhans.

### Époque contemporaine

#### La Révolution Française

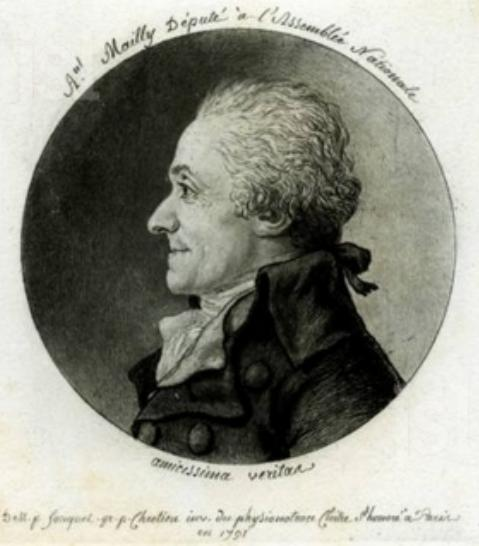
Antoine Mailly en 1791.

Le marquis Antoine de Mailly, marquis de Châteaurenaud fonde la première loge maçonnique louhannaise, baptisée « Vraie Lumière ». il représentera Louhans et la Saône-et-Loire à l'Assemblée constituante de 1789 et à la Convention nationale.
En 1790, Louhans est retenu pour être le chef-lieu de l'un des sept districts du tout nouveau département de Saône-et-Loire.
Claude-Nicolas Guillermin, natif de Louhans est élu député à la Convention en 1792. En janvier 1793, il vote pour la mort du roi, contre le sursis, puis il meurt en fonctions, trois mois plus tard.
Sous la Révolution française, la commune, alors autonome, de Châteaurenaud porta provisoirement le nom de Beaulieu.

#### Le Premier Empire et la Restauration
À la suite des élections législatives françaises de mai 1815 qui nomment les députés de l'éphémère Chambre des représentants instaurée par l'Acte additionnel du 22 avril 1815, Louis Gabriel Philibert Debranges, natif de Louhans et élu de Saône-et-Loire est vraisemblablement le doyen de cette Chambre, à l'âge de 77 ans.

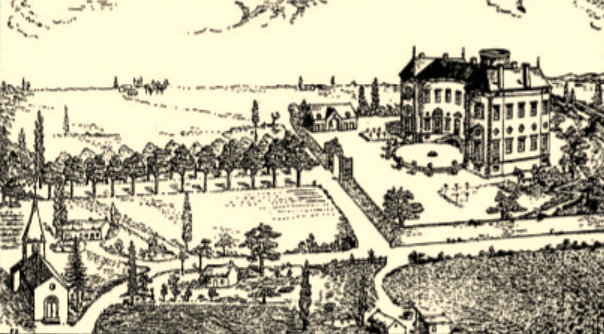
Château Châteaurenaud du marquis Antoine de Mailly avant sa vente en 1827.

Le château de Mailly, situé sur le territoire de Châteaurenaud, propriété des anciens châtelains, est démonté petit à petit à la suite de sa vente en 1827.

#### La monarchie de Juillet et le Second Empire
En 1840, les rivières de la Seille et du Solnan sortent de leurs lits, la plus grande partie des territoires de Louhans, de Châteaurenaud et des communes environnantes se retrouvent ainsi sous les eaux.

#### La Troisième République
Le 3 avril 1871, la gare de Louhans, située sur la ligne Chalon - Lons-le-Saulnier, est inauguré par Lucien et Félix Mangini, tous deux pionniers du chemin de fer en France.
En janvier 1897, Gabriel Chavet, alors lycéen, fonde à Louhans le premier club lycéen d'espéranto de France et l'un des six premiers au monde.
À la fin du XIXe siècle, Louhans disposait d'une très importante chapellerie de feutre, qui employait quelque cinq cents personnes et produisait environ 1 800 chapeaux par jour.
En 1911, Louhans vit la fondation d'une société savante : la Société des amis des arts, sciences, et archéologie, généalogie et histoire de la Bresse bourguignonne, à l'initiative de Lucien Guillemaut, société qui fut longtemps animée par Joseph Berthier. En 2001, à l'initiative d'Alain Cordier, les Amis des Arts contribuèrent à la formation de la Fédération des associations historiques et scientifiques de la Bresse bourguignonne, BRIXIA, qui compte de nos jours quinze associations.

##### Les deux Guerres Mondiales

La ligne de démarcation se situait à 35 km au nord de Louhans et coupait la Saône-et-Loire en deux parties.

L’Armistice du 22 juin 1940 établit les conditions de l'occupation par l'Allemagne de la France, notamment, du point de vue territorial, il résulte de la convention que la France métropolitaine est divisée en deux parties par une ligne de démarcation, la zone occupée par l'Armée allemande et la zone dite « libre ». Les territoires des communes de Louhans et de Châteaurenaud, cette dernière étant alors encore séparée de Louhans, se situaient toutes les deux dans la Zone libre, alors que la ville de Chalon-sur-Saône était dans la Zone occupée.
En février 1944, un groupe de résistants s'installe à une vingtaine de kilomètres de Louhans, au lieu-dit de la Madeleine, situé sur la commune de Saint-Martin-en-Bresse. Dans la nuit du mercredi 8 mars 1944, un combat violent s'engagera en pleine nuit entre les Maquis (Résistance) de la région de Louhans et les troupes allemandes, le hameau sera dévasté et pillé, laissant 8 victimes dans les rangs de la Résistance et parmi les civils.
Les communes de Louhans et de Châteaurenaud seront libérées par les troupes américaines le 3 septembre 1944.
C'est à Louhans que, le 15 septembre 1944, à partir des effectifs des engagés volontaires des Forces françaises de l'intérieur du Louhannais, fut reconstitué le 2e bataillon de chasseurs à pied, sous les ordres du commandant Daumont dit Hurepoix. Le souvenir de cette action est conservé à Louhans par une plaque commémorative fixée en 1964.

##### La Quatrième et la Cinquième République
En 1973, Louhans fusionne à la suite de la loi Marcellin avec les communes voisines Branges, Châteaurenaud et Sornay mais en gardant le nom générique de Louhans. Six ans plus tard, les communes de Branges et Sornay sortent de l'association, mais Châteaurenaud reste une commune associée.
En 2012, le conseil municipal vote la fusion simple des communes de Louhans et de Châteaurenaud. La fusion a été arrêtée par la préfecture, avec prise d’effet au 1er janvier 2013. À partir de cette date, Châteaurenaud n'existe plus en tant que commune, l'agglomération gardant le nom de Louhans. Le Conseil municipal a fait une demande de changement de nom auprès du Conseil d'État pour pouvoir s'appeler Louhans-Châteaurenaud.

#### Tableau chronologique
Quelques dates de l'histoire de Louhans et de Chateurenaud

## Politique et administration

### Tendances politiques et résultats

#### Élections présidentielles
La ville de Louhans place en tête à l'issue du premier tour de l'élection présidentielle française de 2017, François Fillon (LR) avec 25,39 % des suffrages. Mais lors du second tour, Emmanuel Macron (LaREM) est en tête avec 64,26 %.

#### Élections législatives
La ville de Louhans faisant partie de la quatrième circonscription de Saône-et-Loire, place lors du 1er tour des élections législatives françaises de 2017, Stéphane Gros (LR) avec 23,18 % des suffrages. Mais lors du second tour, il s'agit de Cécile Untermaier (PS) qui arrive en tête avec 52,58 % des suffrages.

#### Élections départementales
La ville de Louhans faisant partie du canton de Louhans place le binôme de Mathilde Chalumeau (DVD) et de Anthony Vadot (DVD), en tête, dès le 1er tour des élections départementales de 2021 en Saône-et-Loire avec 64,42 % des suffrages. Lors du second tour, les habitants décideront de placer de nouveau le binôme de Mathilde Chalumeau (DVD) et de Anthony Vadot (DVD) en tête, avec cette fois-ci, près de 79,75 % des suffrages. Devant l'autre binôme menée par Cyriak Cuenin (RN) et Annie Hassler (RN) qui obtient 20,25 %. Il est important de souligner une abstention record lors de ces élections qui n'ont pas épargné la ville de Louhans avec lors du premier tour 71,00 % d'abstention et au second, 67,71 %.

### Municipalité

#### Liste des maires de Louhans
À la suite de fusions, associations et séparations de communes successives, l'organisation du conseil municipal et le nombre de conseillers municipaux de la commune de Louhans a connu de nombreuses modifications. Les tableaux établis, ci-dessous, tiennent compte de ces variations.

##### Liste des maires de 1830 à 1973[82]
| Période                                  | Période      | Identité                                | Étiquette   | Qualité |
| ---------------------------------------- | ------------ | --------------------------------------- | ----------- | --- |
| 1830                                     | 1832         | Jean-Joseph-Philibert Guillemaut-Mailly | Gauche      | Médecin Député de Saône-et-Loire (1831 → 1833) Conseiller général du canton de Louhans (1831 → 1833)                                          |
| 1832                                     | 1834         | Alexandre Guillemin                     |             | Propriétaire Conseiller général du canton de Louhans (1833 → 1845)                                                                            |
| 1834                                     | 1836         | François Prat                           |             | |
| Les données manquantes sont à compléter. |              |                                         |             | |
| 1867                                     | 1874         | Eugène Guillemaut                       | Républicain | Médecin Conseiller général du canton de Louhans (1867 → 1880)                                                                                 |
| 1874                                     | 1876         | Stanislas Durand                        |             | Avocat puis juge suppléant au tribunal de Louhans, membre fondateur de la Société d’agriculture de Louhans en 1838                            |
| 1876                                     | 1878         | Eugène Guillemaut                       | Républicain | Médecin Conseiller général du canton de Louhans (1867 → 1880)                                                                                 |
| 1878                                     | 1885         | Lucien Guillemaut                       | Rad.        | Médecin Député de Saône-et-Loire (1884 → 1898) Sénateur de Saône-et-Loire (1898 → 1917) Conseiller général du canton de Louhans (1880 → 1917) |
| 1885                                     | 1903         | Auguste Derrepas                        |             | |
| 1903                                     | 1928 (décès) | Ferdinand Bourgeois                     |             | Ancien pharmacien Conseiller général du canton de Louhans (1919 → 1928)                                                                       |
| 1928                                     | 1935         | Bertrand Thibert                        |             | |
| 1935                                     | 1940         | Théodore Olivain                        |             | |
| 1940                                     | 1945         | Marcel Guinot                           |             | |
| 1945                                     | mars 1965    | Henri Varlot                            | GD-RGR      | Pharmacien Sénateur de Saône-et-Loire (1948 → 1958) Conseiller général du canton de Louhans (1945 → 1958)                                     |
| mars 1965                                | juillet 1973 | Gabriel Reynaud                         |             | |

##### Liste des maires de 1973 à 1979[82]
En 1973, Louhans fusionne avec Branges, Châteaurenaud et Sornay pour former « Le Grand Louhans » (sous la forme d'une fusion-association). La magistrature fut confiée à Georges Morey puis Louis Brat de novembre 1977 à mars 1979. Branges et Sornay se retirent en mars 1979.
| Période       | Période                   | Identité      | Étiquette | Qualité                                               |
| ------------- | ------------------------- | ------------- | --------- | ----------------------------------------------------- |
| juillet 1973  | novembre 1977 (démission) | Georges Morey | CD        | Conseiller général du canton de Louhans (1976 → 1988) |
| novembre 1977 | mars 1979                 | Louis Brat    | PS        |                                                       |

##### Liste des maires de 1979 à 2012
Malgré le retrait de Branges et Sornay en 1979, Châteaurenaud reste commune associée à Louhans jusqu'en 2012. À partir du 1er janvier 2013, la fusion-association prend fin au profit d'une fusion simple et la commune associée de Châteaurenaud est supprimée.
| Période   | Période               | Identité       | Étiquette   | Qualité |
| --------- | --------------------- | -------------- | ----------- | --- |
| mars 1979 | mars 1989             | Georges Morey  | CD puis UDF | Conseiller général du canton de Louhans (1976 → 1988) |
| mars 1989 | mars 2008             | Daniel Bernard | DVD         | Cadre à la DDE |
| mars 2008 | juin 2012 (démission) | Rémi Chaintron | PS          | Conseiller général du canton de Louhans (2001 → 2015) Président du conseil général de Saône-et-Loire (2012 → 2015) 1er vice-président du conseil général de Saône-et-Loire (2004 → 2012) Président de la CC du canton de Louhans (2008 → 2014) Député suppléant d'Arnaud Montebourg (2007 → 2012) |
| juin 2012 | mars 2014             | Monique Bonin  | PS          | Professeure agrégée de SVT |

##### Liste des maires depuis le1erjanvier 2013
| Période   | Période   | Identité         | Étiquette | Qualité                         |
| --------- | --------- | ---------------- | --------- | ------------------------------- |
| juin 2012 | mars 2014 | Monique Bonin    | PS        | Professeure agrégée de SVT      |
| mars 2014 | En cours  | Frédéric Bouchet | UMP-LR    | Gérant d'une agence immobilière |

À partir du 1er janvier 2013, le poste de maire délégué est supprimé. Monique Bonin, maire de Louhans depuis la démission de Rémi Chaintron, reste en poste jusqu'aux élections municipales de 2014.
En janvier 2017, la commune comptait 11 élus dans la nouvelle communauté de communes de la Bresse Louhanaise, collectivité dont le siège est situé à Louhans.

### Élections

#### Élections municipales
Élections municipales de 2014
En 2014, à l'occasion des élections municipales, Monique Bonin, maire depuis 2012, présente sa liste DVG pour une réélection qui s'avérera très difficile, en raison de la présence d'une autre liste de la même tendance, à la suite d'une mésentente au sein de la majorité municipale consécutive à la fusion des communes de Louhans et de Châteaurenaud.
La liste de droite, unique, sera élue au second tour, face aux deux autres liste de gauche qui n'ont pas réussi à s'entendre pour fusionner.
| Résultat du 1er tour                         | Nombre de voix | Pourcentage |
| Frédéric Bouchet (Liste Divers Droite)       | 1 092          | 36,47 %     |
| Marie-Françoise Muller (Liste Divers Gauche) | 873            | 29,16 %     |
| Monique Bonin (Liste Divers Gauche)          | 847            | 28,29 %     |
| Sébastien Alloin (Liste Front National)      | 182            | 6.08 %      |

| Résultat du 2e tour                          | Nombre de voix | Pourcentage |
| Frédéric Bouchet (Liste Divers Droite)       | 1 442          | 45,72 %     |
| Marie-Françoise Muller (Liste Divers Gauche) | 891            | 28,25 %     |
| Monique Bonin (Liste Divers Gauche)          | 821            | 26,03 %     |

Au second tour de scrutin, l'abstention représente 31,19% des électeurs inscrits.
Élections municipales de 2020
Trois listes sont en lice à l'occasion de ce scrutin. La liste DVD de Frédéric Bouchet, maire sortant ; la liste DVC de Paule Mathy, candidate malheureuse à la mairie de Clermont-Ferrand en 2001 et soutien de la députée PS, Cécile Untermaier ; la liste DVG de Fabien Soulage.
À noter que la liste DVC de Paule Mathy rassemble différents colistiers des deux listes DVG de 2014 dont un attaché parlementaire de la députée socialiste Cécile Untermaier.
Frédéric Bouchet, maire sortant DVD l'emportera dès le 1er tour.
| Résultat du 1er tour   | Nombre de voix | Pourcentage |
| Frédéric Bouchet (DVD) | 1 022          | 51,10 %     |
| Paule Mathy (DVC)      | 565            | 28,25 %     |
| Fabien Soulage (DVG)   | 413            | 20,65 %     |

Au premier tour de scrutin, l'abstention représente 56,90% des électeurs inscrits.

#### Élections présidentielles
Élections présidentielles de 2012
Lors de l'élection présidentielle de 2012, Nicolas Sarkozy, président sortant, recueille 53,41 % des suffrages exprimés avec 240 voix d'avance sur son adversaire de gauche, François Hollande, président élu qui recueille 46,59 % de ces mêmes suffrages, confirmant, pour cette période, l'ancrage de l'électorat de Louhans à droite. L'abstention au second tour reste relativement élevée à 21,24 %, par rapport au scrutin précédent.
Élections présidentielles de 2017
Lors de l'élection présidentielle de 2017, c'est le candidat François Fillon qui se présente en tête du scrutin avec 25,39 % des voix, Emmanuel Macron se présentant en seconde position avec 21,20 % des voix. L'ancrage de l'électorat de Louhans à droite se confirme donc cinq ans après l'élection présidentielle précédente.

#### Circonscription législative
Louhans se situe au sein de la quatrième circonscription de Saône-et-Loire depuis les élections législatives de 2012 (sixième circonscription auparavant). La circonscription est depuis représentée à l'Assemblée nationale par Cécile Untermaier.

#### Résultats des élections législatives de 2012
À Louhans, lors du 2e tour des élections législatives de 2012, Arnaud Danjean s'impose par 1 632 voix contre 1 261 voix à Cécile Untermaier sur 2 893 bulletins exprimés et 79 bulletins blancs ou nuls soit 62,15 % de participation. Au niveau de la circonscription, Cécile Untermaier l'emporte tout de même.

#### Résultats des élections législatives de 2017
La ville de Louhans place lors du 1er tour des élections législatives françaises de 2017, Stéphane GROS (LR) avec 23,18 % des suffrages. Mais lors du second tour, il s'agit de Cécile Untermaier (PS) qui arrive en tête avec 52,58 % des suffrages.

#### Résultats des élections législatives de 2022
Lors du 1er tour des élections législatives françaises de 2022, Cécile Untermaier (PS), députée sortante, arrive en tête avec 32,90 % des suffrages comme lors du second tour, avec cette fois-ci, 58,43 % des suffrages.

#### Liste des députés successifs depuis 1988
Depuis les élections législatives françaises de 1988, Louhans se rattache successivement aux députés suivants :
- René Beaumont (UDF) de juin 1988 à avril 1997 (IXe puis Xe législature de la Cinquième République française) ;
- Arnaud Montebourg (PS) de juin 1997 à juin 2012 (XIe, XIIe puis XIIIe législature de la Cinquième République française) ;
- Cécile Untermaier (PS) depuis juin 2012 (XIVe puis XVe législature actuelle de la Cinquième République française).

#### Circonscription sénatoriale
Louhans se situe au sein de la circonscription sénatoriale de la Saône-et-Loire (la limite de la circonscription sénatoriale étant celle du département).
À la suite des élections sénatoriales de 2014 en Saône-et-Loire, la circonscription est depuis représentée au Sénat par :
- Marie Mercier[104] (UMP) depuis juin 2015 en remplacement de Jean-Patrick Courtois[105] (UMP) déclaré démissionnaire d'office de son mandat de sénateur par le Conseil constitutionnel ;
- Jérôme Durain[106] (PS) ;
- Jean-Paul Émorine[107] (UMP).

### Administration

#### Équipement public municipal

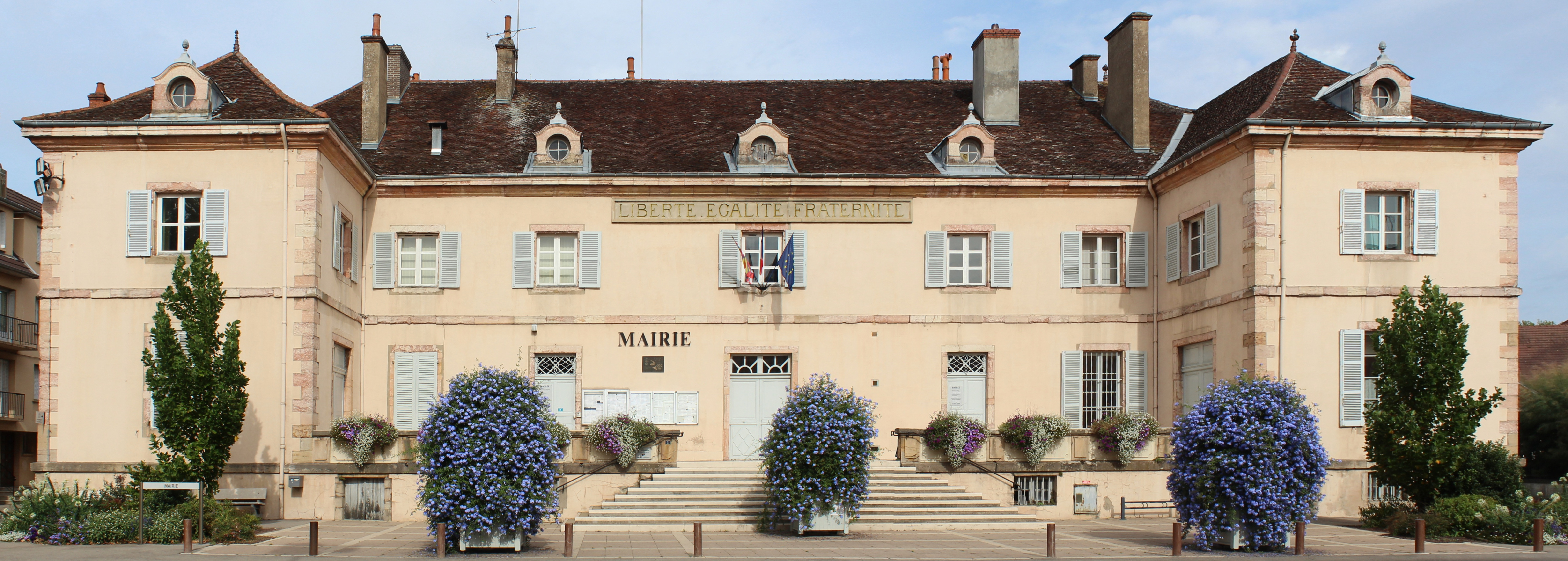
Hôtel de ville de Louhans

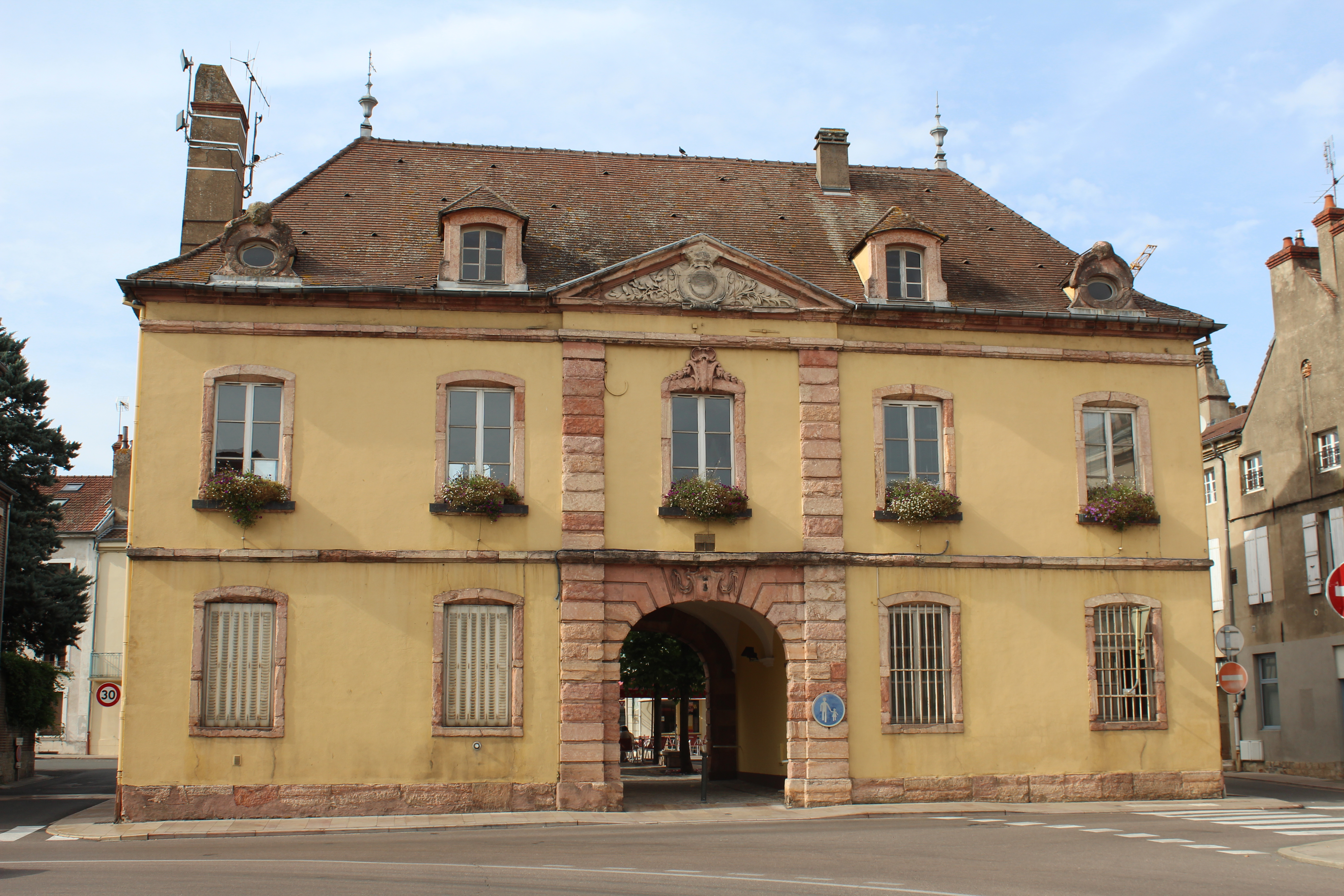
Bâtiment de la police municipale de Louhans.

##### Mairie
Située rue des Bordes et ouverte au public toute la semaine, la mairie abrite un service d'état-civil et un service technique et d'urbanisme.

##### Mairie annexe
Située dans l'ancien hôtel de ville de l'ancienne commune de Châteaurenaud, le bâtiment accueille le public dans les mêmes conditions que la mairie.

##### Police municipale
Un bureau de police municipale est situé place du Général-de-Gaulle. Le territoire municipal est équipé d'un réseau de 10 caméras de surveillance à compter de l'année 2016, principalement installés en centre-ville (secteur commerçant) et vers le stade du Bram.

#### Instances judiciaires et administratives
La commune de Louhans est située en « zone gendarmerie ». La gendarmerie de Louhans assure principalement des missions de police judiciaire ou de police administrative dans le secteur qui lui est réservé et correspondant globalement à l'arrondissement de Louhans. 1 707 crimes et délits ont été recensés pour l'année 2014 dans ce secteur qui comprend 80 communes, un chiffre très nettement inférieur à ce qui a été constaté dans le reste du département et de la région.
Par décret du 15 février 2008, le ministère de la Justice du Gouvernement François Fillon a décidé la suppression du tribunal d'instance de Louhans à compter du 1er janvier 2010. Désormais, les justiciables de l'arrondissement de Louhans doivent s'adresser au tribunal d'instance de Chalon-sur-Saône situé à plus de 38 kilomètres. Tous les autres tribunaux sont également situés dans cette ville, excepté la Cour d'Appel qui est située à Dijon, et la Cour administrative d'appel qui est située à Lyon.
Le bâtiment hébergeant la sous-préfecture de Louhans est situé rue des Bordes. Madame Véronique Beuve a été nommée sous-préfète de l'arrondissement de Louhans par décret du 10 octobre 2016.

### Finances locales
Le tableau ci-dessous présente l'évolution de la capacité d'autofinancement, un des indicateurs des finances locales de la ville de Louhans, sur une période de dix ans, selon le tableau des « comptes des communes » publié par le Trésor public :
|                      | 2004 | 2005 | 2006 | 2007 | 2008 | 2009 | 2010 | 2011 | 2012 | 2013 |
| -------------------- | ---- | ---- | ---- | ---- | ---- | ---- | ---- | ---- | ---- | ---- |
| Louhans              | 156  | 166  | 136  | 121  | 89   | 157  | 173  | 165  | 131  |      |
| Moyenne de la strate | 183  | 189  | 205  | 206  | 195  | 195  | 223  | 239  | 238  | 223  |

| ■ CAF de Louhans ■ CAF moyenne de la strate |

La capacité d'autofinancement de la commune, comparée à la moyenne de la strate (ensemble des communes de 5 000 à 10 000 habitants appartenant à un groupement fiscalisé, du même niveau que Louhans), bien que relativement variable, est toujours inférieur à la valeur moyenne de la strate.

#### Fiscalité
Le tableau ci-dessous présente les différents taux de fiscalité locale, émis par la commune de Louhans auprès de ses administrés imposables, particuliers et entreprises.
Taux de fiscalité directe
| Taxe | 2009    | 2010    | 2011    | 2012    | 2013    |
| --- | ------- | ------- | ------- | ------- | ------- |
| d'habitation | 13,40 % | 13,40 % | 20,88 % | 20,88 % | 20,88 % |
| foncière sur le bâti | 24,92 % | 24,92 % | 25,92 % | 25,92 % | 25,92 % |
| foncière sur le non-bâti | 53.94 % | 53.94 % | 58,82 % | 58,82 % | 58.82 % |
| foncière des entreprises | nc      | 20.93 % | 21,77 % | 21,77 % | 21,77%  |
| Sources des données : Site du ministère de l'Intérieur, Fiscalité locale Taxes en pourcentage de la valeur locative cadastrale. |         |         |         |         |         |

## Population et Société

### Démographie

#### Évolution démographique
L'évolution du nombre d'habitants est connue à travers les recensements de la population effectués dans la commune depuis 1793. Pour les communes de moins de 10 000 habitants, une enquête de recensement portant sur toute la population est réalisée tous les cinq ans, les populations de référence des années intermédiaires étant quant à elles estimées par interpolation ou extrapolation. Pour la commune, le premier recensement exhaustif entrant dans le cadre du nouveau dispositif a été réalisé en 2004.

En 2022, la commune comptait 6 483 habitants, en évolution de +2,11 % par rapport à 2016 (Saône-et-Loire : −1,06 %, France hors Mayotte : +2,11 %).
| 1793  | 1800  | 1806  | 1821  | 1831  | 1836  | 1841  | 1846  | 1851  |
| ----- | ----- | ----- | ----- | ----- | ----- | ----- | ----- | ----- |
| 3 375 | 2 849 | 3 151 | 3 159 | 3 170 | 3 674 | 3 686 | 3 817 | 3 853 |

| 1856  | 1861  | 1866  | 1872  | 1876  | 1881  | 1886  | 1891  | 1896  |
| ----- | ----- | ----- | ----- | ----- | ----- | ----- | ----- | ----- |
| 3 644 | 3 768 | 3 871 | 3 913 | 4 163 | 4 284 | 4 329 | 4 548 | 4 538 |

| 1901  | 1906  | 1911  | 1921  | 1926  | 1931  | 1936  | 1946  | 1954  |
| ----- | ----- | ----- | ----- | ----- | ----- | ----- | ----- | ----- |
| 4 469 | 4 494 | 4 454 | 4 116 | 4 144 | 4 116 | 4 130 | 4 120 | 4 092 |

| 1962  | 1968  | 1975  | 1982  | 1990  | 1999  | 2004  | 2006  | 2009  |
| ----- | ----- | ----- | ----- | ----- | ----- | ----- | ----- | ----- |
| 4 154 | 4 200 | 4 200 | 6 483 | 6 140 | 6 237 | 6 422 | 6 432 | 6 451 |

| 2014  | 2019  | 2022  | - | - | - | - | - | - |
| ----- | ----- | ----- | - | - | - | - | - | - |
| 6 349 | 6 433 | 6 483 | - | - | - | - | - | - |

#### Pyramide des âges
La population de la commune est relativement âgée. En 2018, le taux de personnes d'un âge inférieur à 30 ans s'élève à 27 %, soit en dessous de la moyenne départementale (30,4 %). À l'inverse, le taux de personnes d'âge supérieur à 60 ans est de 41,1 % la même année, alors qu'il est de 32,7 % au niveau départemental.
En 2018, la commune comptait 2 943 hommes pour 3 456 femmes, soit un taux de 54,01 % de femmes, largement supérieur au taux départemental (51,46 %).
Les pyramides des âges de la commune et du département s'établissent comme suit.
| Hommes | Classe d’âge | Femmes |
| ------ | ------------ | ------ |
| 1,9    | 90 ou +      | 5,2    |
| 13,0   | 75-89 ans    | 18,1   |
| 20,5   | 60-74 ans    | 22,7   |
| 20,1   | 45-59 ans    | 18,5   |
| 13,4   | 30-44 ans    | 12,2   |
| 16,3   | 15-29 ans    | 12,0   |
| 14,8   | 0-14 ans     | 11,4   |

| Hommes | Classe d’âge | Femmes |
| ------ | ------------ | ------ |
| 1      | 90 ou +      | 2,7    |
| 9,3    | 75-89 ans    | 12,5   |
| 20,7   | 60-74 ans    | 21,2   |
| 20,6   | 45-59 ans    | 20     |
| 16,5   | 30-44 ans    | 15,8   |
| 15,1   | 15-29 ans    | 12,8   |
| 16,7   | 0-14 ans     | 15     |

### Enseignement
Rattachée à l'académie de Dijon, la commune de Louhans abrite sur son territoire différents établissements scolaires.

#### Les écoles maternelles
La ville compte deux écoles maternelles publiques et une école maternelle privée
- L'école maternelle publique Henri-Varlot pour un effectif de 98 élèves[122]
- École maternelle publique Sonia-Delaunay pour un effectif de 61 élèves[123]
- École maternelle privée Notre-Dame-Stella (dépendant de l'ensemble scolaire Notre-Dame)[124].

#### Les écoles primaires
La ville compte deux écoles primaires publiques et une école primaire privée
- École primaire publique Vial-Vincent (anciennement l'école des filles Jean-Vial et l'école des garçons Henri-Vincent) pour un effectif de 176 élèves[125].
- École primaire publique Nelson-Mandela, pour un effectif de 133 élèves[126].
- École primaire privée Notre-Dame-Stella (dépendant de l'ensemble scolaire Notre-Dame)

#### Les collèges et les lycées

##### Établissements publics
La cité scolaire Henri-Vincenot comprend :
- un collège ;
- un lycée général ;
- un lycée professionnel ;
- une section BTS ;
- une section SEGPA - ULIS.

##### Établissements privés
L'ensemble scolaire Noter-Dame contient :
- le collège privé Notre-Dame (dépendant de l'ensemble scolaire Notre-Dame)
- le lycée d'enseignement agricole privé (LEAP) de la Bresse (dépendant de l'ensemble scolaire Notre-Dame)

### Équipement sanitaire
La commune de Louhans possède sur son territoire un hôpital local, le secteur sanitaire couvert par cet établissement concernant les populations de l'arrondissement de Louhans, et un établissement privé.

#### Le centre hospitalier de la Bresse louhannaise
Le fonctionnement médical de cet établissement public de santé repose sur des médecins généralistes libéraux. Les bâtiments de soin sont installés sur un site unique et comptabilise un effectif de 20 lits de médecine et de 30 lits de soins de suite et réadaptation. Des consultations externes sont organisées au sein de l’établissement, dont :
- des consultations de cardiologie ;
- des consultations de gastro-entérologie ;
- des consultations de télé dermatologie ;
- des consultations de neurologie ;
- des consultations d'alcoologie et tabacologie.

Une maison médicale de garde assure les soins médicaux de 20 heures à minuit, durant la semaine et le week-end.

#### La clinique du Val de Seille
Cet établissement sanitaire, de nature privée et appartenant au groupe Générale de Santé, présente une capacité d'hébergement de 42 lits de soins de suite polyvalents et de réadaptation. Les bâtiments sont situés sur la route de Sornay.

### Équipement sportif

#### Le stade de Bram
Le stade de Bram (prononcer « bran »), situé dans le parc des sports du même nom, est le principal stade de football de la ville de Louhans. Celui-ci accueille le club résident le Club Sportif Louhans-Cuiseaux. La capacité se monte à 8 400 places (dont 4 400 assises).
Des concerts sont organisés sur le site du stade comme ceux de Johnny Hallyday et Florent Pagny en 2015.

Quelques photos du stade de Louhans
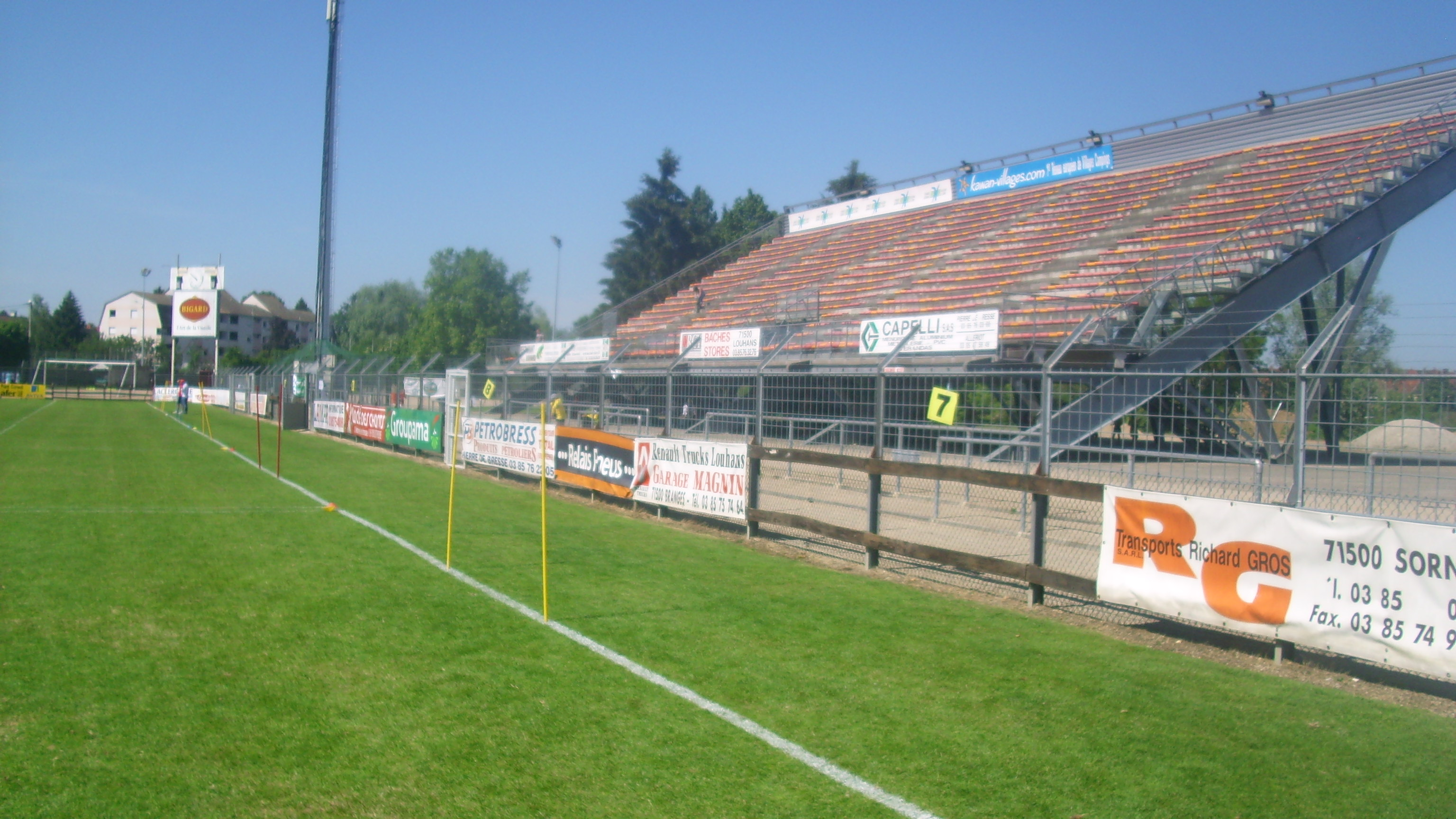
Pelouse et tribune secondaire
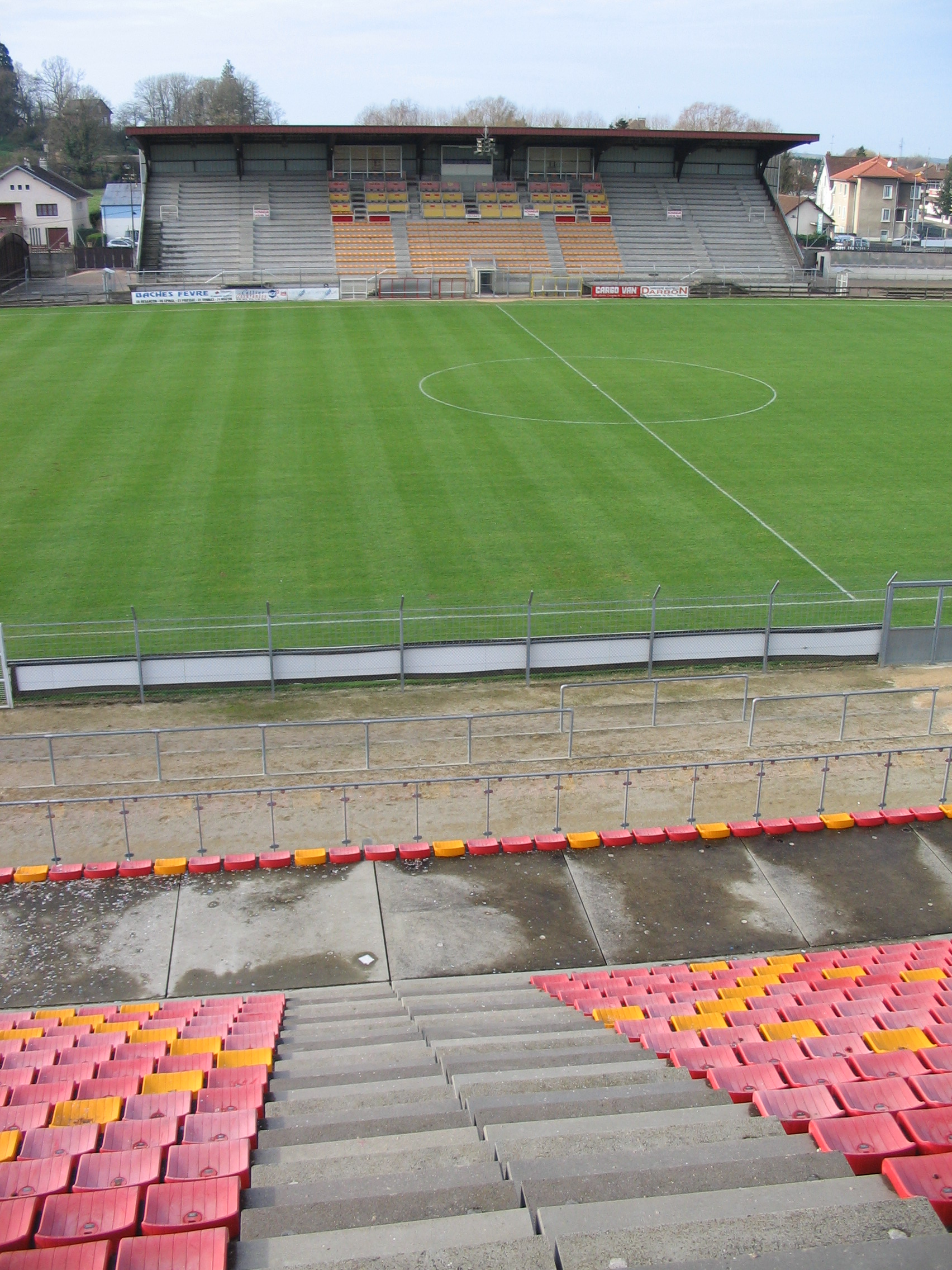
Stade avec vue sur la tribune principale.
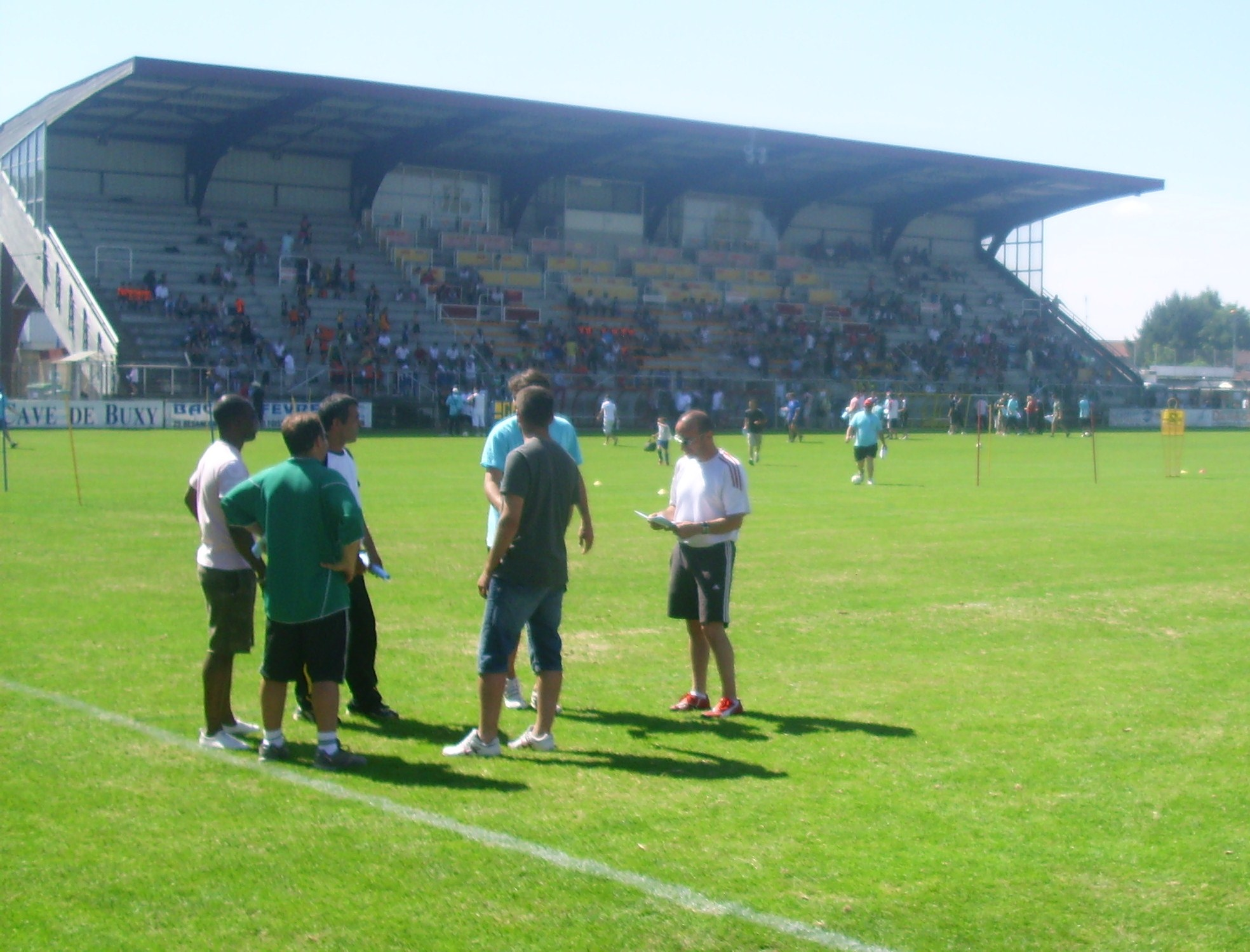
Tribune principale et joueurs.
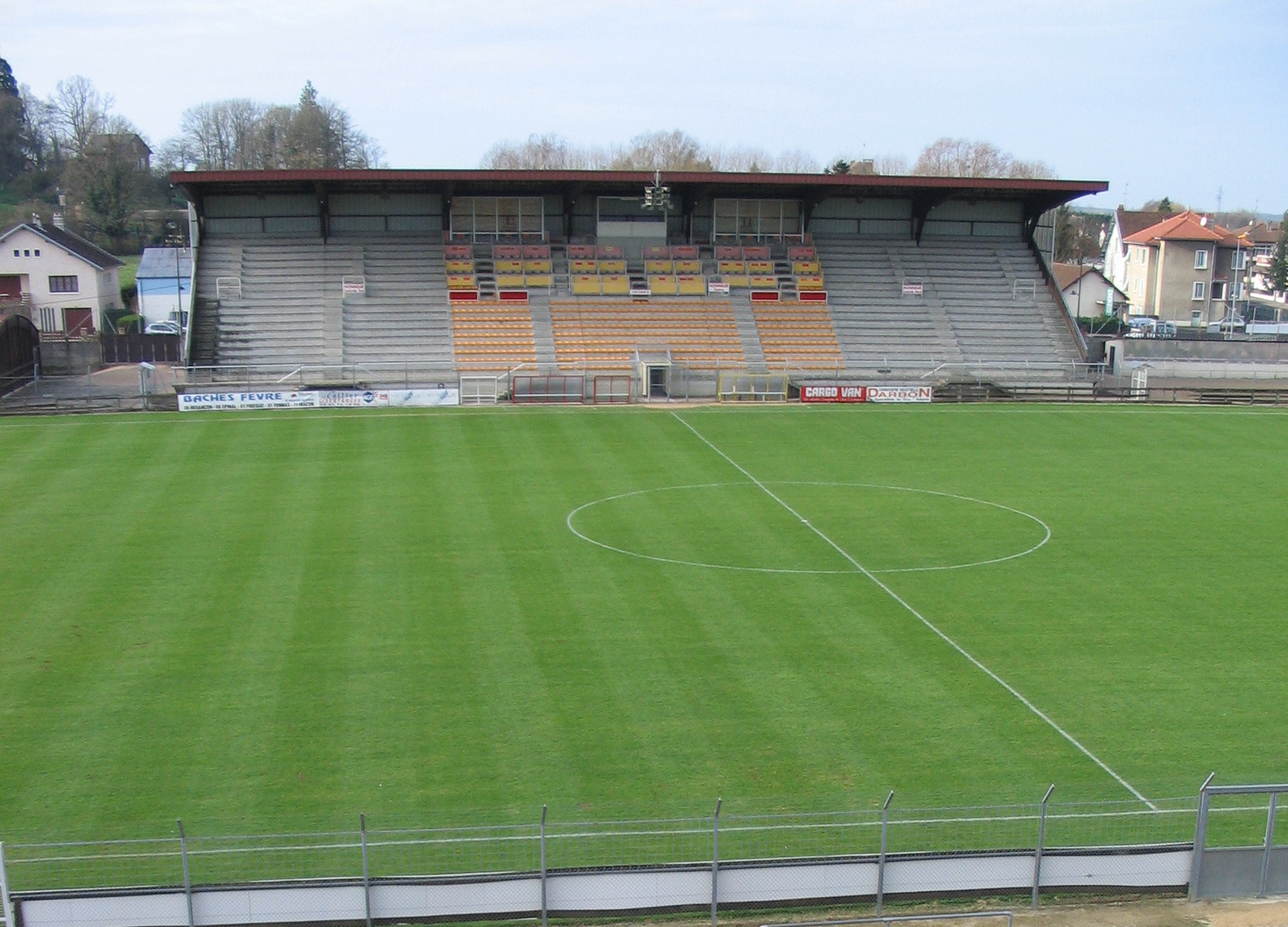
Tribune principale.
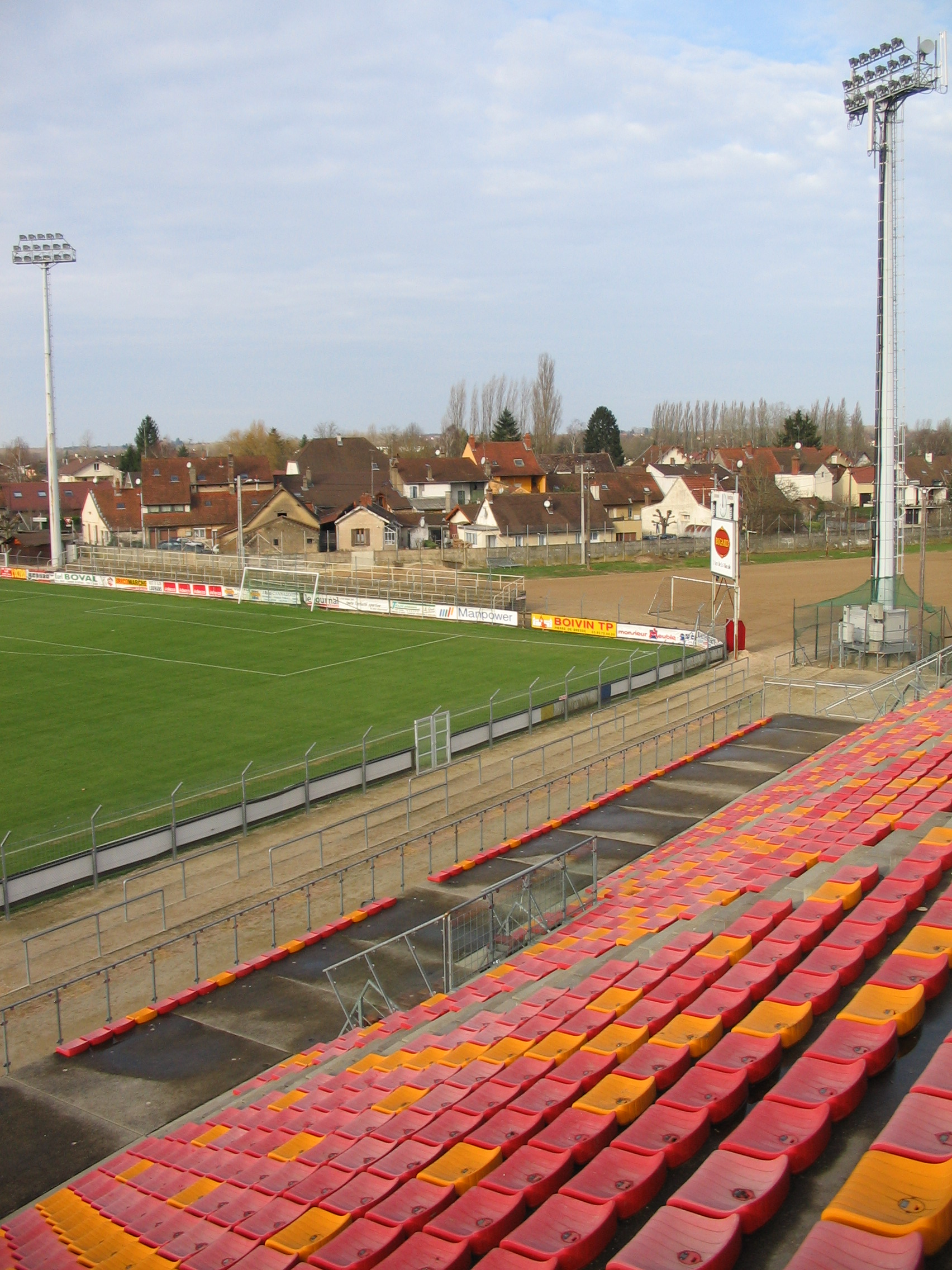
Gradins.
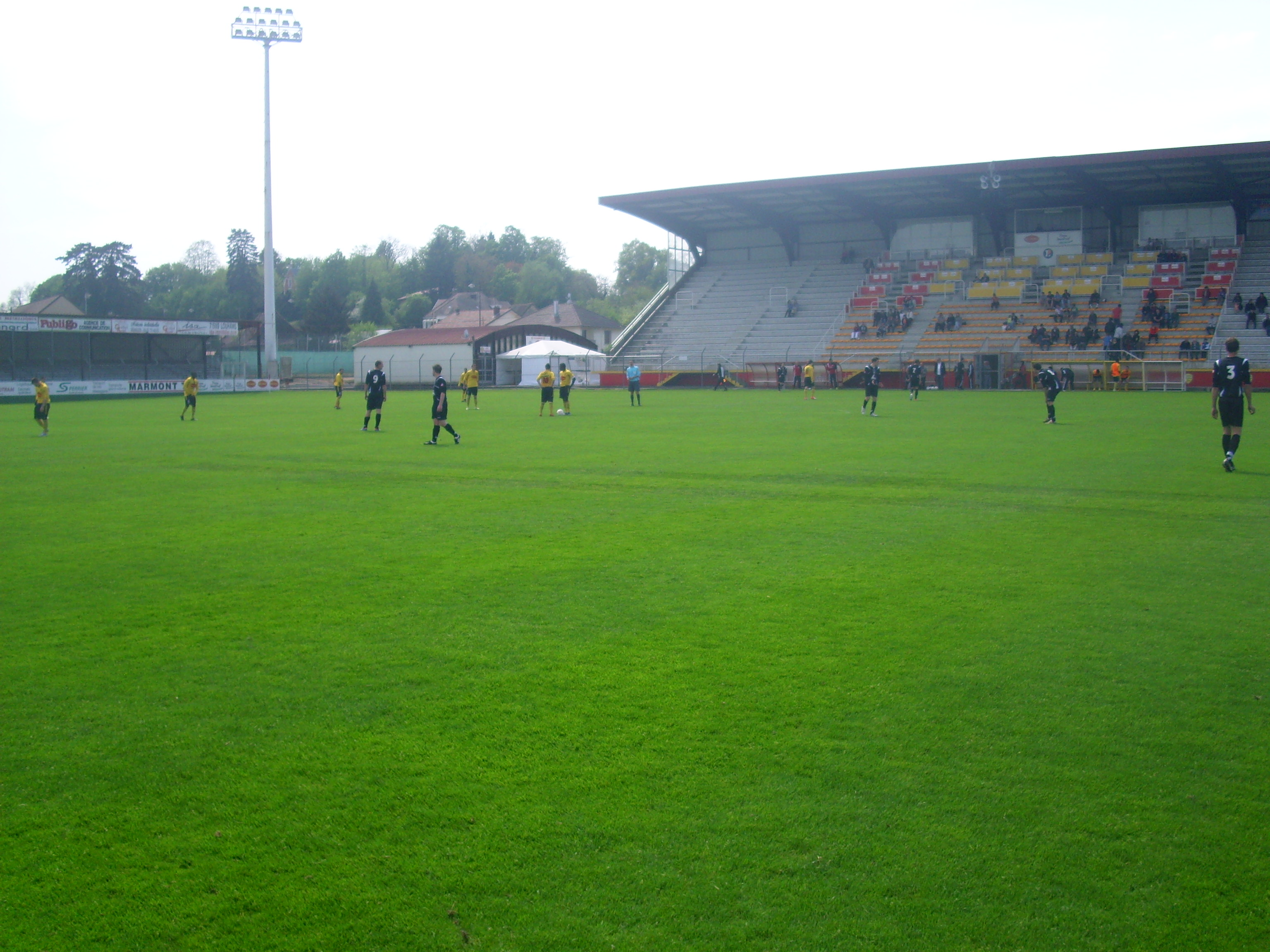
Pelouse.

#### Le centre aquatique Aquabresse
Situé dans le quartier Saint-Claude, au sud du territoire communal, le centre aquatique de Louhans, dénommé « Centre Aquabresse », propose des équipements destinés aux familles et aux sportifs de tous niveaux et de tous les âges, tels que :
- une pataugeoire de 25 m2 équipée de structures colorées et de nombreux petits jeux avec un banc chauffant prévu à proximité ;
- un bassin ludique de 150 m2 conçu pour la détente et les activités aquatique en famille ;
- un bassin sportif de 25 m, avec cinq lignes d'eau.

Ce centre proposé également des activités et des cours adaptés à tous les pratiquants, tels que :
- l'activité « aqua'mômes » destinée à tous les enfants et encadrées par un maître-nageur ;
- l'activité « aqua'adultes » destinée à tous les âges de la vie adultes pour pratiquer sereinement la natation ;
- les activités « aqua'forme » proposant différentes prestations pour garder une bonne forme physique.

#### Le Club de tennis de Louhans T.C
Équipé de 4 courts éclairés pour les rencontres nocturnes et d'un club house, le club de tennis, fondé en 1955, est situé chemin de la Chapellerie, non loin du stade de Bram, dans le parc des sports.

### Manifestations sportives

#### Le football
- Le Louhans-Cuiseaux Football Club

Ancien logo du club.

L'Association Sportive Louhans-Cuiseaux Football Club est un club de football français créé par Bernard Morey, chef d'entreprise, en 1970 par fusion du « Club sportif louhannais entente », fondé en 1916 et du « Club sportif de Cuiseaux », fondé en 1930 par ce même Bernard Morey.
D'abord nommé Cuiseaux-Louhans, à l'origine, ce club porte le nom de Louhans-Cuiseaux Football Club depuis le début de la saison 2013/2014, à la suite de la fusion du CSLC 71 avec le club du FC Louhans. À la fin de la saison 2014-2015, le club descend en Division d'Honneur de Bourgogne avec une avant-dernière place (13e sur 14) pour un bilan de 5 victoires, 12 nuls et 9 défaites dans la poule F de CFA 2.
Lors de la saison 2021-2022, le club de Louhans-Cuiseaux évolue en championnat de National 2.
Le club bressan a connu de nombreux joueurs notables qui ont effectué, par la suite, une carrière professionnelle dans d'autres clubs de football nationaux ou étrangers, dont notamment : Alexis Allart, Hugo Bargas, Sofyane Cherfa, Gennaro Bracigliano, Samba Diawara, Fabrice Pancrate, Alaixys Romao, Vincent Bessat, Guillaume Warmuz et Laurent Weber.

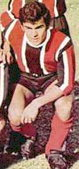
H. Bargas.
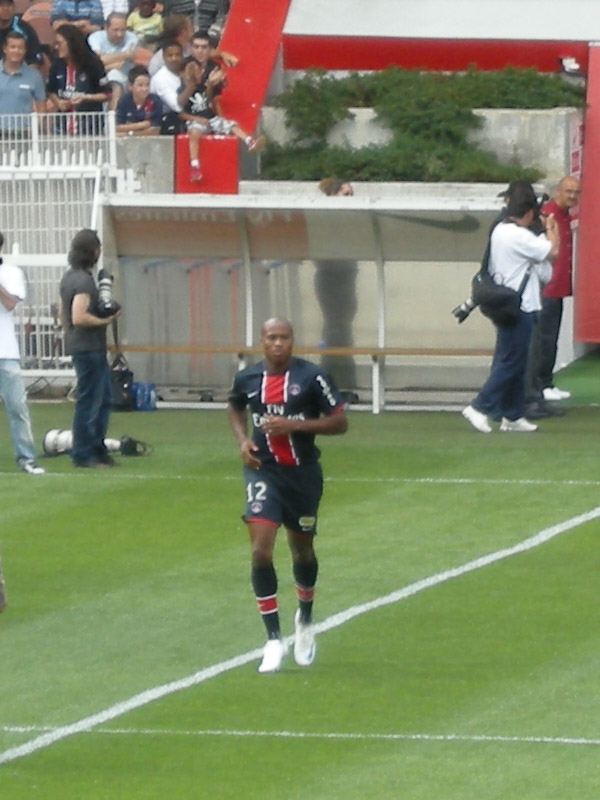
Fabrice Pancrate.
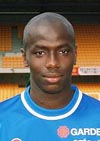
S. Diawara.
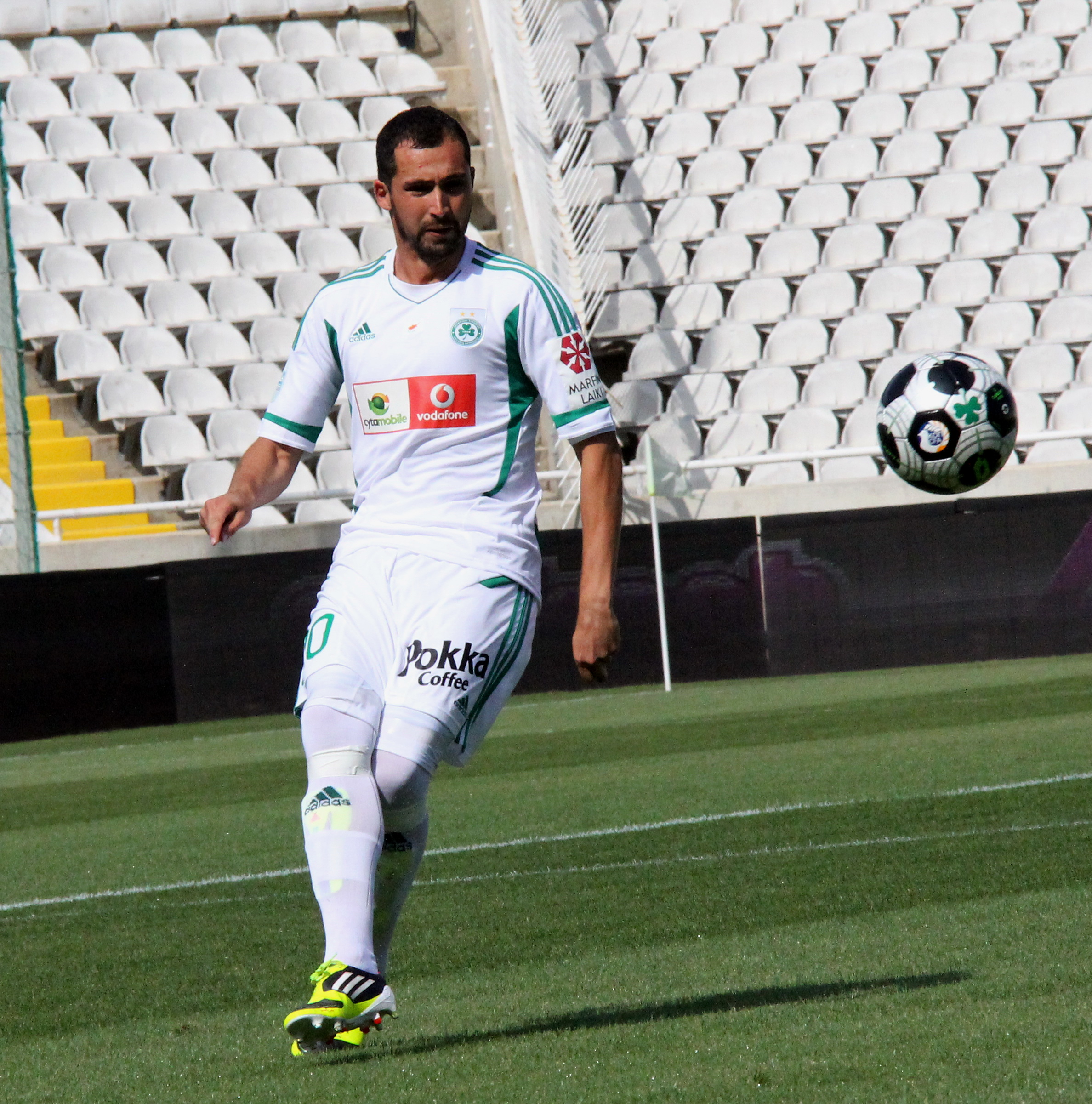
Sofyane Cherfa.
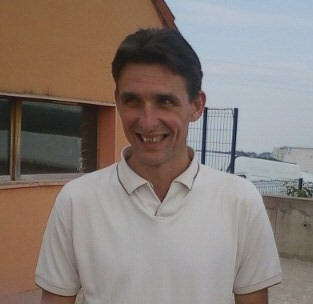
Guillaume Warmuz.
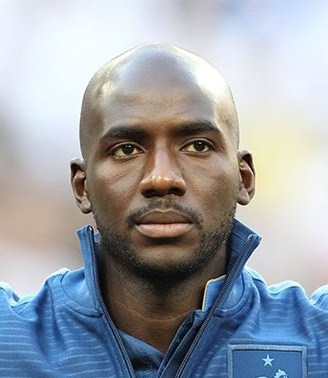
Alou Diarra.
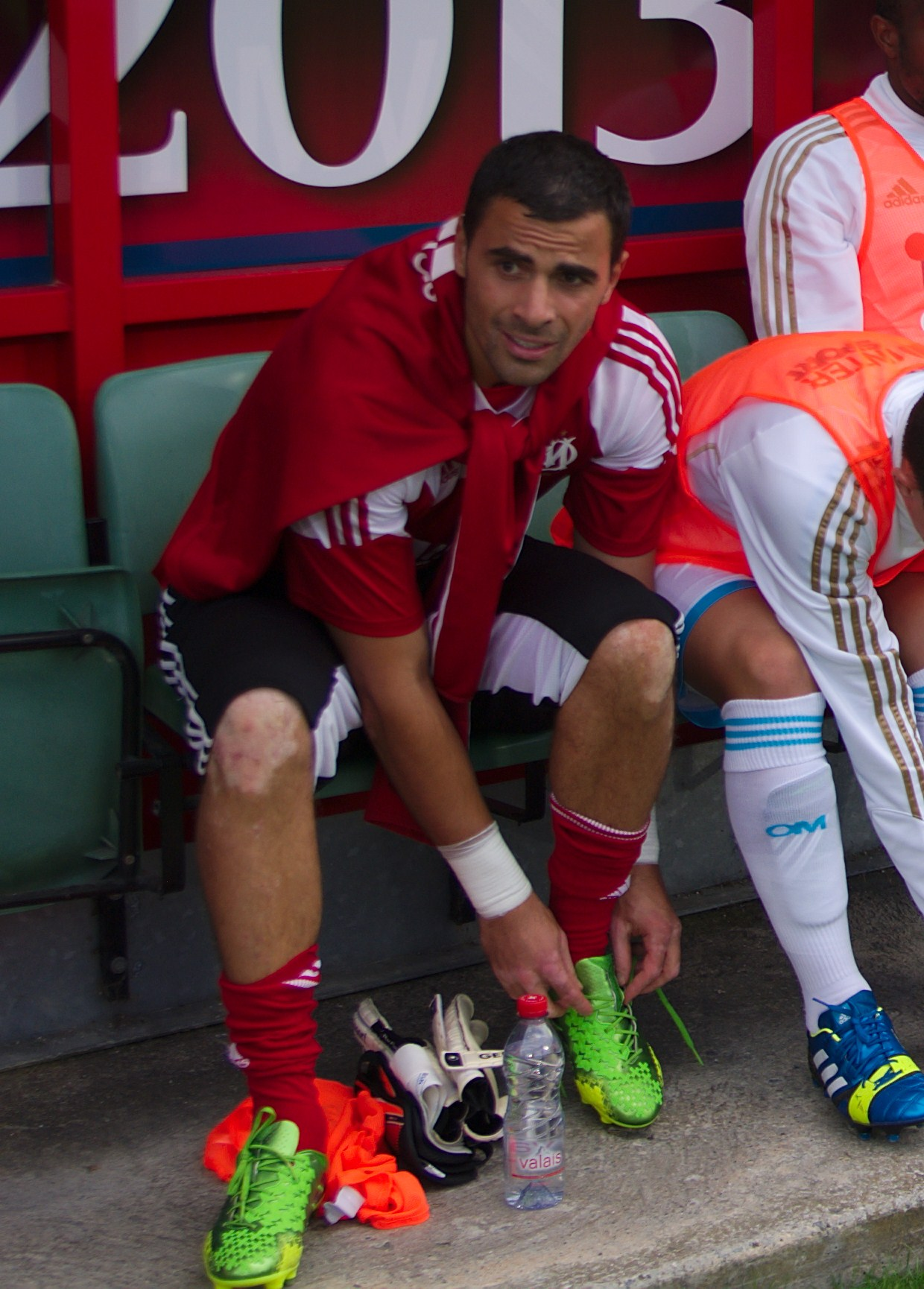
G.Bracigliano.

Le Louhans-Cuiseaux Football Club entraîne également plusieurs équipes féminines, dont l'une évolue en « élite régionale » de Bourgogne.

#### La pétanque
Un concours régional de pétanque est organisé chaque été à Louhans. La 18e édition s'est déroulée le 22 juillet 2017.

#### Autres sports
Outre les rencontres sportives de son club de football au stade de Bram, la commune accueille de nombreuses festivités sportives.
- Le « Grand Prix cycliste » de la ville de Louhans-Châteaurenaud (4e édition en 2015), organisée par le vélo-club louhannais, en juillet sur le territoire de la commune[136].
- La « Route de France féminine » est une course course cycliste par étapes féminine. Créée en 2006 qui fait partie du calendrier de l'Union cycliste internationale. Le territoire de Louhans a accueilli, cette course internationale lors de l'arrivée de la 1re étape et du départ de la 2e étape pour l'édition 2008 et de l'arrivée de la 4e étape pour l'édition 2015.

### Médias

#### Presse locale et régionale
Le journal municipal de la mairie de Louhans-Châteaurenaud, VSV (Vivre sa Ville) est distribué à tous les résidents de la commune. Cette revue d'information municipale paraît de façon périodique (trois éditions en 2017).
Le Journal de Saône-et-Loire est un quotidien régional français diffusé en Saône-et-Loire, dont le siège se trouve à Chalon-sur-Saône. Les abonnés et les acheteurs réguliers de ce journal demeurant dans le territoire de Louhans, et de ses communes voisines, reçoivent l'édition de Louhans dénommée, « JSL-La Bresse ».
L'Indépendant du Louhannais et du Jura est un bi-hebdomadaire d'actualité générale diffusé dans l'arrondissement de Louhans et les cantons de la Bresse jurassienne.
Infos Bresse News est un média d'actualités digital proposant une offre gratuite d'informations générales sur l'arrondissement de Louhans et les cantons de la Bresse jurassienne principalement.

#### Stations de Radio et Chaine de Télévisions

Logo de France 3 Bourgogne.

Plusieurs radios émettent sur la ville et sa région comme Chérie FM Bourgogne Franche Comté. D'autre radios émettent des ondes sur tout ce secteur de la Saône-et-Loire dont Europe 1, Fun Radio, France Inter, France Bleu Bourgogne, Skyrock, RFM, RTL, RMC, Tonic FM, Fréquence Plus, RCF, France Info, Nostalgie, France Musique, France Culture et, enfin, une station diffusant des informations locales et émettant depuis la commune voisine de Branges, dénommée « Radio Bresse ».
Côté télévision, France 3 Bourgogne, antenne locale de la rédaction nationale de France 3, affiliée à France Télévision dont les studios sont installées à Dijon est la chaîne locale émise sur le territoire louhannais.

### Lieux de culte

#### Culte catholique
La paroisse de Louhans se dénomme « Paroisse Saint-Pierre en Louhannais ». Celle-ci dépend du doyenné de « Bresse » qui regroupe les cinq paroisses de l'arrondissement de Louhans depuis le début du XXIe siècle. Le diocèse est celui d'Autun, Chalon et Mâcon.
Voici, ci-dessous, une liste exhaustive des différents curés et vicaires ayant officié Louhans depuis le début du XXe siècle.
Curés de Louhans
- 1906-1934 : Henri-François Pierre
- 1934-1949 : Henri Tourny
- 1949-1963 : Joanny Michel
- 1963-1966 : Louis Boffet
- 1966-1971 : Fernand Sarrey
- 1971-1984 : Antoine Perrachon
- 1984-1994 : Bernard Pillot / Albert Cousin
- 1994-2001 : Dominique Oudot
- 2001-2012 : Jean-François Arnoux
- 2012-2018 : Jean-Patrick Le Chaix
- 2018- ? : Pierre Labruyère

Vicaires de Louhans
- 1908-1929 : Jérome Falconnet
- 1926-1931 : Paul Corlin (puis ensuite aumônier à l'hôpital)
- 1934-1937 : François Trinquet
- 1937-1942 : Jean Ackermann
- 1942-1951 : Gabriel Boilot
- 1951-1954 : Louis Cornet
- 1954-1957 : Antoine Perrachon

#### Culte protestant
Il existe, sur le territoire de Louhans, une Église protestante évangélique, ainsi qu'une La paroisse de l’Église réformée de Sornay-Branges qui gère la partie Est du département de Saône-et-Loire. Elle couvre donc l’arrondissement de Louhans.

## Économie
Un bureau de la Chambre de commerce et d'industrie de Saône-et-Loire est implanté sur le territoire de la commune.

### Emploi
Répartition des emplois dans la commune de Louhans par domaine d'activité
|                             | Agriculteurs | Artisans, commerçants, chefs d'entreprise | Cadres, professions intellectuelles | Professions intermédiaires | Employés | Ouvriers | Retraités | Personnes sans activité professionnelle |
| --------------------------- | ------------ | ----------------------------------------- | ----------------------------------- | -------------------------- | -------- | -------- | --------- | --------------------------------------- |
| Populations en taux         | 2,6 %        | 7,9 %                                     | 4,6 %                               | 11,1 %                     | 8 %      | 29,1 %   | 33,5 %    | 3,2 %                                   |
| Populations en nombre       | 369          | 1144                                      | 659                                 | 1605                       | 1162     | 4207     | 4858      | 478                                     |
| Sources des données : INSEE |              |                                           |                                     |                            |          |          |           |                                         |

### Secteurs économiques

#### Les secteurs industriel et agro-alimentaires
Les grandes entreprises à vocation nationale et régionale ayant déclaré plus de 10 000 euros de chiffre d'affaires, implantées sur le territoire de Louhans et son agglomération sont :
- LDC Bourgogne (élevage de volaille et traiteur) ;
- Société Bressane de Production (élevage de volailles) ;
- Transport Dominique Prudent (transport routier de fret) ;
- Al-Ko (fabrication de remorques) ;
- Compagnon Négoce (commerce d'animaux vivants) ;
- Huttepain Soreal aliments (fabrication d'aliments pour animaux de ferme).

#### Le secteur commercial et artisanal

##### Le marché de Louhans
Le marché de Louhans est un des plus importants marchés agricoles de volailles de France et le plus important de la Bresse avec celui de Bourg-en-Bresse. Celui-ci a lieu tous les lundis et il porte le label « site remarquable du goût » remis par le conseil national des arts culinaires.
Sur la partie agricole du marché, place du Champ-de-Foire, une centaine de petits éleveurs et de producteurs locaux vendent leur production vivante tels que de la volailles de type volailles A.O.C, coqs, poussins, oies, pigeons, lapins, canards, chèvres et, en fonction des saisons, quelques animaux de compagnie.

Quelques photos du marché de Louhans
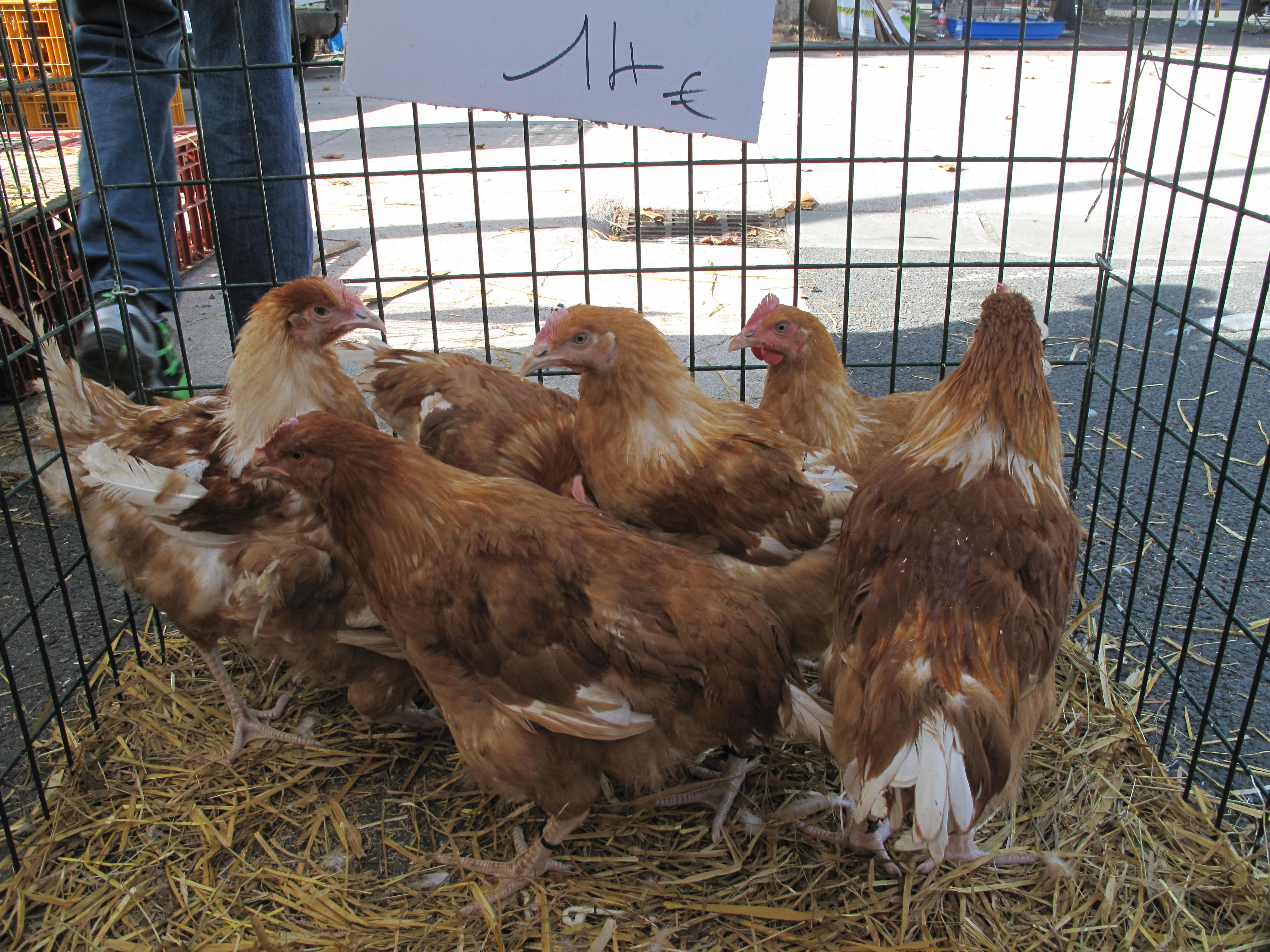
Chapons.
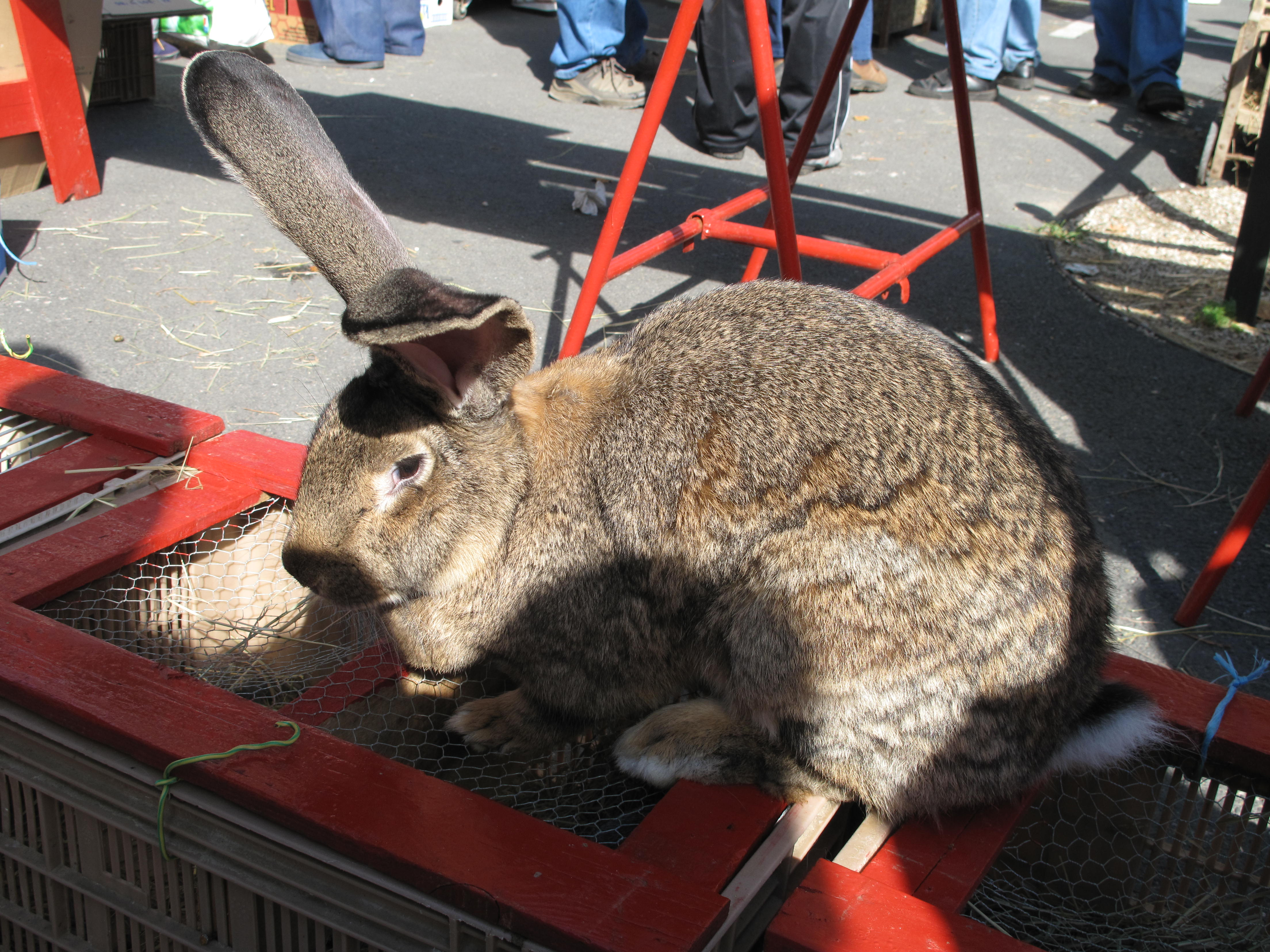
Géant-des-Flandres.
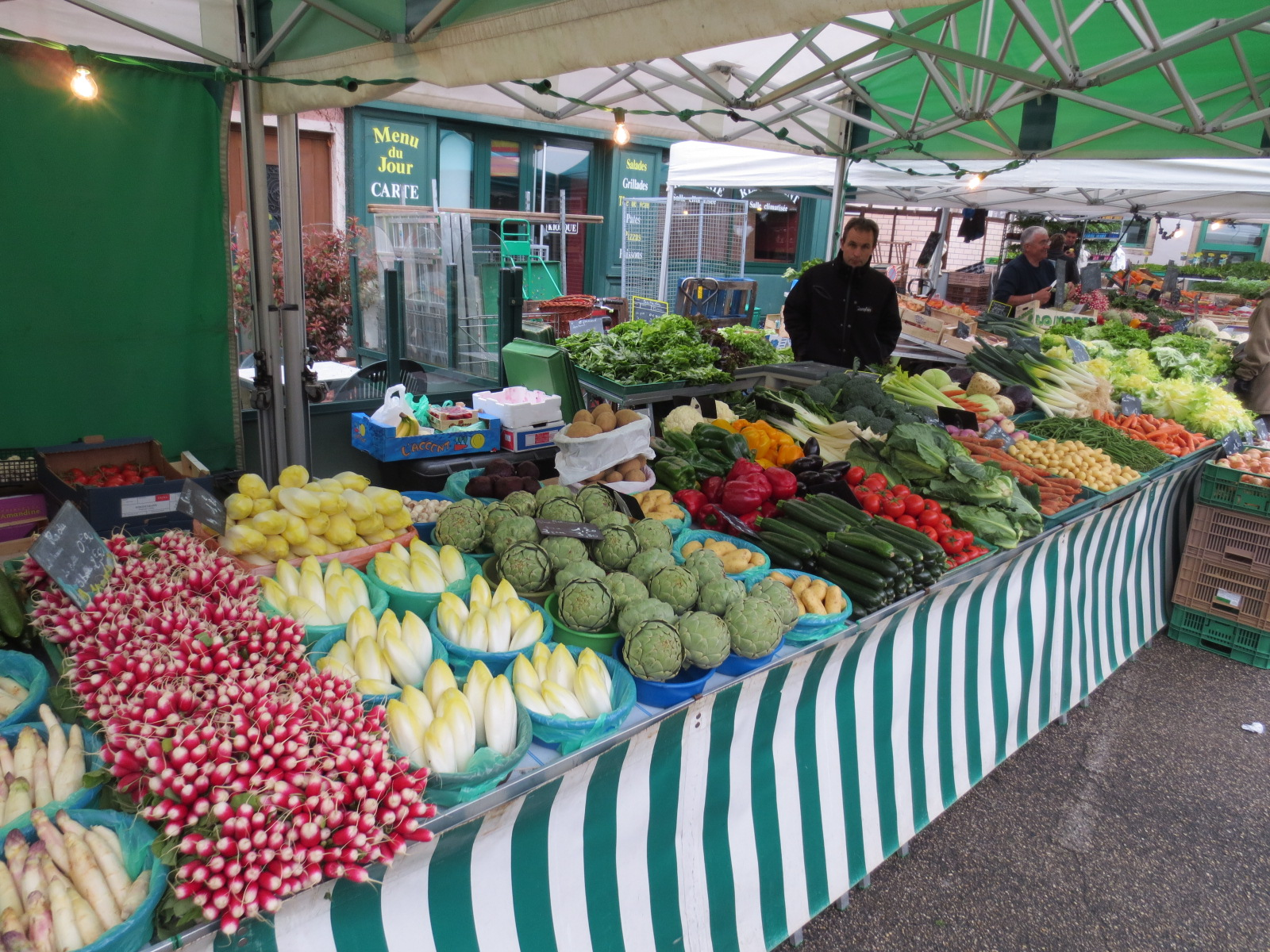
Un étal.
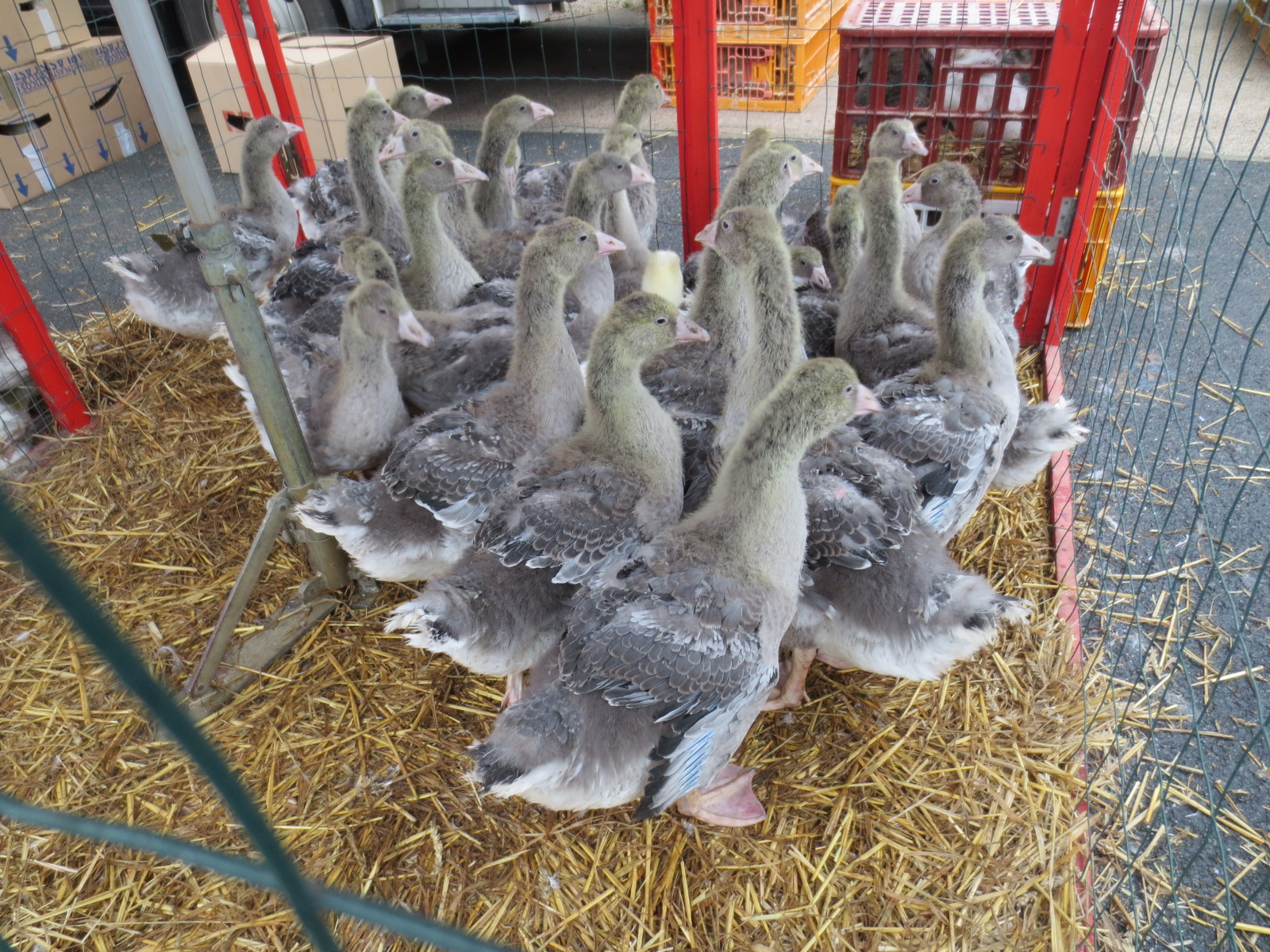
Jeunes oies.
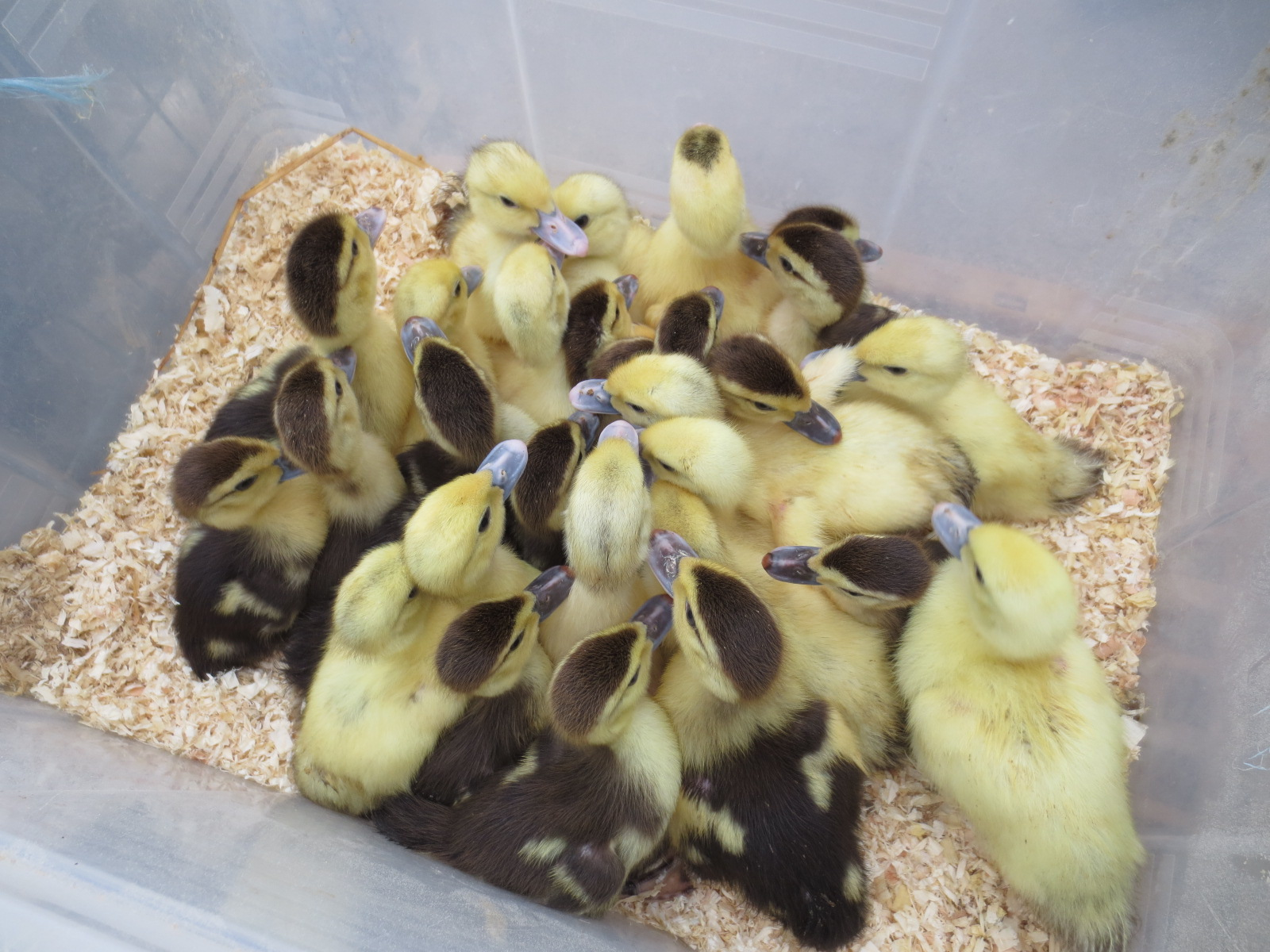
Canetons.
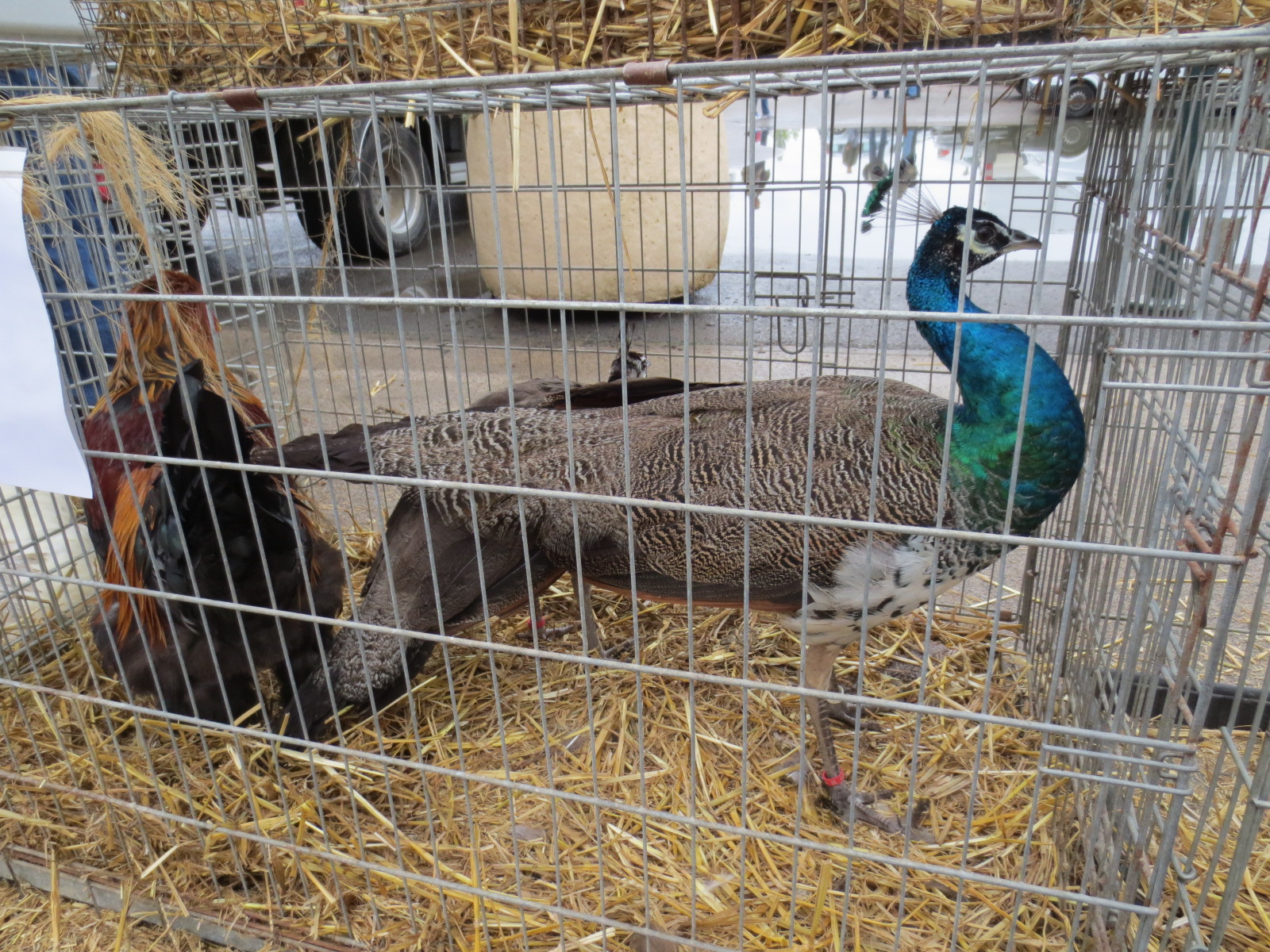
Paon.

##### Galerie commerciale
Une galerie commerciale s'est ouverte dans le quartier du Guidon en septembre 2018. Celle-ci, dénommée La Croisée héberge des enseignes commerciales liées au secteur de l'habitat.

## Culture locale et patrimoine

### Lieux et monuments
Historiquement, le site de Louhans jouit d'un passé commercial notable, comme l'atteste sa rue principale bordée d'arcades, une des artères les plus importantes de France dans son aspect et connue dans la région sous le nom d'« arcades de Louhans ». Outre ces vieux édifices, la commune est, chaque lundi matin, le centre d'intérêt de la région grâce à son marché local, réputé dans les alentours qui attire de nombreux visiteurs de toute la Bresse et des régions voisines.
Durant le Moyen Âge, la cité de Louhans se transforme en une cité fortifiée dont le cœur principal est axé sur cette longue rue à arcades et son Saint-Pierre. La cité en a gardé quelques traces architecturales avec ses tours médiévales. Ce bourg très commerçant continue à se développer rapidement au fil du temps et devient avec ses importants marchés et foires, une place commerciale importante et il en a gardé, là aussi, les caractéristiques au niveau architectural.
Voici, ci-dessous, quelques bâtiments et édifices notables de la ville bressane avec, le cas échéant, la date de leurs classements ou de leurs inscriptions au titre du Patrimoine Historique :

#### Les Arcades de la Grande Rue

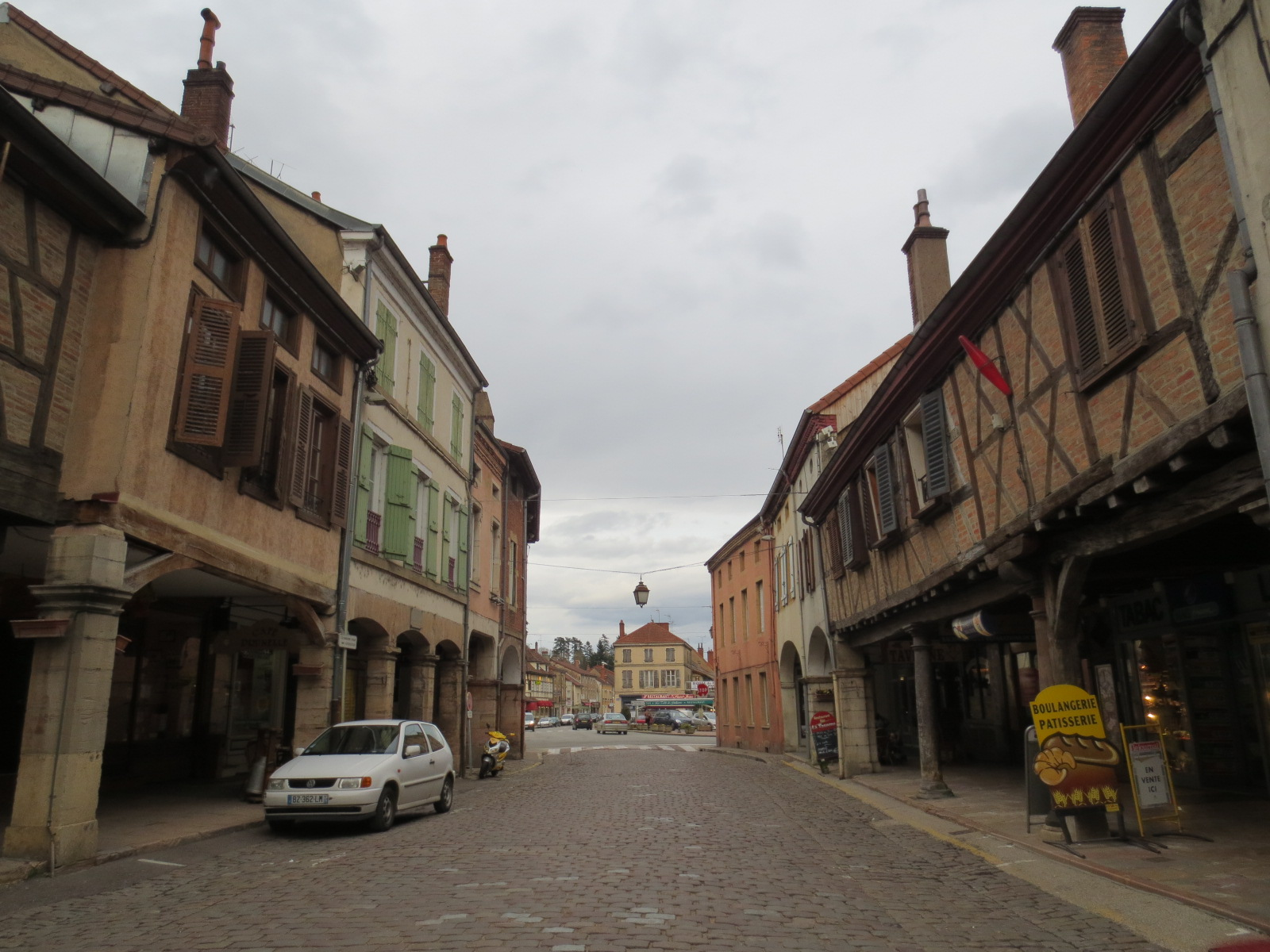
Les Arcades de Louhans.

Le bourg central de Louhans conserve intactes ses façades du XVe siècle et ses 157 arcades qui abritent dans la Grande Rue plus de cent commerces et boutiques. Un aménagement semblable existe également dans la grande rue aux 146 arcades de Lons-le-Saunier, ville voisine, située dans le département du Jura.

#### La Maison du Bailli (Grande Rue)
Une des premières arches, au niveau du centre ville abrite « la maison du bailli », édifice datant des années 1570. Cette maison ouvrait, à l’origine, la « rue basse » des arcades et servait de logement à l’homme régissant la justice, la police et la fiscalité de la cité au nom du seigneur local. Ce bailli de Louhans demanda à la ville, à la fin du XVIe siècle, la construction une maison très luxueuses toute en pierre blanche qui puisse trancher ainsi des autres demeures en briques en colombages.
La façade de cette maison présente des éléments de style gothique avec les chambranles moulurées des baies et des motifs empruntés à la Renaissance tels que la représentation de coquilles et de médaillons.

Les arcades de la Grande Rue de Louhans
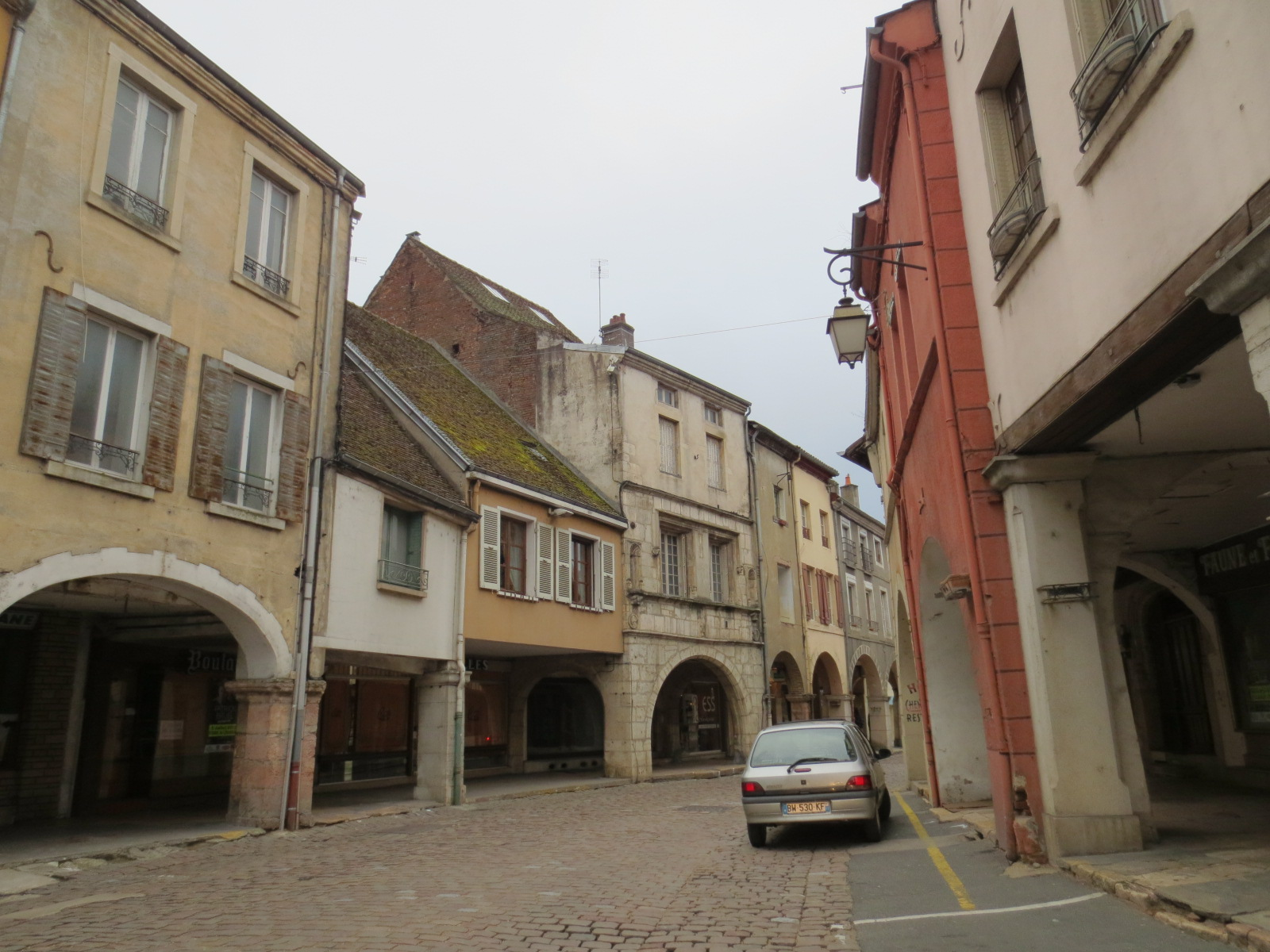
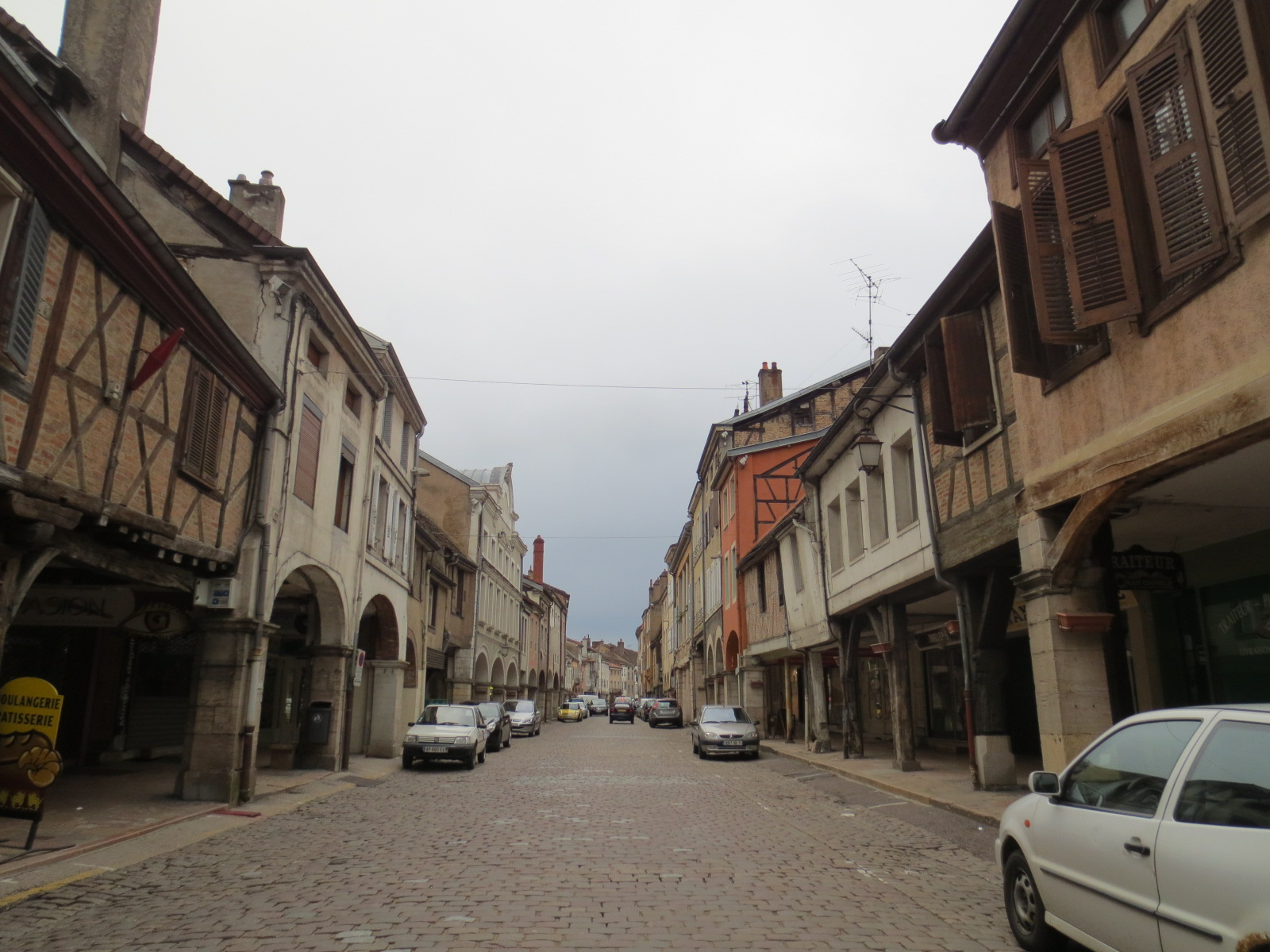
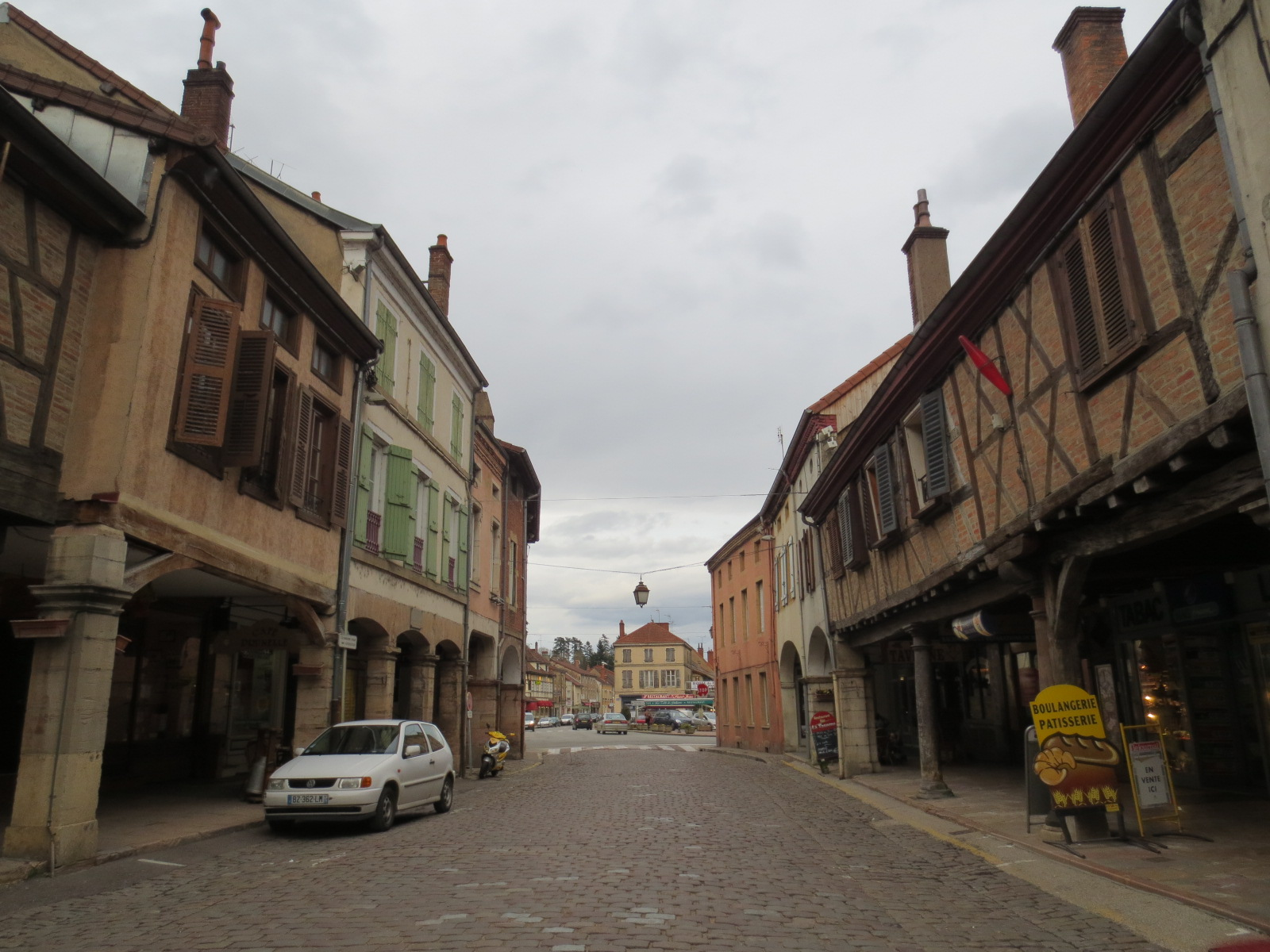
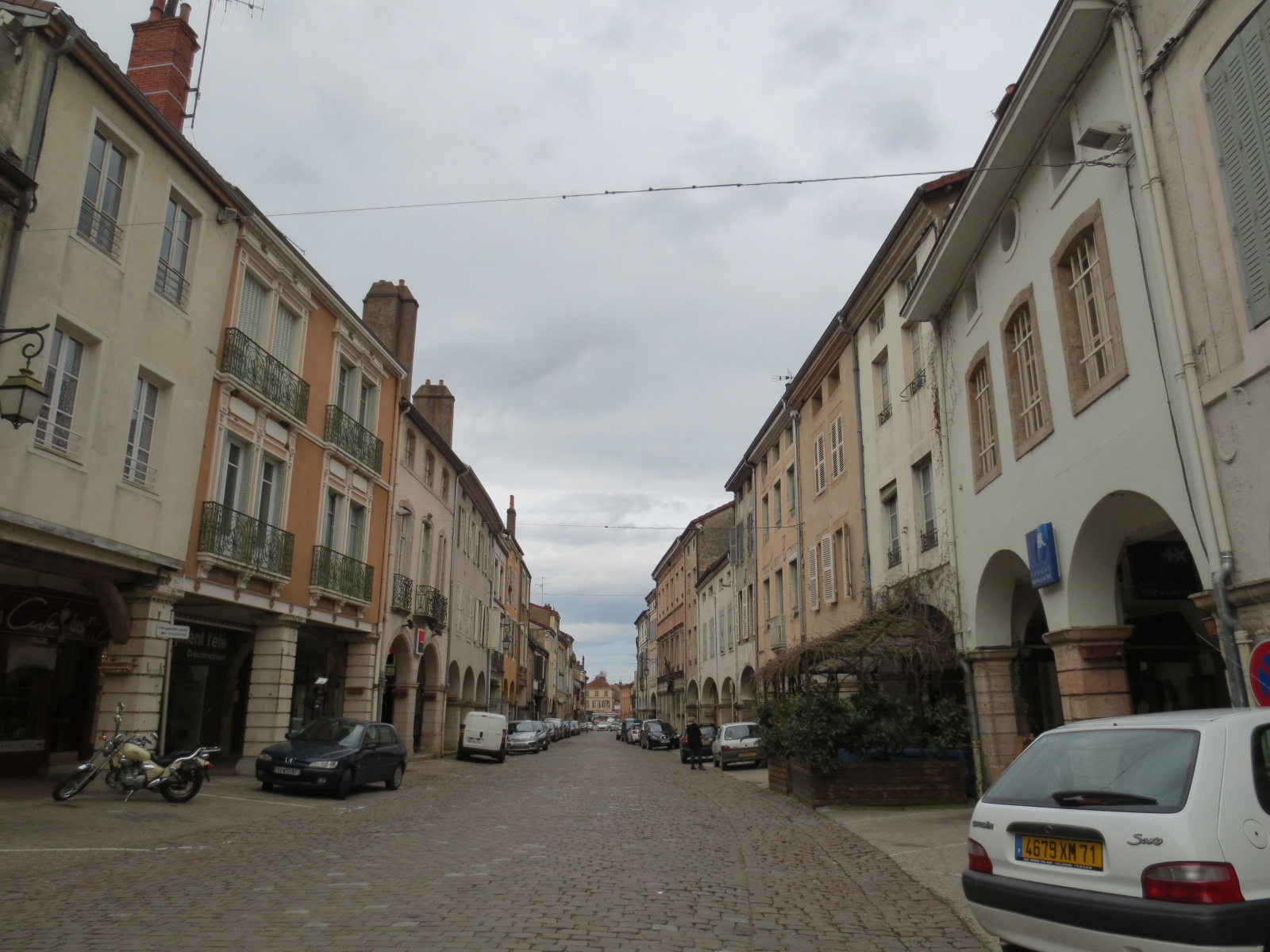
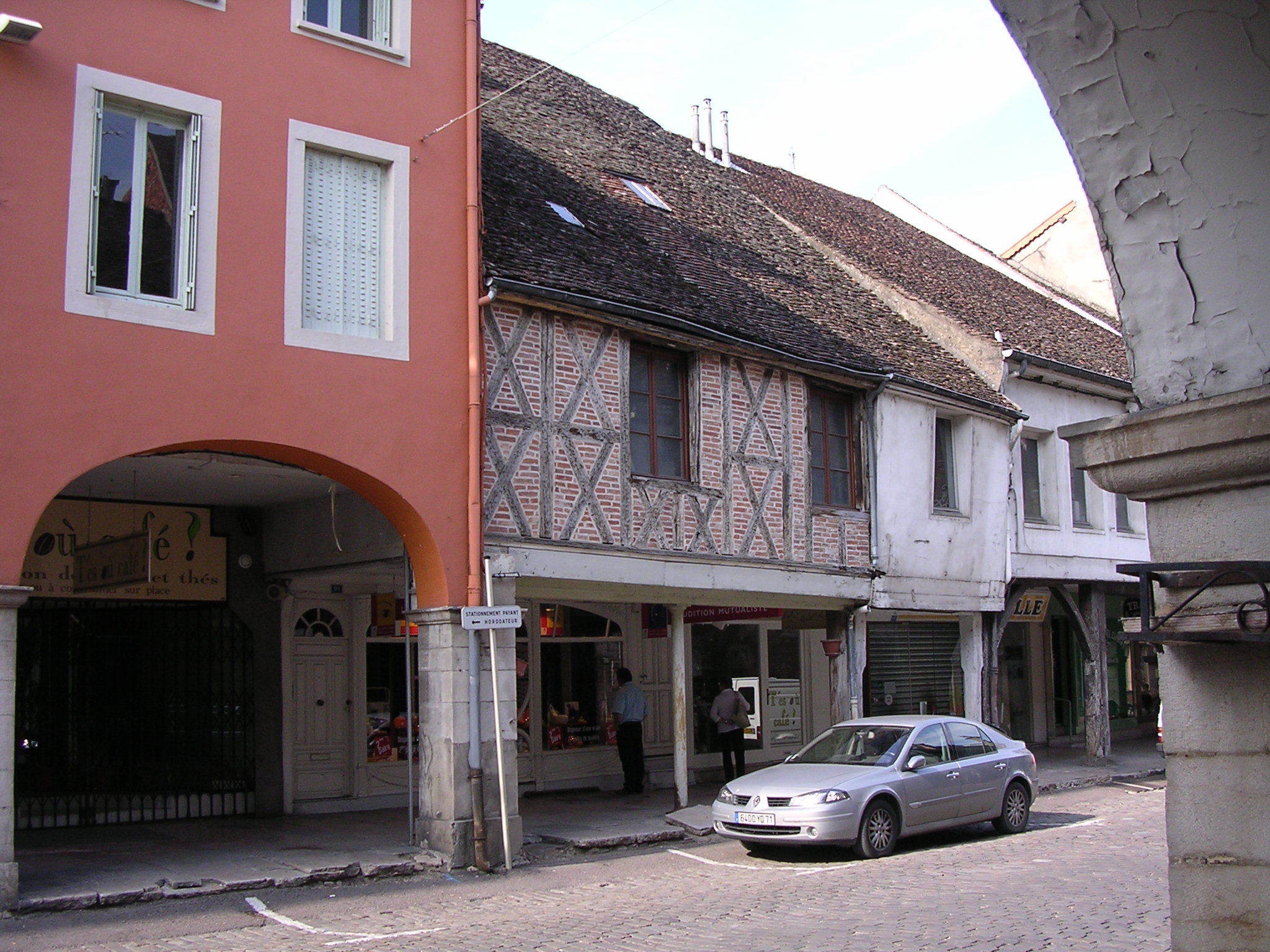
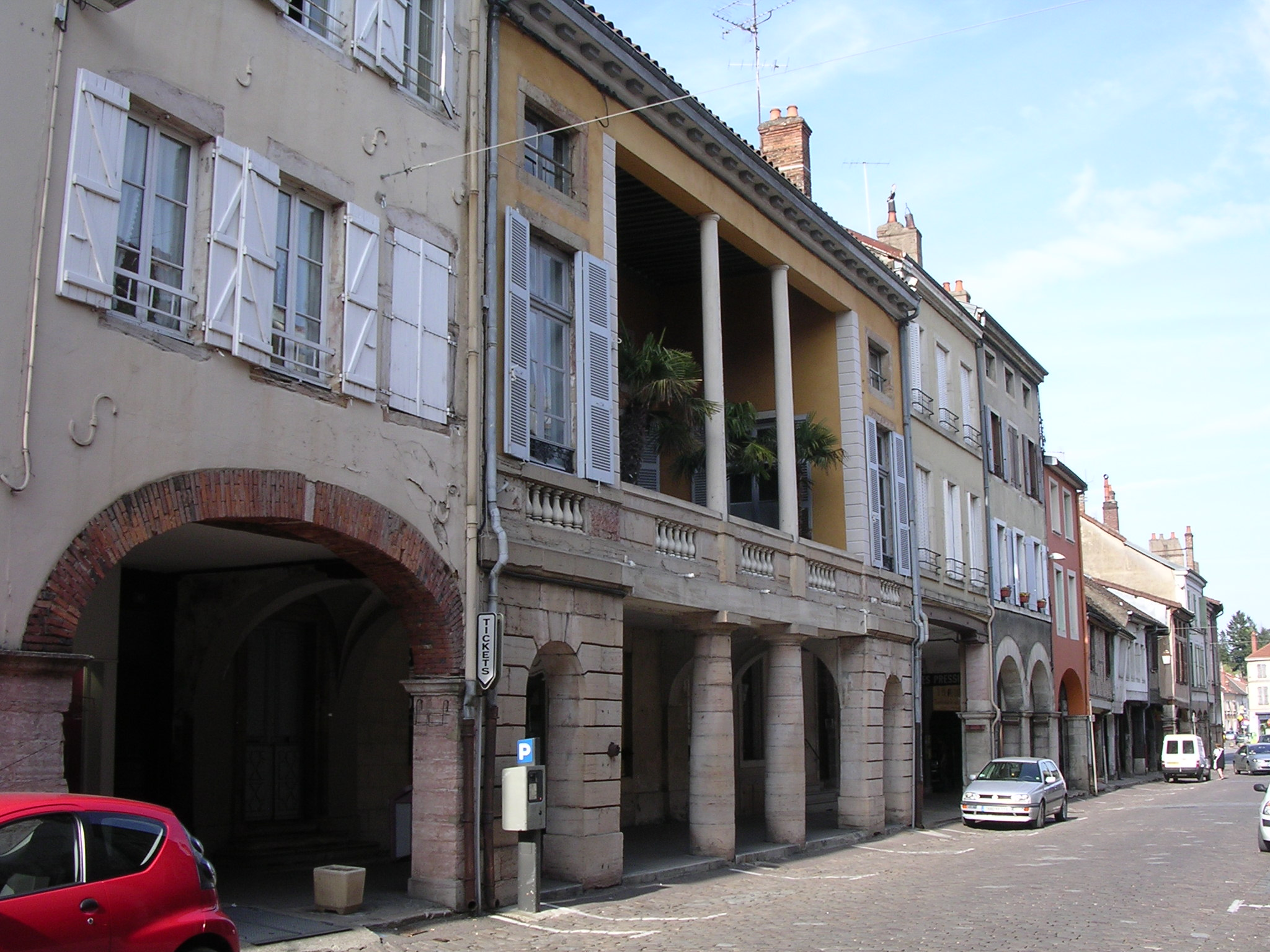
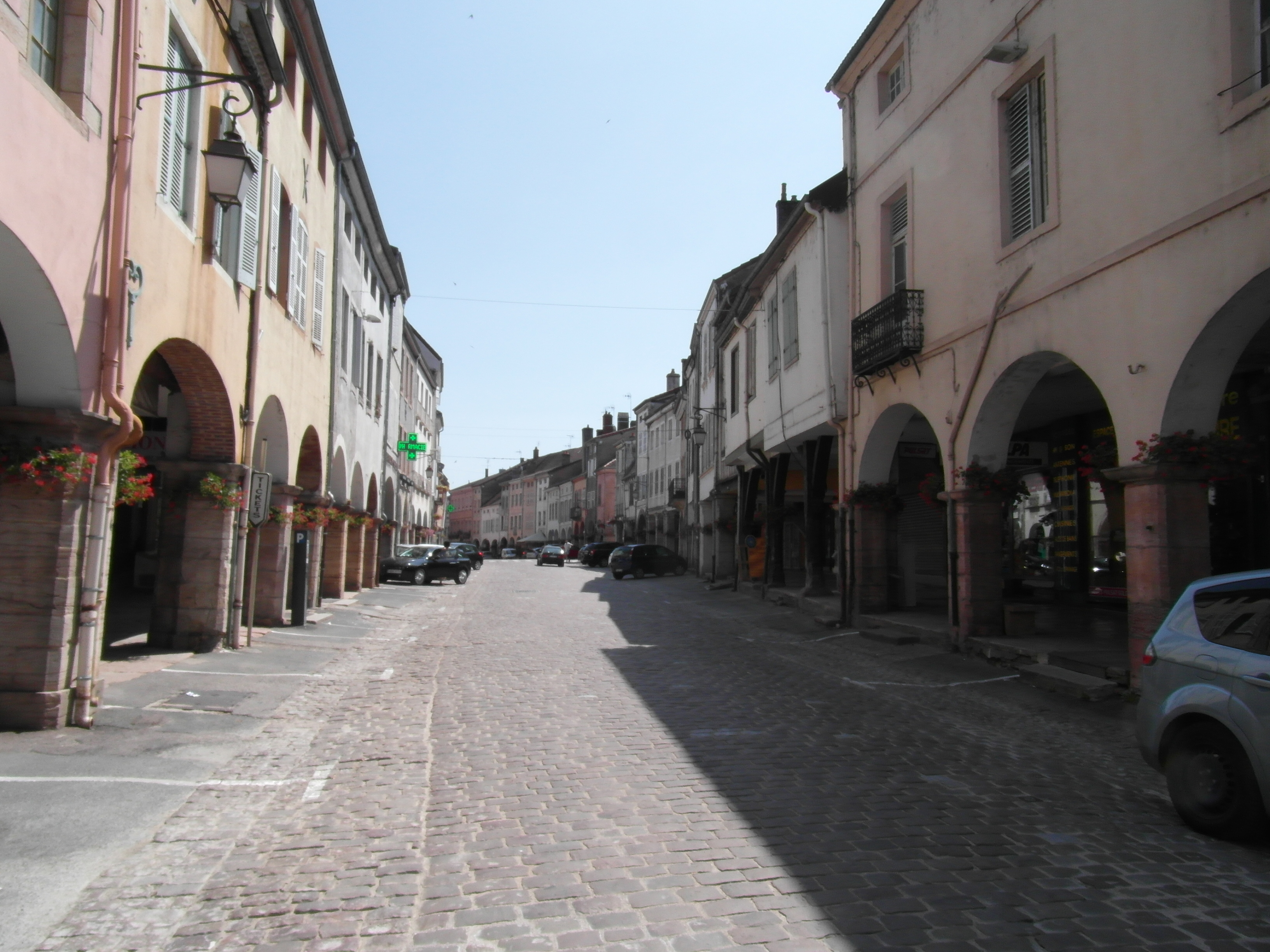
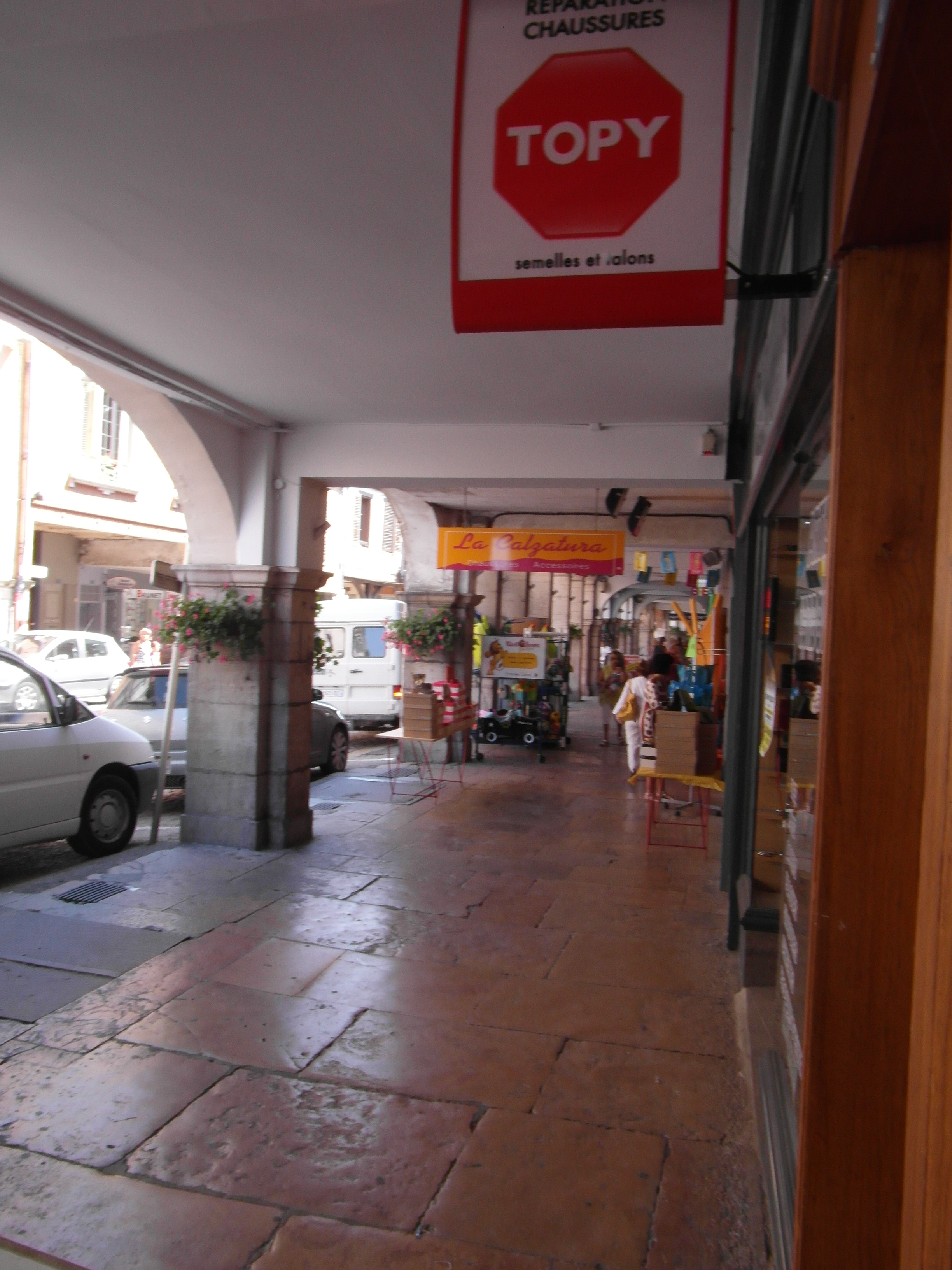
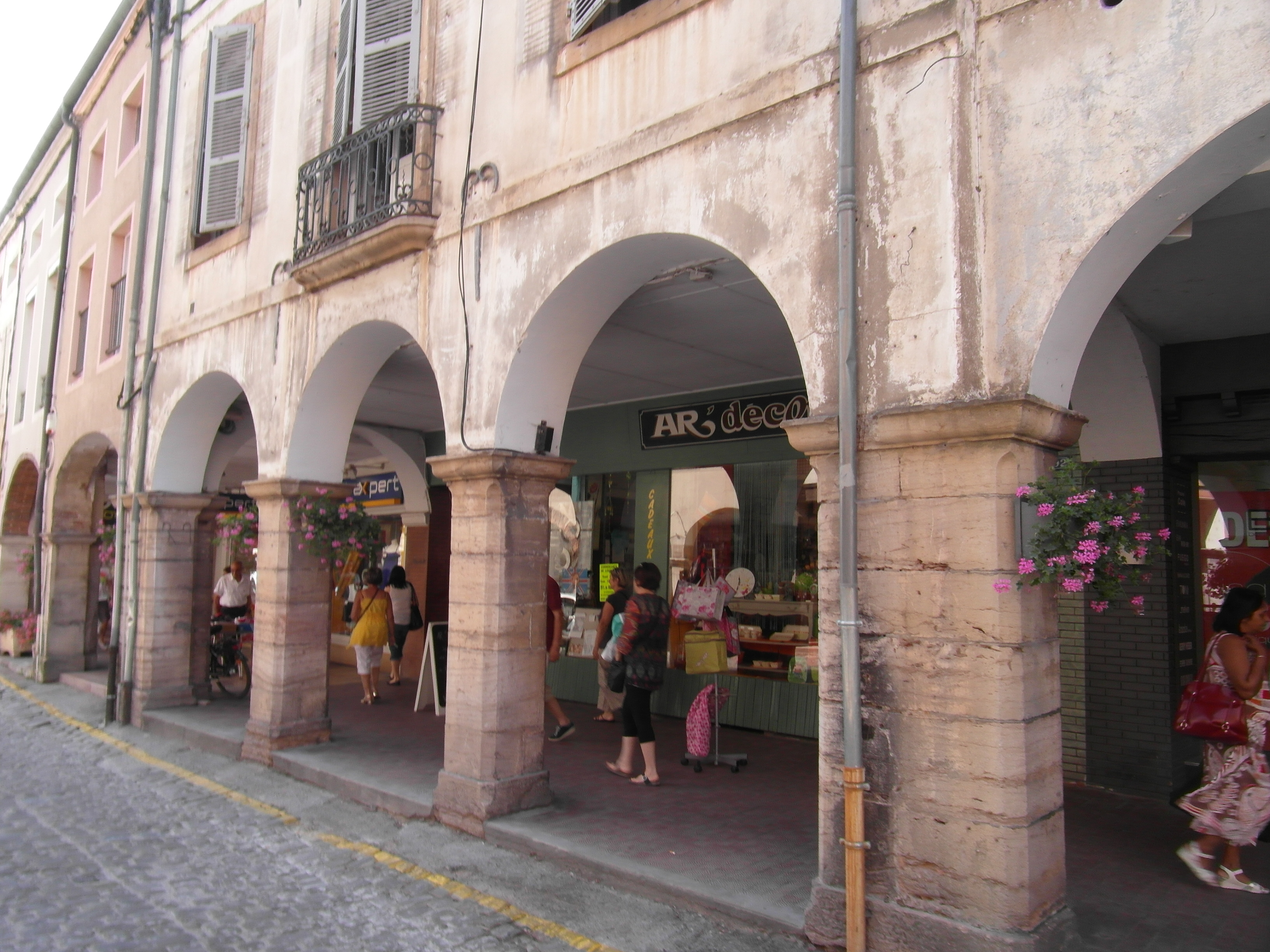
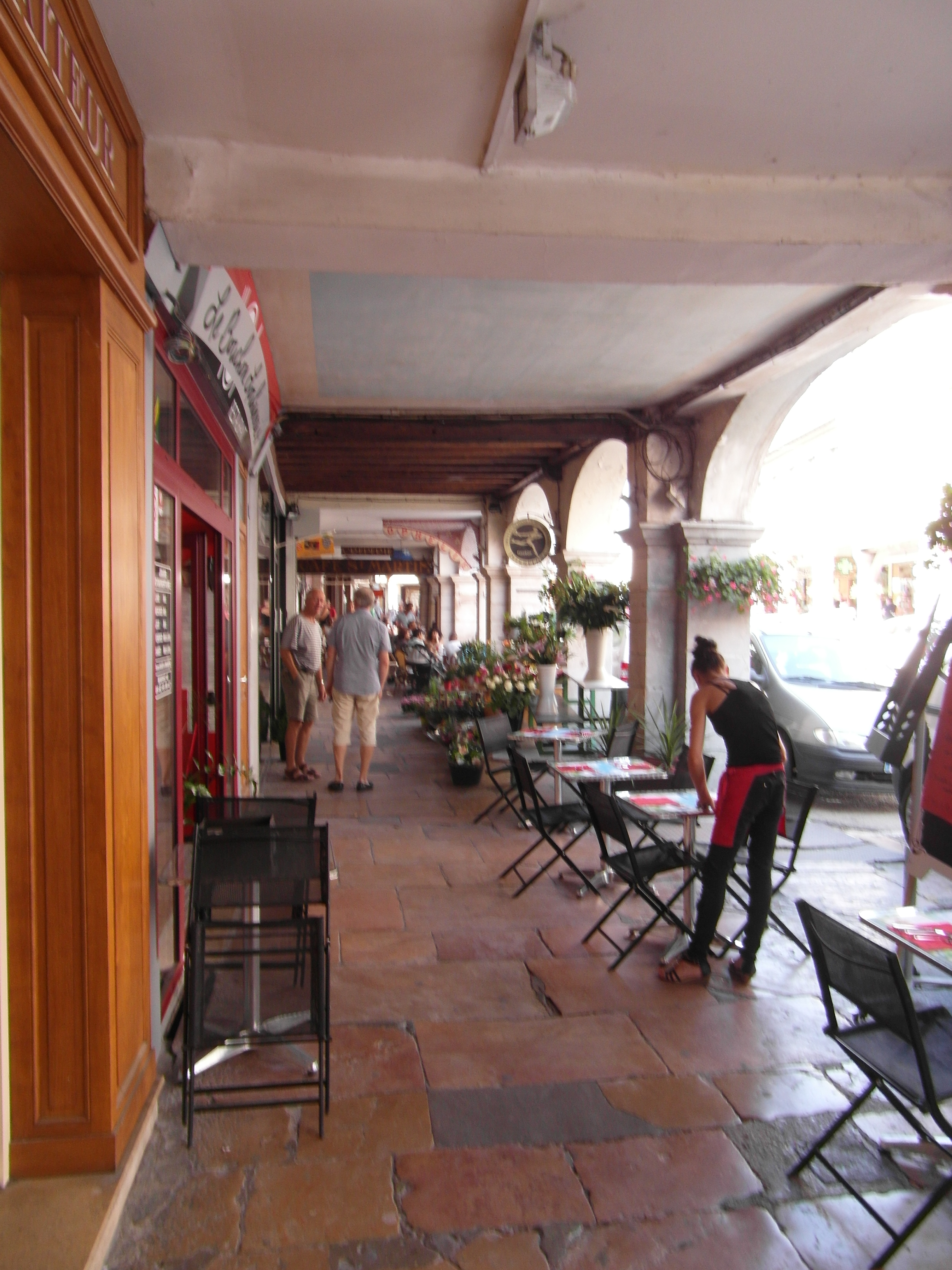
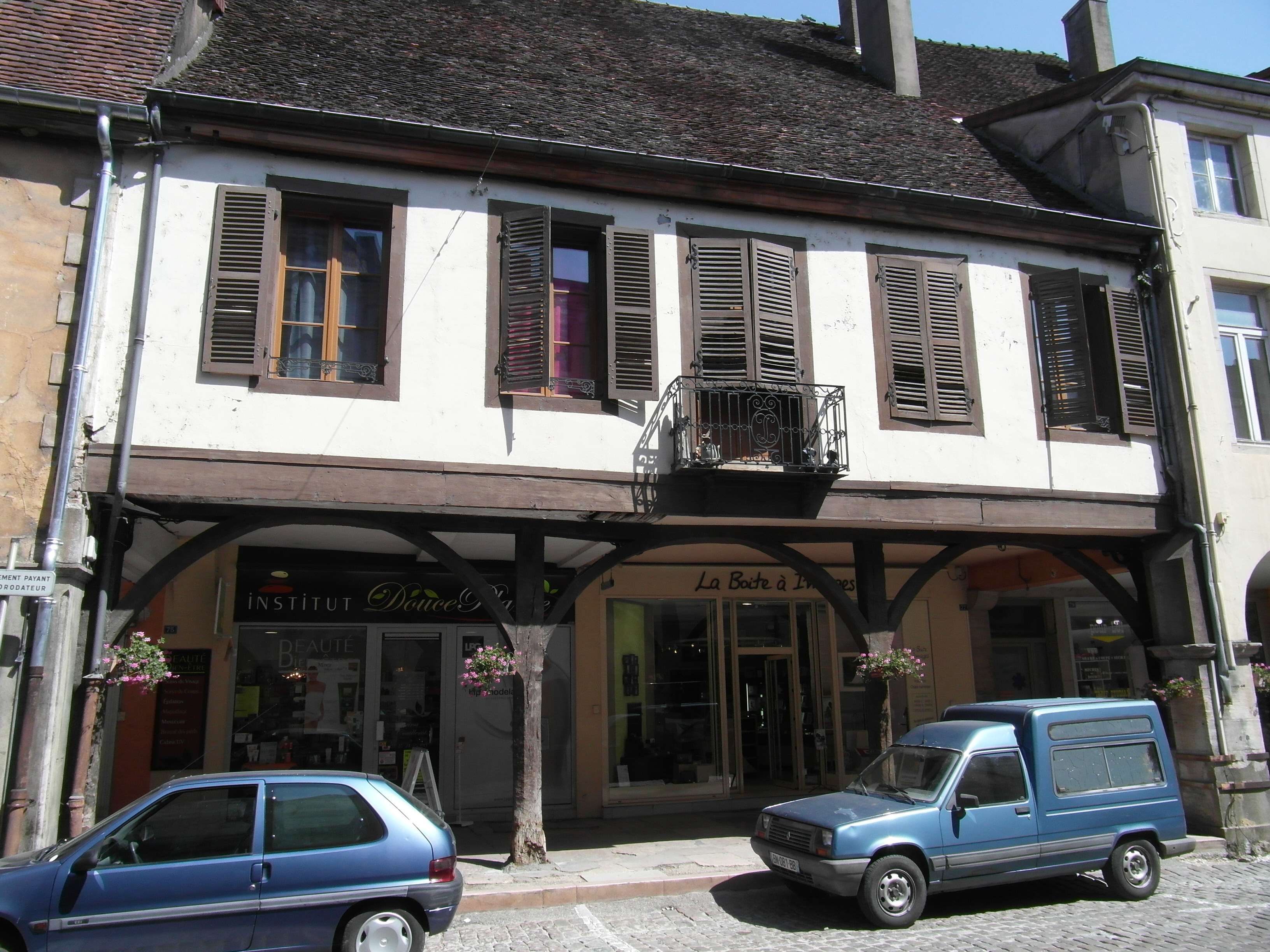
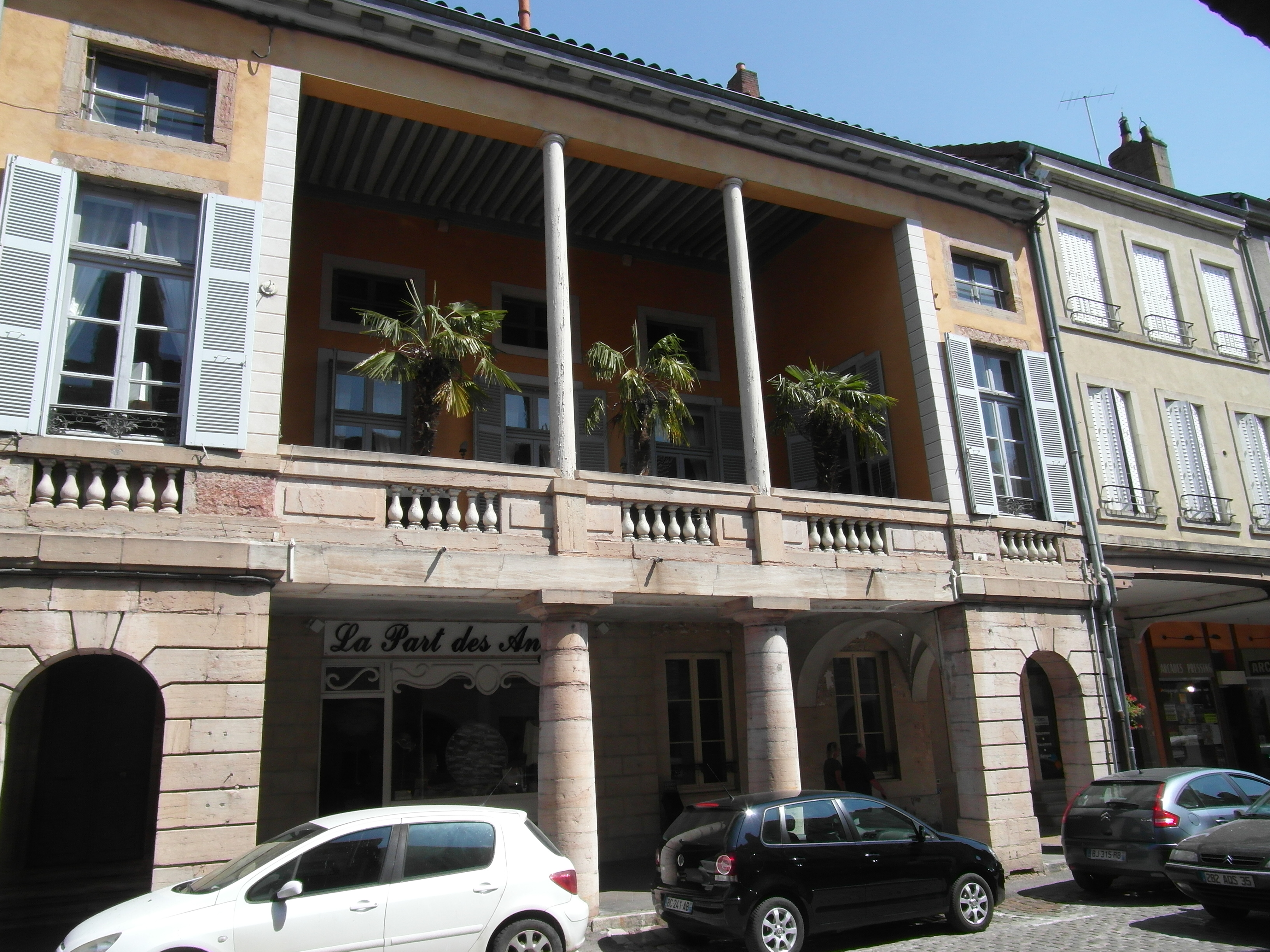

#### L'hôtel de ville
L'hôtel de ville, bâtiment construit en 1766 pour abriter l'administration municipale. C'est l'un des quatre hôtels de ville hérités de l'Ancien Régime en Saône-et-Loire.

#### L'église Saint-Pierre
Située dans le centre du vieux Louhans, l'église Saint-Pierre date du XIVe siècle. Cet édifice religieux de style gothique présente notamment une toiture en tuile vernissée de Bourgogne. Rattachée au diocèse d'Autun, Chalon et Mâcon elle est consacrée à saint Pierre.

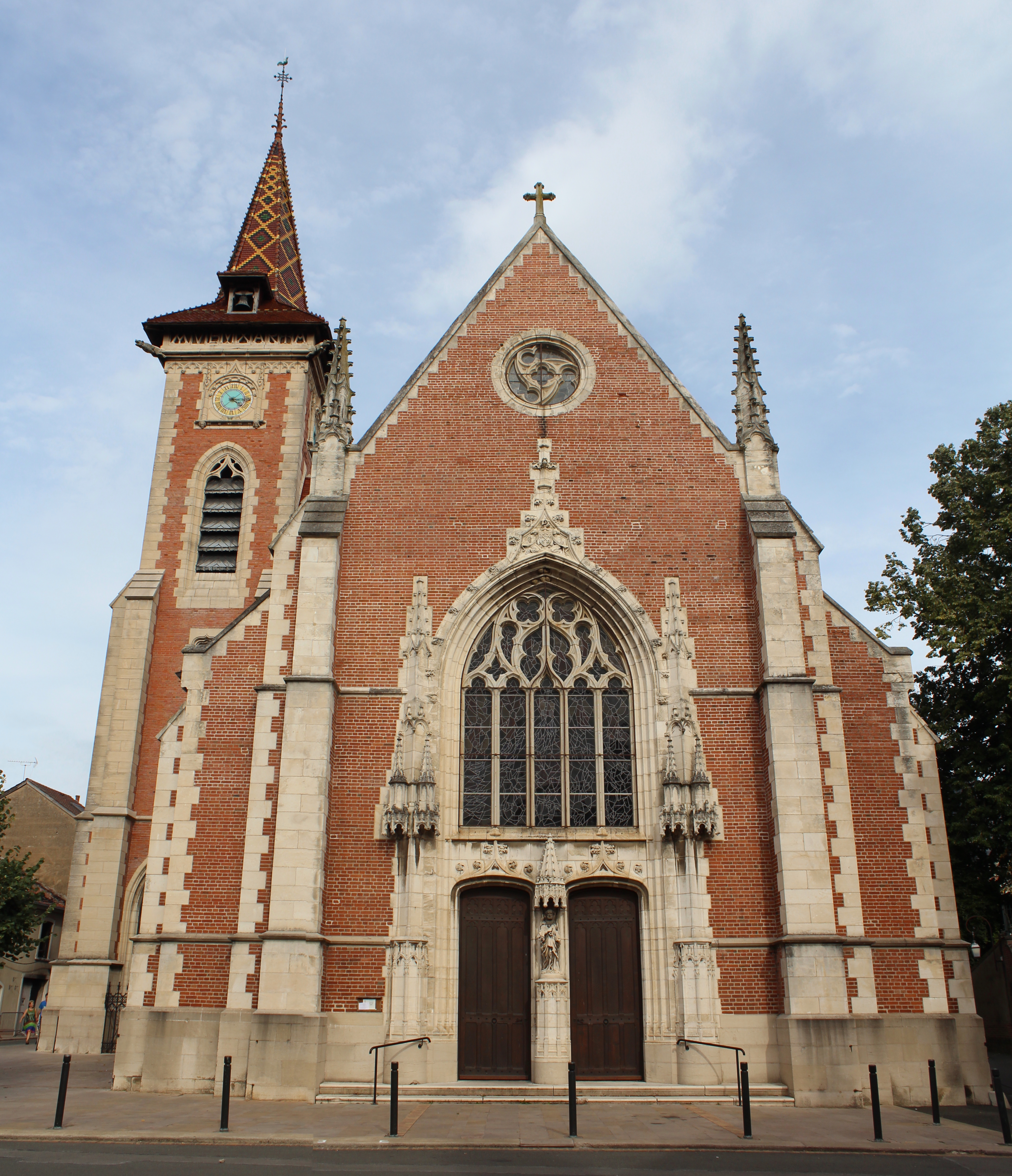
Église Saint-Pierre.

L'édifice est principalement constitué de briques avec contreforts de pierre et de briques. La couverture en tuile vernissées polychrome de Bourgogne donne une unité remarquable au bâtiment.
Durant le Moyen Âge, cette église se présente déjà sous l'aspect de deux bâtiments accolés. À la suite du grand incendie de 1370 qui les ont gravement endommagés, la réfection de la grande chapelle gothique Notre-Dame sera entreprise et elle conservera son oratoire dédié aux « Seigneurs de la Ratte » qui date de la même période. Le chœur sera prolongé par une nef où seront aménagées plusieurs chapelles latérales.
La fin du XIXe siècle verra le lancement de nouveaux grands chantiers avec le transfert du clocher à sa place actuelle, et la construction d'une nouvelle nef qui s'ouvre à l'ouest par un double portail. On peut remarquer notamment sous la toiture du clocher, une galerie à balustrade sculptées aux lettres de l'Ave Maria ainsi qu'une tête de christ, en pierre, datant du XVe siècle exposée entre les deux portes de l'entrée ouest.
Elle dispose depuis 1993 d'un vitrail (inspiré de l'Apocalypse selon saint Jean) sorti de l'atelier du maître-verrier Paul Duckert, artiste formé à Taizé.

L'église Saint-Pierre
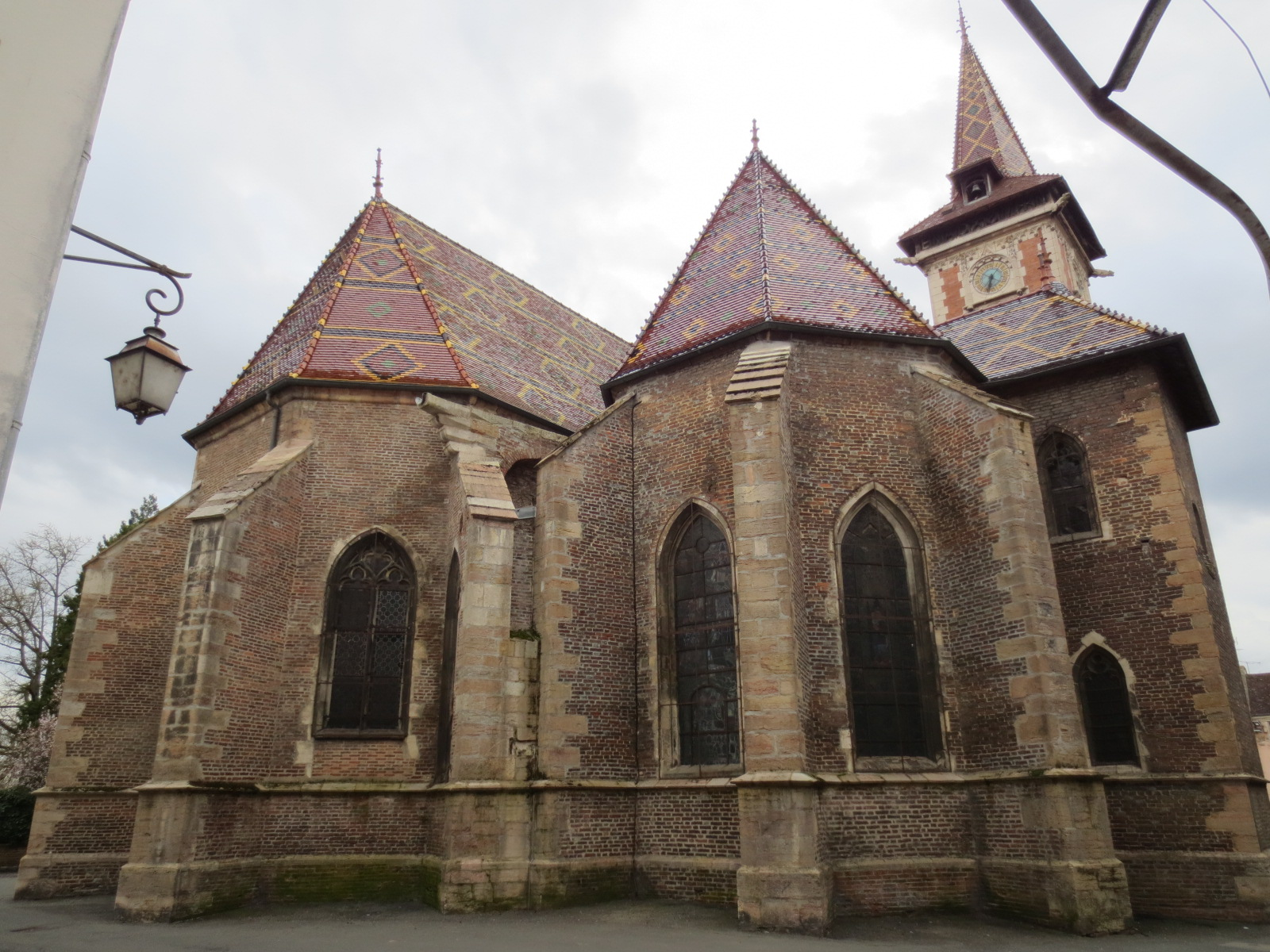
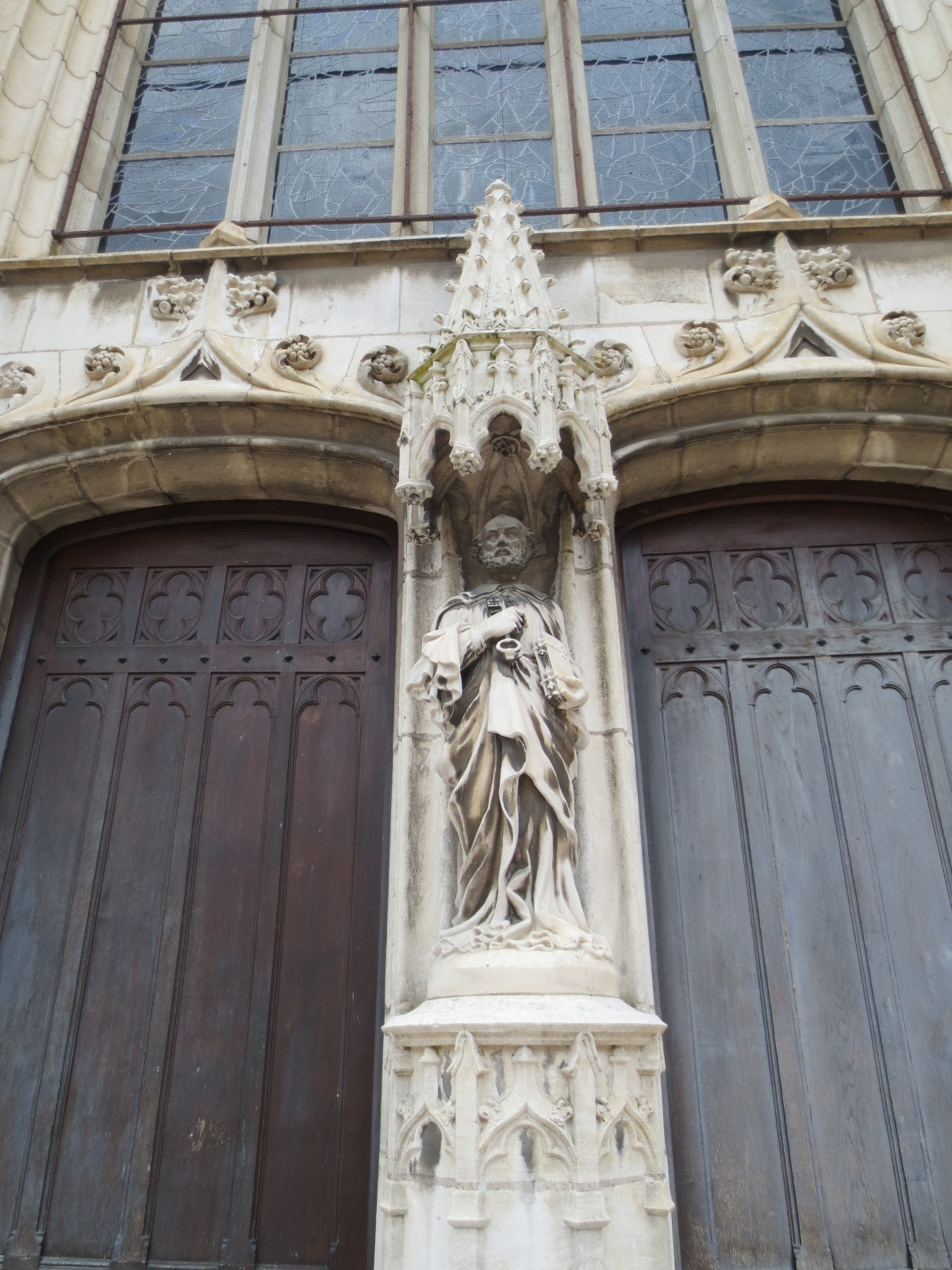
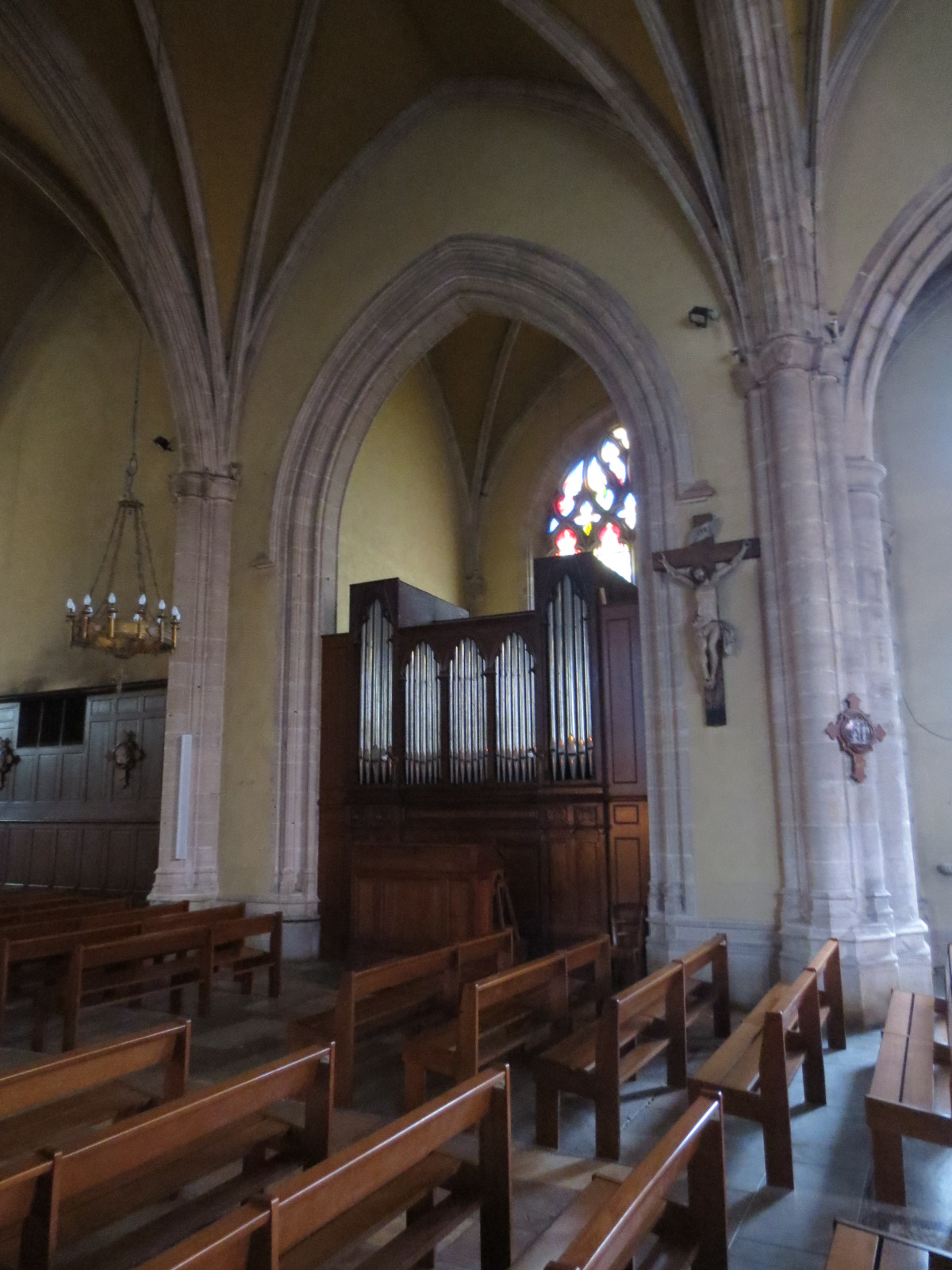
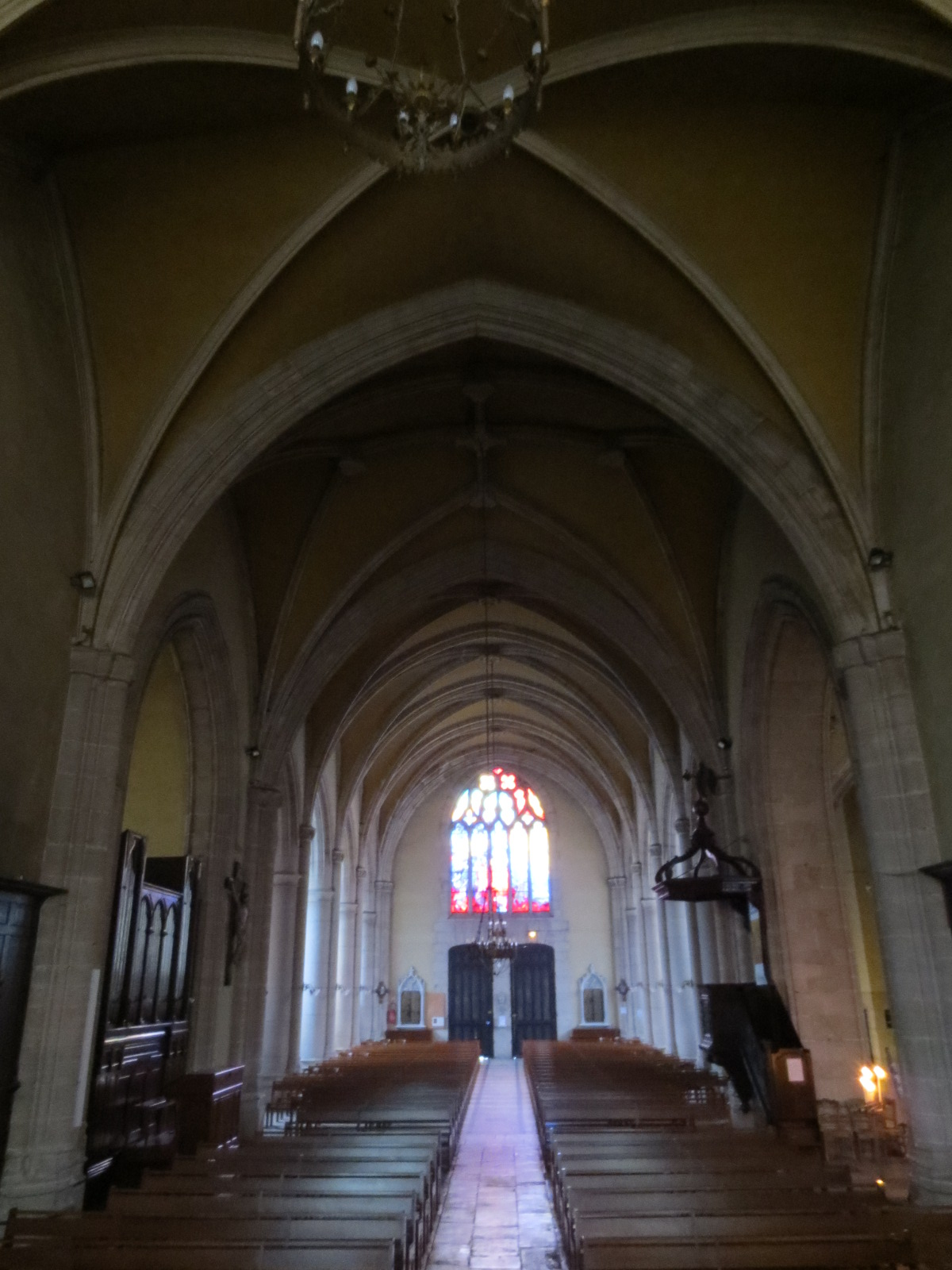
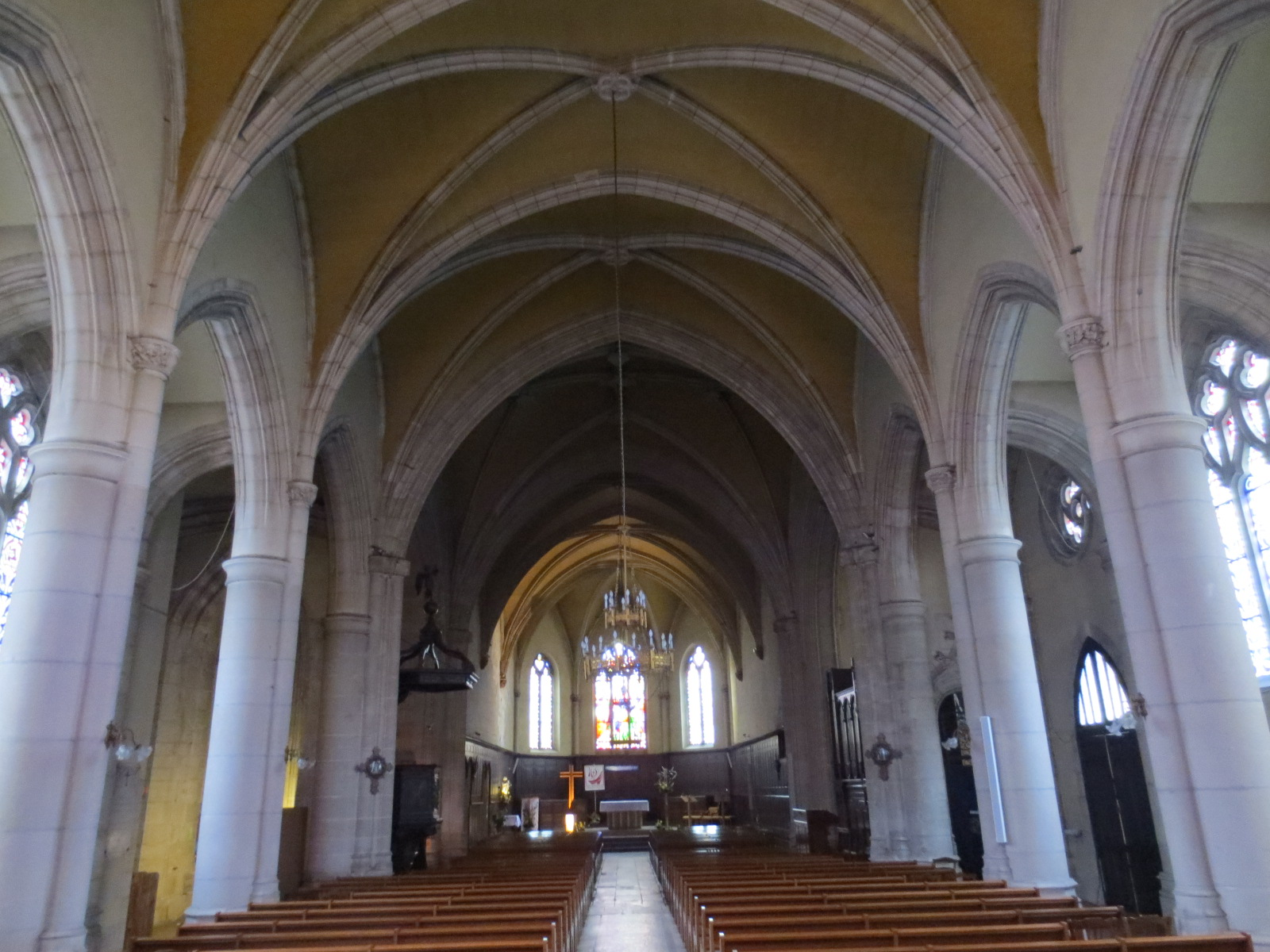
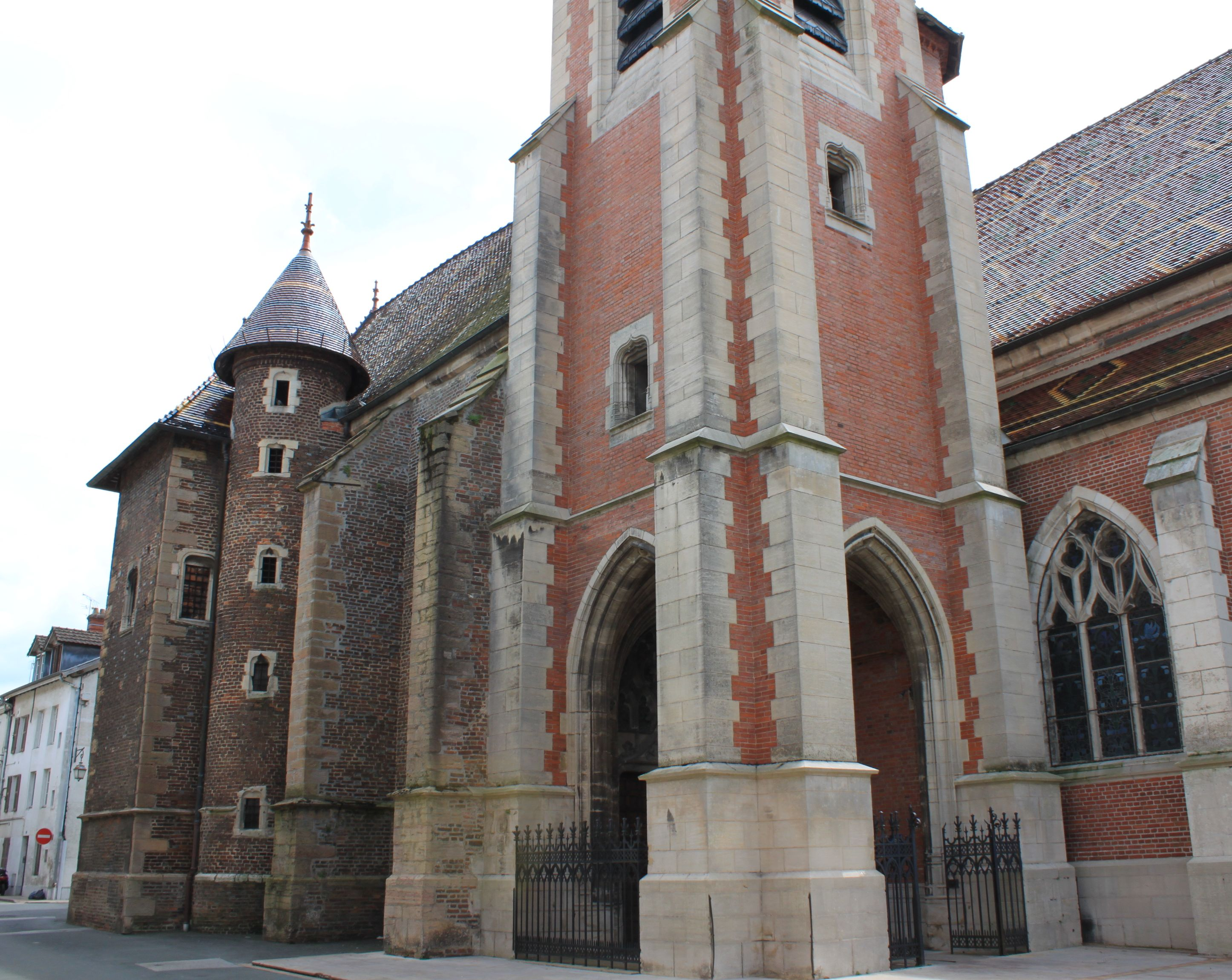

#### L'Hôtel-Dieu
L'Hôtel-Dieu de Louhans est un établissement hospitalier construit entre 1682 et 1686. Durant trois siècles les religieuses de l’ordre de Sainte-Marthe ont assuré l'accueil et la prise en charge des malades et des indigents de la région.

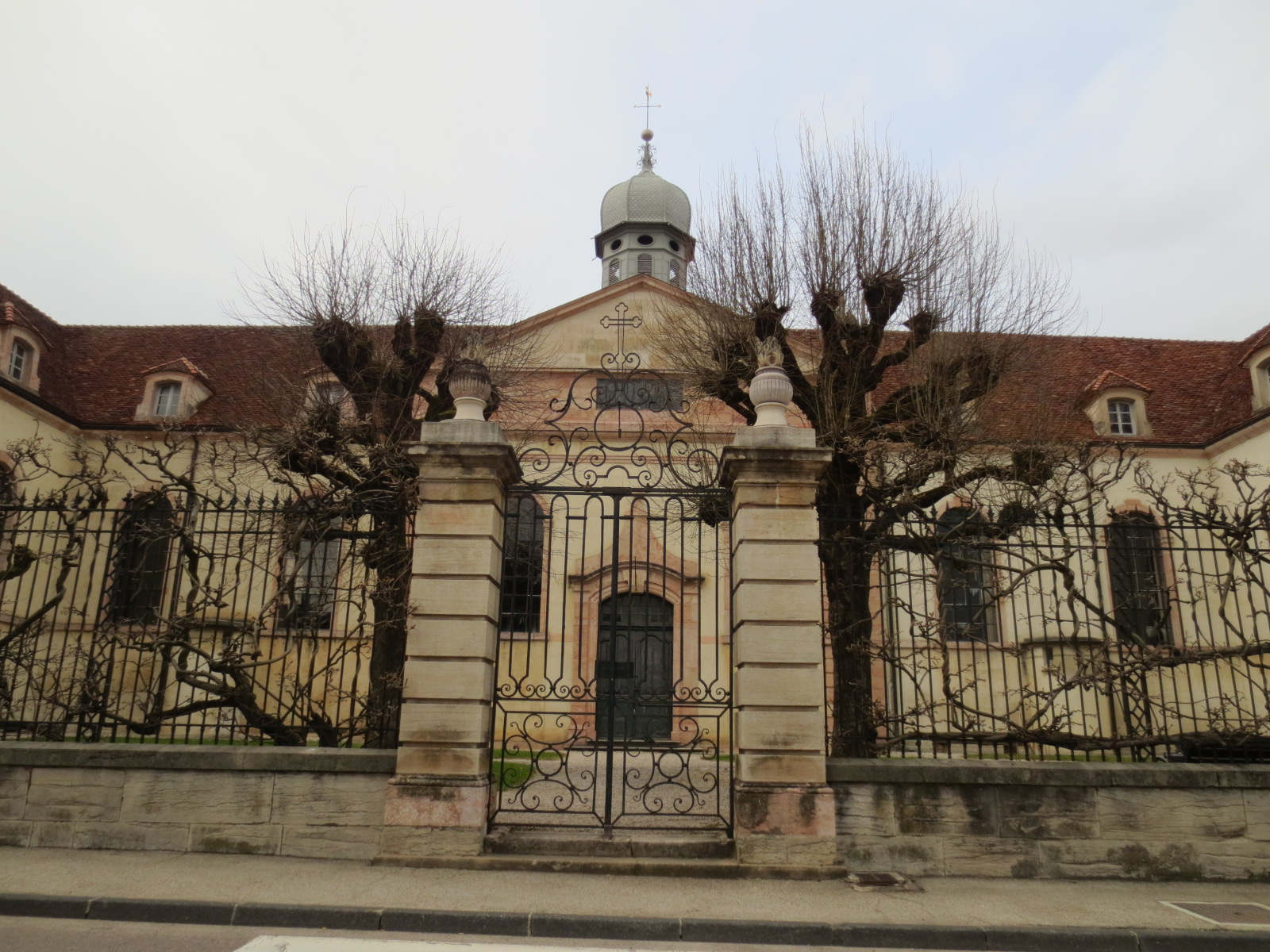
Hôtel-Dieu.

Entre 1715 et 1719, une seconde salle de malades de 14 lits fut construite qui permit de séparer les hommes et les femmes. En 1720, un donateur anonyme finança la construction d'un nouveau petit corps de bâtiment qui permit de créer une nouvelle apothicairerie avec son laboratoire. La construction d'un troisième corps de bâtiment, perpendiculaire à la salle des femmes, s'acheva en 1769. En 1853, la chapelle de la salle des femmes fut agrandie.
Ses deux salles monumentales, encore garnies de leurs anciens lits à ruelles, ont reçu des patients à la fin des années 1970. Le classement à l'Inventaire supplémentaire des monuments historiques, instauré par décret, date du 20 mai 1964. Désaffecté en 1977, l'Hôtel-Dieu est aujourd'hui un musée.
Le bâtiment possède une somptueuse apothicairerie qui abrite une exceptionnelle collection de faïences lustrées hispano-mauresques des XVe siècle et XVIe siècle conservées à l'intérieur de niches à arcature et colonnes à balustres géminées.

#### La tour Saint-Pierre

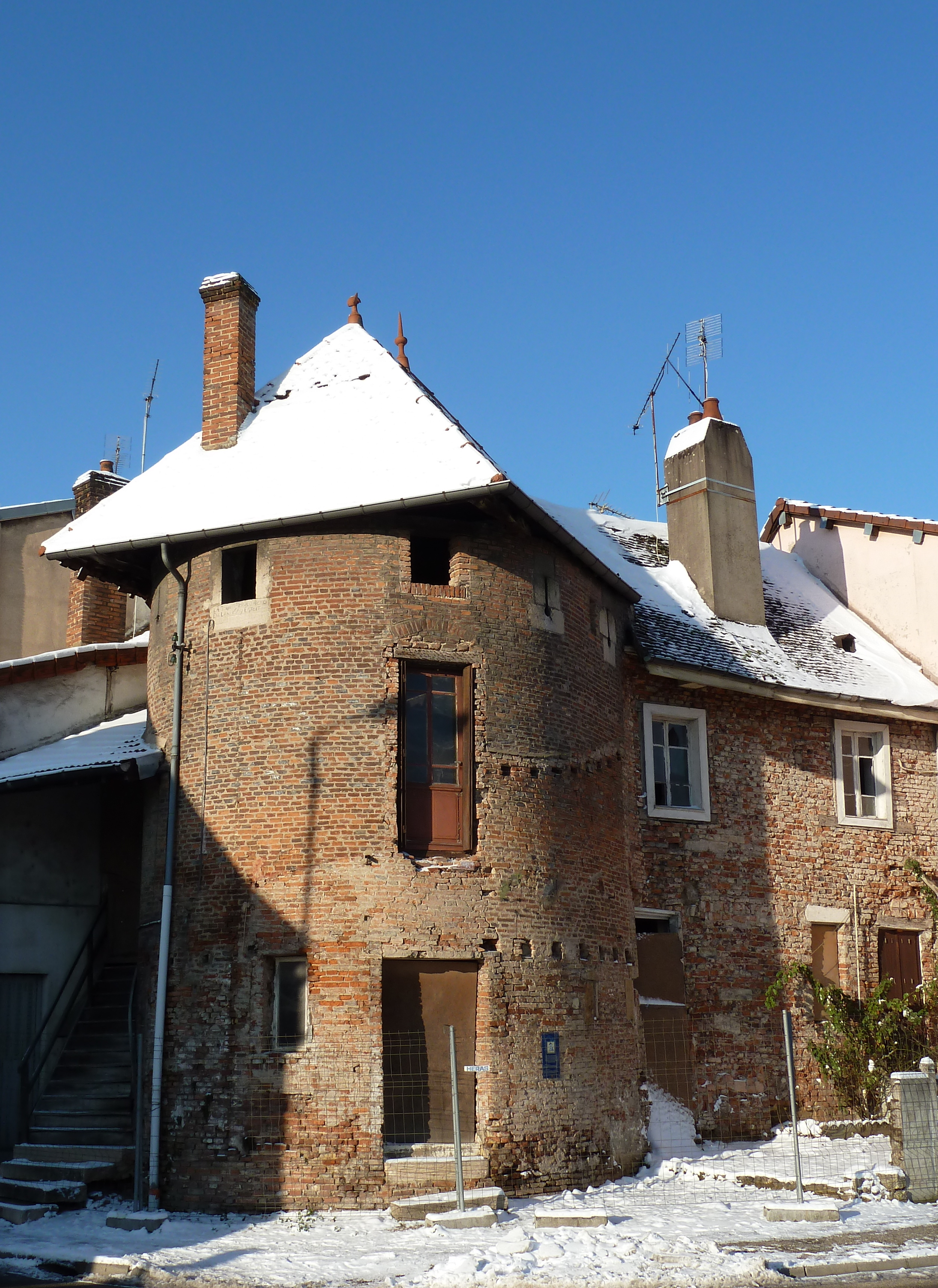
Tour Saint-Paul.

Vestige de l'ancienne ville fortifiée, la tour Saint-Pierre est un bastion militaire défendant le rempart nord de la ville, construit en 1570.
Ce Monument Historique a été restauré en 1998 par une initiative privée et abrite désormais un centre culturel animé par l'Association pour la Reconnaissance des Témoignages à Sauvegarder. L'ensemble du bâtiment se compose de la Tour militaire accompagnée d'un ancien atelier de bourrelier avec sa cour intérieure, transformés en espace d'expositions temporaires. Le bâtiment a été inscrit au registre des monuments historiques par arrêté du 20 mars 1995.

#### La tour Saint-Paul
Il s'agit d'une autre tour du même type que la précédente et donc, là aussi, pièce architecturale des anciennes fortifications médiévales de Louhans. En plus mauvais état, elle fait l'objet d'une étude de restauration. Une inscription donne l'année de sa construction : « Faicte en l'an 1668 ».

#### L'hôtel du Commerce
Cet hôtel particulier est un édifice du XVe siècle, c'est-à-dire du début de la Renaissance dénommé Hôtel de commerce. Son originalité est due à la présence de poutres intérieures curieusement sculptées.
Le bâtiment a été inscrit au registre des monuments historiques par arrêté du 18 janvier 1928 pour sa façade du rez-de-chaussée et du premier étage et les deux plafonds anciens situés l'un au rez-de-chaussée, y compris la partie existant sous les arcades de la Grande-Rue, et l'autre au premier étage. Le classement à l'Inventaire supplémentaire des monuments historiques, instauré par décret, date de 1934.

#### L'église de Châteaurenaud

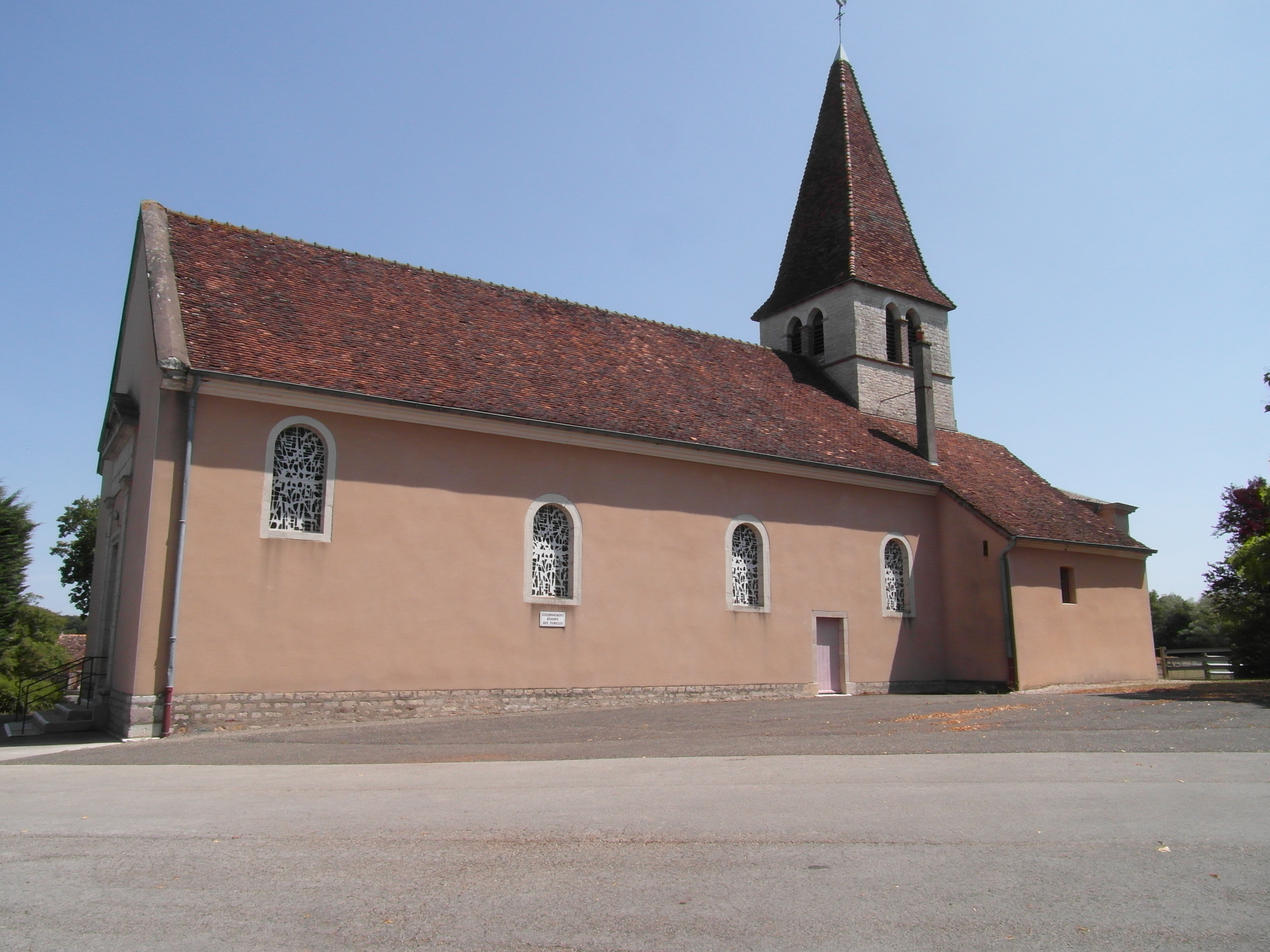
L'église de Châteaurenaud.

L'église Saint-Laurent, datant initialement du XIIIe siècle et menacée de ruine, fut très largement restaurée au XIXe siècle. La nef fut alors allongée selon les plans de l’architecte Delarue en 1818 et le chœur de l'église fut reconstruit par l’architecte de Louhans, Gaguin fils, en 1828.
La corniche du portail et son encadrement toscan surmonté d’un fronton triangulaire furent réparés en 1873. Depuis cette période, le bâtiment n'a pas connu de nouvelles transformations ou restaurations notables, excepté en 1975 ou de petits travaux d'entretien et de décapage, ainsi que l'installation de nouveaux vitraux (créations du maître-verrier Jean Weinling) furent effectués.
À l'intérieur de l'église, on peut découvrir la dalle tombale d’Antoine de la Marche, seigneur de Châteaurenaud, représenté avec un chien à ses pieds, celle-ci date de 1438.

### Équipements culturels

#### Musée d'Histoire et de Culture des Sourds
Depuis le 9 mars 2013, un musée très original a ouvert ses portes dans la vieille cité bressane. Celui-ci est consacré entièrement à l'univers, à l'histoire et à la culture des sourds.

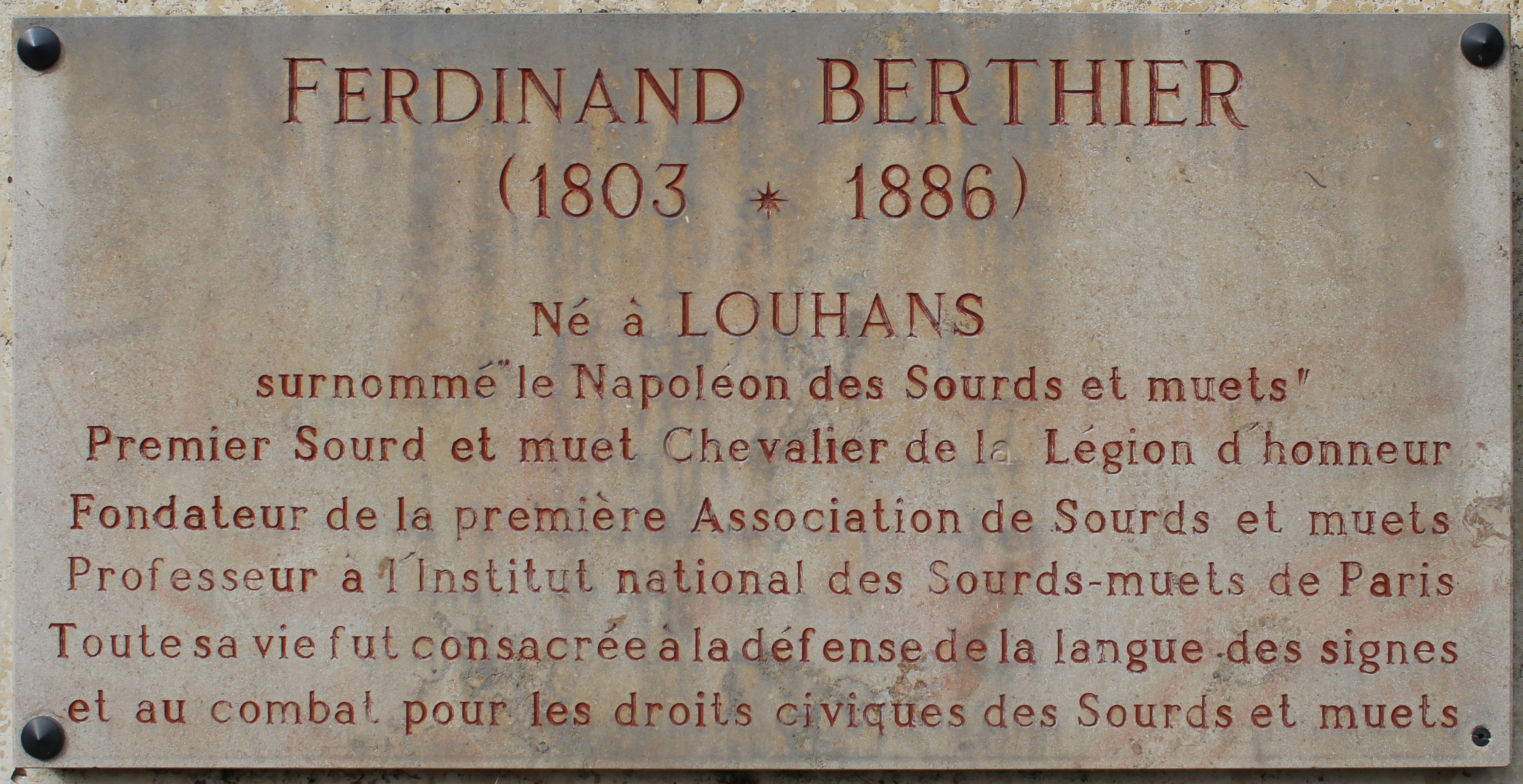
Plaque situé sous le buste de Ferdinand Berthier.

Situé dans les dépendances de l’Hôtel-Dieu, ce musée reste, en 2015, unique en France et accueille des dizaines de tableaux, écrits et photographies retraçant l’histoire et le patrimoine des personnes sourdes et malentendantes. On peut y trouver un dictionnaire de langue des signes.
Ce musée est dédié à la personne de Ferdinand Berthier, natif de Louhans le 28 septembre 1803, et qui fut le doyen des professeurs sourds à l'institut de Paris, membre de la Société des gens de lettres, fondateur de la Société centrale des sourds-muets de Paris en 1838, devenue la Société universelle des sourds-muets en 1867, cofondateur de la Société centrale d'éducation et d'assistance pour les sourds-muets en France en 1850.
Le buste de Ferdinand Berthier qui fut dénommé « Napoléon des sourds-muets » par Victor Hugo (puis par les sourds), est visible à l'entrée même du musée.

#### Le Musée municipal
Créé en 1889 sur l'initiative du sénateur local Lucien Guillemaut qui fut à l'origine de la fondation du musée des Beaux-Arts, ce musée réaménagé en 1990 comprend deux sites d'exposition :
1. un musée de peinture présentant des œuvres d'artistes régionaux, ainsi que des dessins, esquisses et aquarelles de maîtres du XIXe siècle[164] ;
2. un petit musée de l'imprimerie (musée technique né de la transformation in situ en 1984 par l’Écomusée de la Bresse bourguignonne de l'imprimerie du journal L'Indépendant du Louhannais et du Jura)[165],[166].

#### Le théâtre

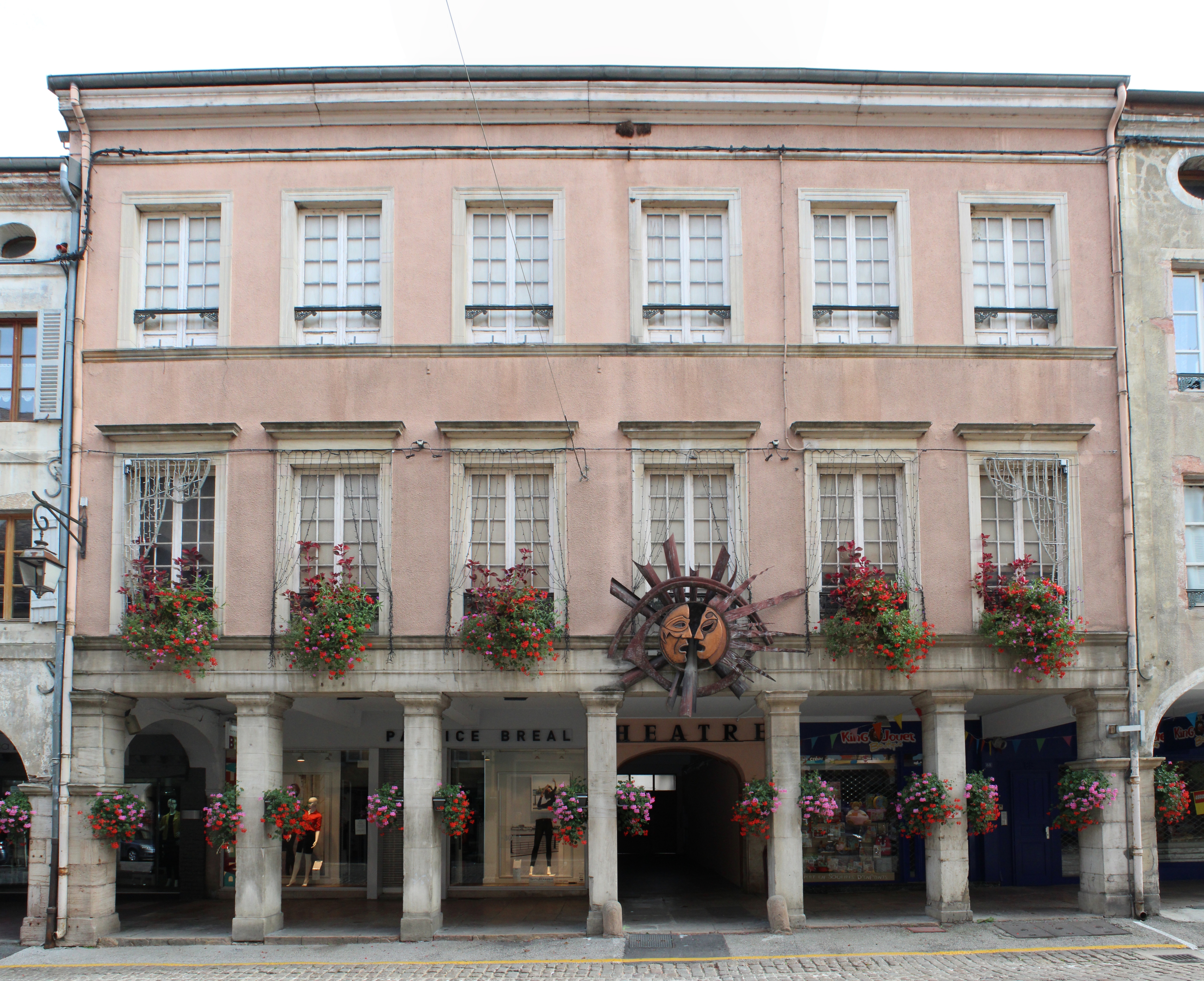
Théâtre municipal.

Au milieu du XIXe siècle, le théâtre communal se limite à une modeste salle de spectacle aménagée à l’étage de l’un des bâtiments bordant la Grande Rue dites aux arcades et dont le rez-de-chaussée est occupé par deux boutiques ouvrant justement sur une de ces arcades.
À la demande des commerçants louhannais, des travaux de rénovation et d’agrandissement sont lancés en 1928 sous la direction de monsieur Lamirand, architecte municipal. En 1934, l’ancienne salle de spectacle et ses annexes sont détruites, mais la façade, la toiture et les planchers de l’ancienne occupation sont intégralement conservés.
Un projet de réhabilitation a conduit en 1999 à l’inscription au titre des Monuments historiques du théâtre, caractéristique du style Arts déco et dont l’intérêt réside dans la richesse de sa salle et de ses décors muraux. Ce théâtre apparaît comme l'un des rares exemples de salle de spectacle Art déco de province et comme l'un des mieux conservés.

#### L'Eden Cinéma
Jusqu'à sa fermeture en septembre 2023 ordonnée par décision municipale par le maire Frédéric Bouchet (sous pression de la sous-préfecture) pour cause de non conformité aux normes de sécurité (tant que des travaux n'y seraient effectués) et sa liquidation judiciaire en novembre 2023 (avec poursuite d’activité jusqu'en février 2024) donc sa fermeture définitive (à la suite de grandes difficultés financières et un dépôt de bilan), la commune disposait d'un unique cinéma, l'Eden, comprenant trois salles équipées en format 35 mm, dont une en numérique. Situé 13 rue des Dodanes donc au cœur de Louhans, à proximité de la Grande rue, l'établissement comptait un total de 470 fauteuils tous accessibles aux personnes à mobilité réduite. "Pôle multiculturel", ce cinéma proposait aussi des retransmissions d'opéra, en direct du Metropolitan Opera de New York, du Bolchoï de Moscou ou de l'Opéra Garnier à Paris, ainsi qu'un ciné-club. Le cinéma nécessitant des travaux de remise aux normes de sécurité évalués en mai 2023 dont le gérant privé ne pouvait pas supporter les coûts, il a été racheté par la commune en juillet 2024 en vue de le réhabiliter pour qu'il demeure un cinéma mais devienne également un lieu de culture. Au départ, la ville ne devait pas l'exploiter en propre (i.e. en régie municipale) mais en confier la gestion à un éventuel repreneur.
Dès janvier 2024, un collectif d'habitants s'est proposé pour continuer l'activité du cinéma puis un promoteur s'est manifesté pour maintenir le cinéma mais finalement, souhaitant que le cinéma perdure, la ville a décidé le 28 mars 2024 de racheter les murs et fait une proposition de reprise, un projet consistant à revoir complètement "la jauge du cinéma et ses conditions de sécurité d'accueil du public", mais aussi de "considérer les dépendances" pour pouvoir mieux accueillir des groupes comme les scolaires" (selon le maire). Ainsi, au-delâ de l'intérêt collectif de conserver le cinéma, ce qui a été proposé n'est pas une simple rénovation et une mise aux normes de sécurité mais un projet de transformation complète du lieu  pour en faire "un pôle culturel mixte, c'est-à-dire [à la fois un] cinéma et [une] salle de spectacle" (selon le maire) aux nombreux atouts : un outil d'animation "essentiel au tissu associatif et culturel riche de la commune", un lieu complètement requalifié, bien identifié en plein centre-ville où pourront avoir lieu les spectacles (jusque-là cantonnés dans les salles des fêtes ou en extérieur), de futurs espaces permettant d'accueillir les scolaires, l'obtention de la classification "Art-et essai" en complément de la programmation commerciale, ce qui permettra de fidéliser la clientèle.
D'un coût total de 1,2 à 1,5 million d'euros, le projet sera financé par la région, le département et la ville, qui étant classée site "petite ville de demain", pourra bénéficier de subventions (le reste à charge pour la commune est estimé entre 600 000 et 700 000 euros).
Concernant le calendrier des travaux, le timing de la rénovation obéit à des règles strictes de lancement d'appels d'offres par le biais de procédures de marchés publics. La ville devait devenir propriétaire du cinéma en septembre 2024 et le dossier complet devait être bouclé fin 2024 pour une ré-ouverture du cinéma prévue fin 2025. Ce nouvel équipement viendra compléter l'offre culturelle de la ville comprenant une école d'art (qui pourra y proposer des spectacles) et la nouvelle médiathèque dont la livraison était prévue pour fin 2024.".

#### Le Palace Pierre de Provence
Cette salle de spectacle polyvalente est située place de la Libération, non loin de l'Eden Cinéma et du centre ville. Cette modeste salle permet tout de même l'accueil de 400 spectateurs assis et 600 spectateurs debout.

#### Autres lieux culturels
La ville comprend également d'autres lieux et espaces culturels, dont :
- la salle de la Grenette, situé dans la rue du même nom, permet d'accueillir de grands spectacles et des expositions ;
- la Halle, située place de la Charité, permet d'accueillir de nombreux concerts sous sa verrière ;
- la bibliothèque municipale qui héberge un fonds de plus de 11 000 documents ;
- la ludothèque et un ludobus ;
- l'école de Musique, située près du palace Pierre-de-Provence.

#### Principales associations culturelles
La mairie de Louhans répertorie 23 associations culturelles et artistiques. Une grande partie d'entre elles sont liées à l'histoire locale et au patrimoine archéologique de la commune[réf. souhaitée].

### Patrimoine et tradition orale

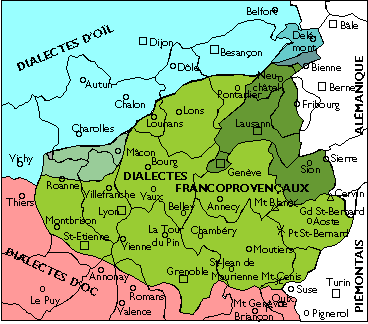
Louhans se situe à la limite des zones dialectales de langues d'oil et des zones dialectales francoprovençales.

#### La langue Bressane
Le bressan est une langue locale ou un ensemble de patois appartenant au domaine du francoprovençal (ou arpitan) qui est la langue locale (et principale) de la Bresse dite savoyarde ou « Bresse du Sud », dans l'Ain, territoire savoyard devenu français en 1601), mais aussi dans le sud de la Bresse bourguignonne au sud de Louhans, en Saône-et-Loire, dont la limite avec les parlers d'oïl suit presque le cours de la Seille, avec certaines communes situées au nord de celle-ci mais qui sont bien francoprovençales.
Louhans et l'ensemble des cantons de Louhans et de Cuiseaux, dont la plupart des communes bordent la Seille correspondent donc linguistiquement à une zone de transition entre les langues d'oil et les dialectes francoprovençaux.

#### Contes et légendes locales
La Bresse avec la Seille, ses étangs, ses bois et ses brouillards récurrents a permis de construire des légendes avec comme personnages principaux des monstres ou autres diables. Le plus connu est la « Mérengueule », mais il existe également dans ses zones marécageuses des « Vouivres » ou « Vivre », sortes de fées qui se transforment en serpent et vivent dans l'eau des puits, des mares ou des fontaines. Celles-ci sont cependant bien différentes en description selon les communes et les cantons. Il existe également des légendes de dames blanches et de feux follets.

### Patrimoine gastronomique
Les spécialités culinaires de la Bresse sont présentes à Louhans, principale ville de la Bresse bourguignonne) telles la poule de Bresse et autres poulardes, la tête de veau, les grenouilles (marché de Louhans), sans oublier la pôchouse. De plus Louhans est connue pour ses corniottes, viennoiseries originaires de la ville et fêtées lors de l'ascension.

#### Le poulet de Bresse

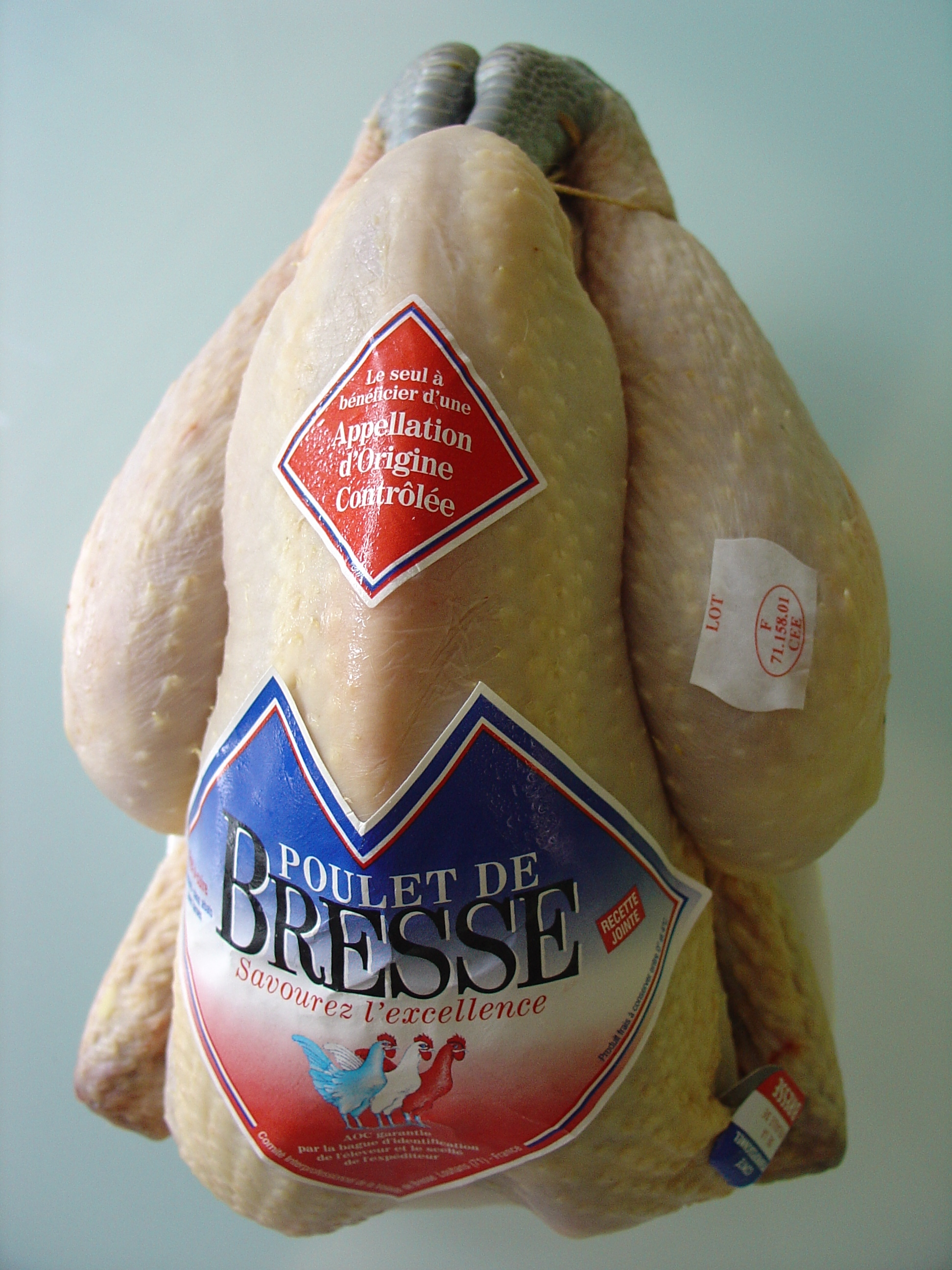
Poulet de Bresse « labellisé ».

Véritable institution locale, l'élevage et la vente de poulet de Bresse est une source de revenus très importante pour le secteur agricole et commercial de la région de Louhans et de la Bresse tout entière. Il existe deux types de volailles :
1. la bresse-gauloise, race française, sélectionnée selon le standard de la Société centrale d'aviculture de France, afin de concourir dans les expositions nationales et internationales. Dans l'agriculture, la bresse-gauloise à plumage blanc constitue les cheptels servant à produire le poulet de Bresse.
2. le poulet de Bresse, poularde et chapon de Bresse, produit agricole destiné à l'alimentation humaine et dont l'appellation d'origine bénéficie d'une appellation d'origine contrôlée (AOC) depuis 1957.

L'exploitation du poulet dans cette région repose indirectement sur la nature argileuse du sol bressan, riche en eau et donc particulièrement adapté à la culture du maïs. La volaille de Bresse gagne sa saveur en vaquant librement dans les cours et les prés à la recherche de sa nourriture, ce qui lui donne cette réputation et cette qualité gustative.

##### La confrérie des Poulardiers de Bresse
Il s'agit d'une confrérie gastronomique dont le nom est déposé. Celle-ci a été créée le 16 décembre 1962, à l’initiative du sénateur et maire de Louhans, natif de cette même commune, Henri Varlot.

#### La «Corniotte» de Louhans
La Corniotte est une petite pâtisserie originaire de Louhans et de sa région, de forme triangulaire, qui peut évoquer les anciens chapeaux des curés. Autrefois, fêtée durant l'Ascension, la Corniotte était confectionnée et vendue par les religieuses de l’Hôtel-Dieu.
Depuis les années 2000, la Ville de Louhans fête de nouveau la corniotte lors du « Bress'tival » qui a lieu le week-end de la fête de l’Ascension. À cette occasion, des manifestations culturelles sont proposées et de nombreuses corniottes sont proposées à la dégustation dans différents lieux de la commune à vocation touristique.

#### La pôchouse

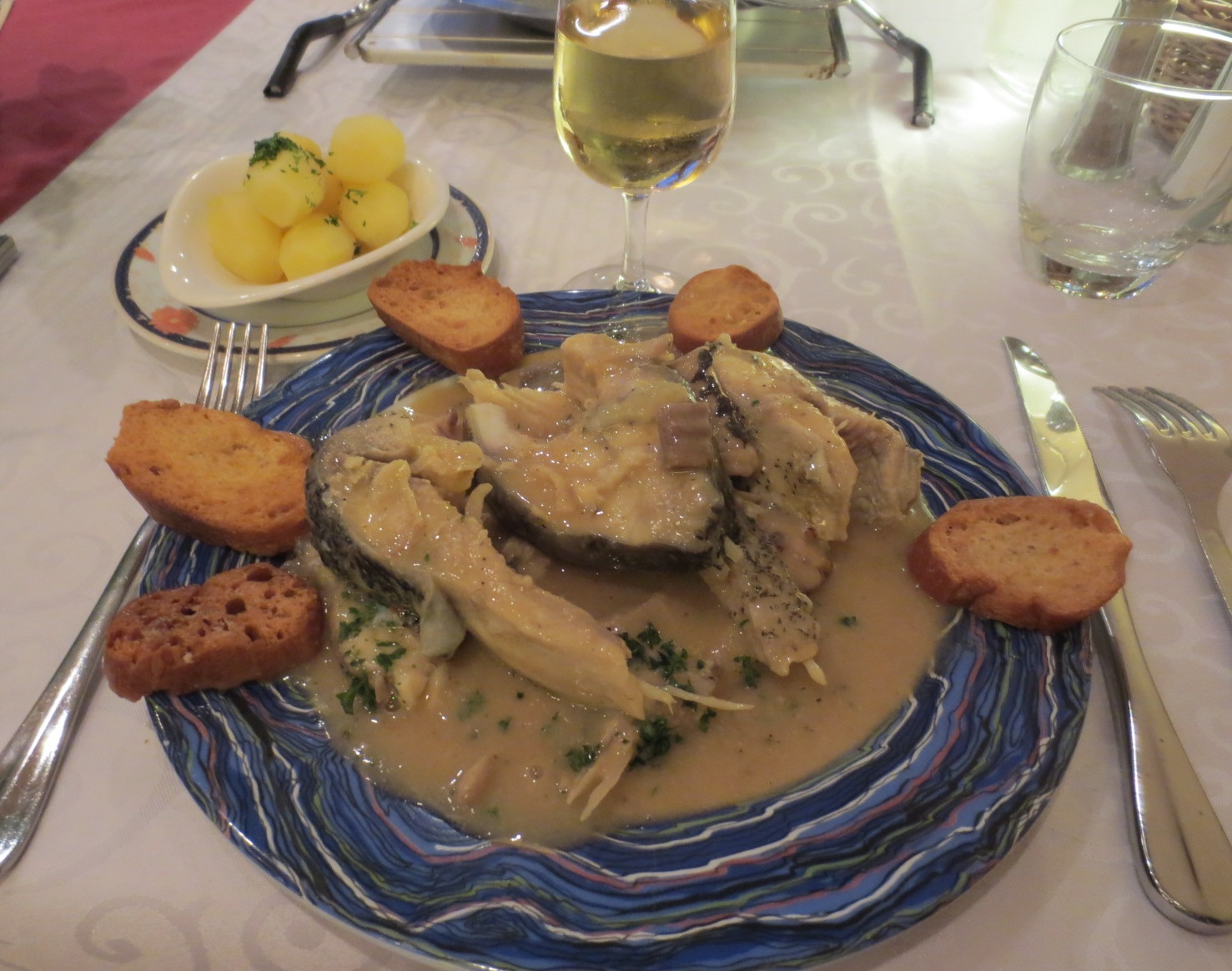
Assiette de pôchouse.

La pôchouse, quelquefois orthographiée sous le nom de pauchouse, est une sorte de matelote de poissons de rivière, coupés en morceaux et arrosée au vin blanc, accompagnée avec de l'ail et des lardons que l'on retrouve dans de nombreux restaurants ou auberge de la Bresse louhannaise et jurassienne.
Ce plat est originaire du XVIe siècle, à l'époque où les bateliers et les pêcheurs (pôchoux en patois Bressan) de Verdun-sur-le-Doubs, au confluent de la Saône et du Doubs en Bresse, préparaient ce plat du pauvre avec les poissons de la Saône et du Doubs et du vin blanc du vignoble de Bourgogne. ce plat s'est ensuite répandu dans toute la Bresse, principalement dans les secteurs arrosées par les principales rivières, telle que la Saône et la Seille.

#### La tête de veau
La tête de veau fait partie des spécialités servies dans les restaurants de la ville, en particulier lors du déjeuner les lundis matin, jour de marché. Elle est très appréciée des touristes. Cuisinée de plusieurs façons différentes, elle est accompagnée de sauce gribiche.

### Personnalités liées à la commune

#### Personnalités historiques
- Bénigne Le Gouz de Saint-Seine, né à Dijon en 1719 et mort à Bâle en 1800, chevalier, marquis de Bantanges, comte de Louhans, était un magistrat français au Parlement de Bourgogne.
- Gaspard-Élie Beuverand (1730-1794), noble, est né à Louhans.
- Louis Gabriel Philibert Debranges, né le 10 février 1738 à Louhans, et décédé le 11 avril 1821 dans la même ville, est un avocat et homme politique français. Il fut vraisemblablement le doyen de la Chambre des représentants à son élection le 12 mai 1815.
- Claude Larmagnac, né à Louhans le 11 juin 1740, mort à Louhans le 5 décembre 1820, fut un homme politique français du Premier Empire. Il fut député du corps législatif, et président du conseil général de Saône-et-Loire. Sous l'Ancien Régime, Claude Larmagnac est avocat et bailli du seigneur de Louhans. En 1781, il introduit à Louhans dans le prétoire, l'usage de la robe, qu'il rend obligatoire en particulier pour le procureur et le greffier[177].
- Antoine de Mailly, né le 25 novembre 1742 à Vesoul, mort à Franchevelle en Haute-Saône, le 12 juin 1819[178], fut élu député suppléant de la noblesse du bailliage d'Aval à Lons-le-Saunier, aux États généraux de 1789, puis à partir du 20 juin 1790 à l'Assemblée constituante de 1789. En 1792, il est Président de l'administration de Saône-et-Loire, et est élu parmi les onze représentants de la Saône-et-Loire à la Convention, où il siège jusqu'en 1795. Malgré son origine aristocratique, il votera la mort du roi Louis XVI, sans sursis. Il s'enrichira également de la vente des biens nationaux, rachetant plusieurs prés des Familiers de Louhans, aux Fleurs et en la prairie de Gruay, du champ de la chapelle Sainte-Anne[179].
- Claude Laurent Masuyer, né en 1759 et mort le 19 mars 1794 à Paris. Il fut avocat, puis juge au tribunal de district de Louhans, membre de l'Assemblée législative puis de la Convention nationale, Il fut condamné à mort le 25 et exécuté le 29 ventôse an II, soit les 15 et 19 mars 1794. Il est remplacé dès le 31 juillet 1793 par Jean-Baptiste Chamborre. Il fut un défenseur de l'organisation de l'instruction publique et de la mise en place d'une éducation nationale en France.
- Alceste de Chapuys de Montlaville est un homme politique français né le 19 septembre 1800 à Tournus (Saône-et-Loire) et mort le 9 février 1868 à Chardonnay (Saône-et-Loire). Il fut député de l'opposition de gauche, élu dans la circonscription de Louhans durant la VIIe législature de la monarchie de Juillet.

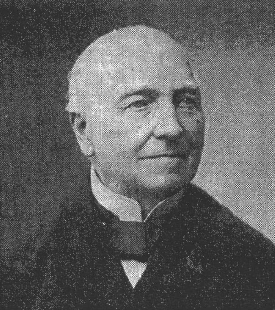
Ferdinand Berthier, l'un des créateurs de la société universelle des sourds-muets.

- Ferdinand Berthier, né le 28 septembre 1803 à Louhans et mort le 12 juillet 1886 à Paris, fut le doyen des professeurs sourds à l'institut de Paris, membre de la Société des gens de lettres, fondateur de la Société centrale des sourds-muets de Paris qui devint la Société universelle des sourds-muets en 1867. Il fut le cofondateur de la Société centrale d'éducation et d'assistance pour les sourds-muets en France en 1850.
- Charles Guillemaut, général et homme politique né le 18 septembre 1809 à Louhans (Saône-et-Loire) et décédé le 17 décembre 1886 à Paris 9e.
- Lucien Guillemaut, né le 21 août 1842 à Louhans et mort le 10 avril 1917 à Paris est médecin de profession, mais il fut aussi politicien et historien local. Il fut maire de Louhans en 1878 puis conseiller général du canton de Louhans en 1880.
- Paul-François Duvillard, ingénieur né à Louhans le 22 avril 1829 et mort à Bruailles en 1911, qui travailla aux usines Schneider du Creusot puis connut la notoriété en concevant un audacieux projet visant à mettre Paris et sa banlieue à l'abri de la pénurie d'eau par l'acheminement des eaux du lac Léman jusqu'à la capitale[180].
- Lucienne André (1920-1944), résistante, a vécu et travaillé la poste à Louhans. Elle est assassinée à Saunières. Une plaque apposée à la poste lui rend hommage.
- Denis Reynaud, né en 1957 à Louhans, professeur de littérature à l'Université Lumière-Lyon-II et président de l'Académie des sciences, belles-lettres et arts de Lyon.

#### Personnalités culturelles, artistiques et sportives
- Ernest Pochon, né le 28 juillet 1817 à Louhans et mort le 8 août 1885 à Évian-les-Bains, est un artiste peintre français.

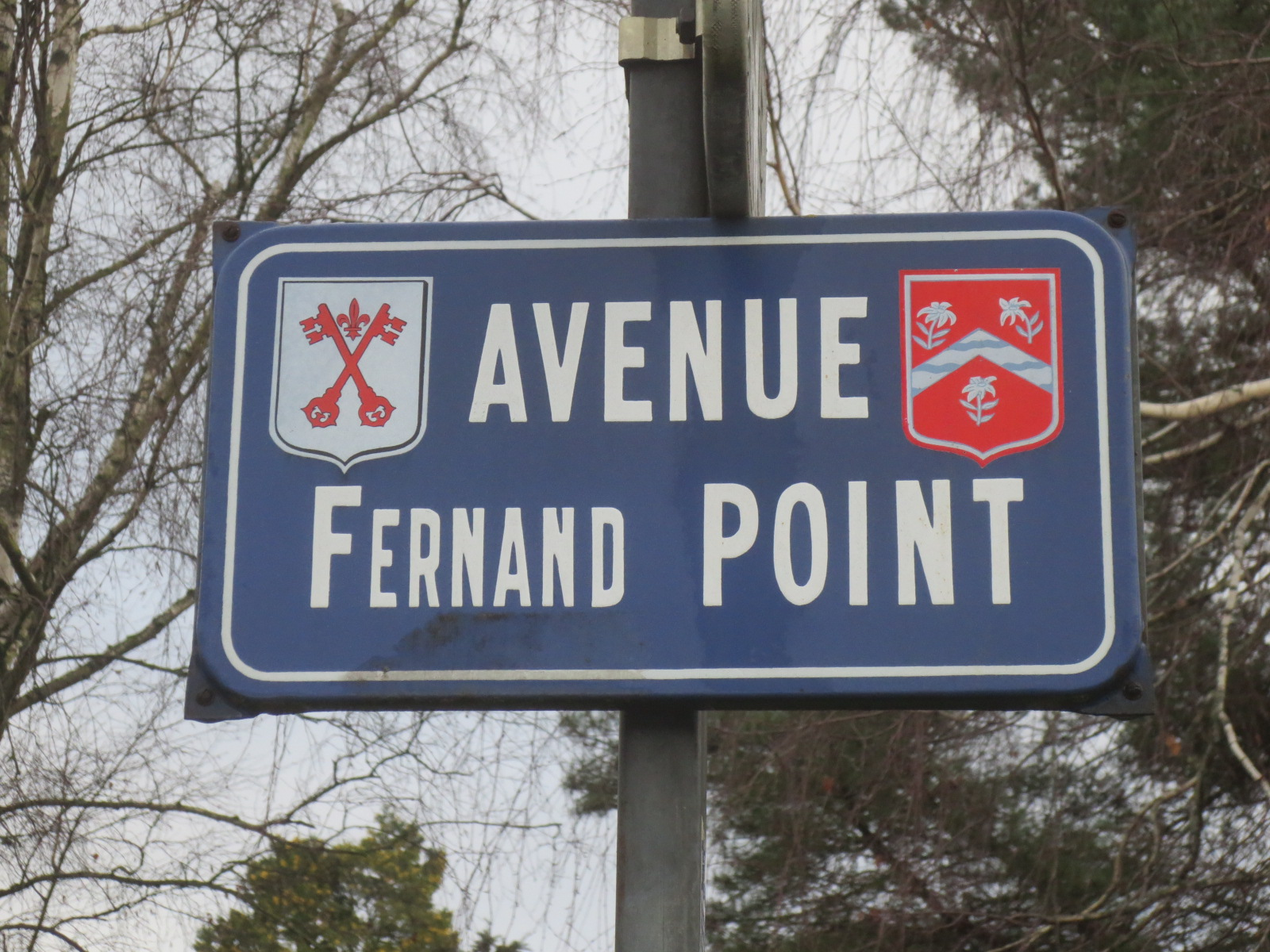
Plaque de l'avenue dédiée à Fernand Point.

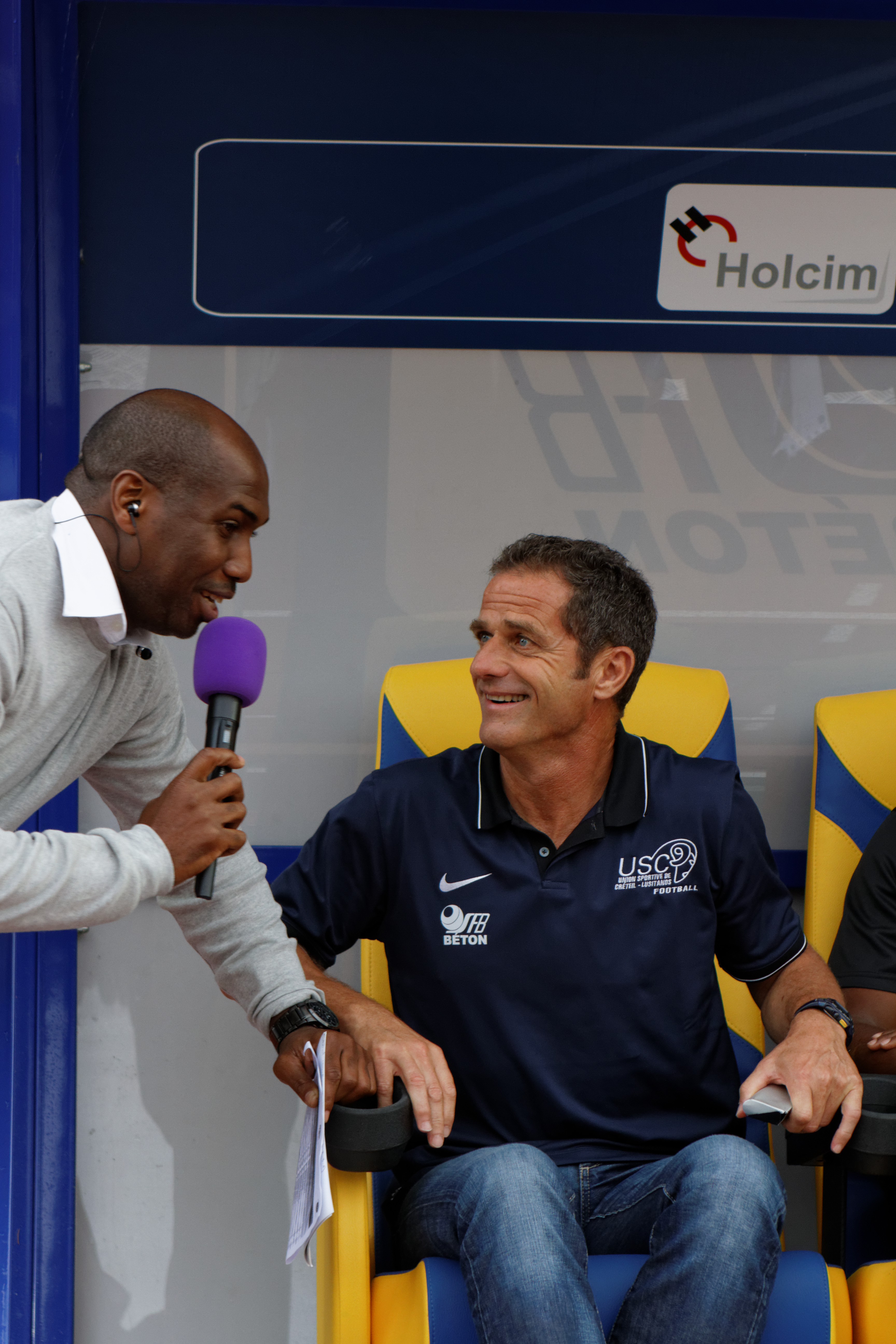
Philippe Hinschberger (à droite).

- Fernand Point, né le 25 février 1897 à Louhans, mort le 4 mars 1955 à Vienne est un grand chef cuisinier français, pionnier de la gastronomie française, premier chef à obtenir trois étoiles au Guide Michelin en 1933 (jusqu'en 1955), considéré comme un des pères de la Nouvelle cuisine. Il est le fils d'un hôtelier restaurateur au « Buffet de la Gare » de Louhans, où sa mère et sa grand-mère furent, toutes deux, cuisinières. Une avenue de la commune porte son nom.
- Philippe Hinschberger, né le 19 novembre 1959 à Algrange, dans le département de la Moselle, est un footballeur puis entraîneur français. Devenu entraîneur, il a dirigé notamment le CS Louhans-Cuiseaux entre 1997 et 2001.
- Bruno Paquelier est un auteur français de littérature jeunesse né en janvier 1963 à Châteaurenaud. Certains de ses romans font partie des programmes de l'Éducation nationale. C'est notamment le cas de La maison de la Tondue[181], étudié en histoire au collège pour évoquer le sort des femmes ayant fréquenté de trop près les soldats allemands. Toute l'œuvre de Bruno Paquelier a été l'objet de critiques littéraires, notamment par Choisir un livre[182], un des rares acteurs de la critique de littérature jeunesse.

#### Personnalités politiques
- Pierre Landolphe, homme politique, né Pierre François Landolphe le 3 octobre 1809 à Louhans (Saône-et-Loire) et mort dans cette même commune le 1er avril 1889.
- Charles Guillemaut (1809-1886), général et homme politique né à Louhans, député de Saône-et-Loire de 1871 à 1876, sénateur de 1876 à 1886.
- Théodore Michel Vernier (1810-1892), homme politique, maire de Dijon et député de la Côte-d'Or de 1852 à 1863.
- Antoine Drivet est un homme politique français né le 1er septembre 1863 à Louhans et décédé le 6 juin 1946 à Feurs, dans la Loire. il fut député de la Loire lors des élections législatives de 1910. En 1912, il devient maire et conseiller général de Feurs. Il est réélu député en 1914 et conserve ses fonctions locales jusqu'à la chute de la Troisième République.
- Lucien Guillemaut (1842-1917), médecin, homme politique, maire de Louhans, député de 1884 à 1898 puis sénateur de 1898 à 1917.
- Waldeck Rochet est un homme politique français, né le 5 avril 1905 à Sainte-Croix, village voisin de Louhans, et mort à Nanterre (Hauts-de-Seine) le 15 février 1983. Il fut le deuxième fils de François Rochet, aubergiste et de Marie Fort, ménagère, elle-même native de Louhans. Waldeck Rochet fut le successeur de Maurice Thorez, en 1964, au secrétariat général du Parti communiste français. Il a exercé, dans les faits, cette fonction jusqu'en 1969.
- Arnaud Danjean, né le 11 février 1971 à Louhans est un homme politique français. Il est élu député européen lors des élections du 7 juin 2009[183], et réélu le 25 mai 2014. Il est conseiller régional de Bourgogne du 21 mars 2010 au 13 décembre 2015, puis de la nouvelle région Bourgogne-Franche-Comté du 1er janvier 2016 au 1er juin 2017.
- Rémi Chaintron né le 25 août 1972 est un homme politique français, ancien président du Conseil général de Saône-et-Loire et ancien maire de Louhans. Suppléant, d'Arnaud de Montebourg, il fut un éphémère député de la 6e circonscription de Saône-et-Loire, lors de la nomination de ce dernier comme ministre.
- Arnaud Montebourg, né le 30 octobre 1962 à Clamecy (Nièvre), est un homme politique français. il est député à l'Assemblée nationale, élu dans la sixième circonscription de Saône-et-Loire où se situe Louhans, de 1997 à 2012 ; il fut également président du conseil général de Saône-et-Loire de 2008 à 2012 et ministre du Gouvernement Jean-Marc Ayrault. Le 30 décembre 2014, il annonce son retrait de la vie politique[184], retrait sur lequel il reviendra ensuite en annonçant sa candidature à l'élection présidentielle française de 2017[185].

Personnalités louhannaises
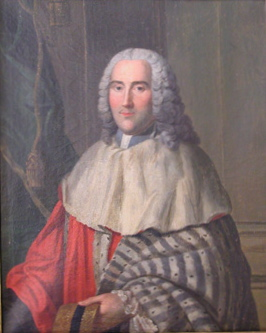
Bénigne Le Gouz de Saint-Seine.
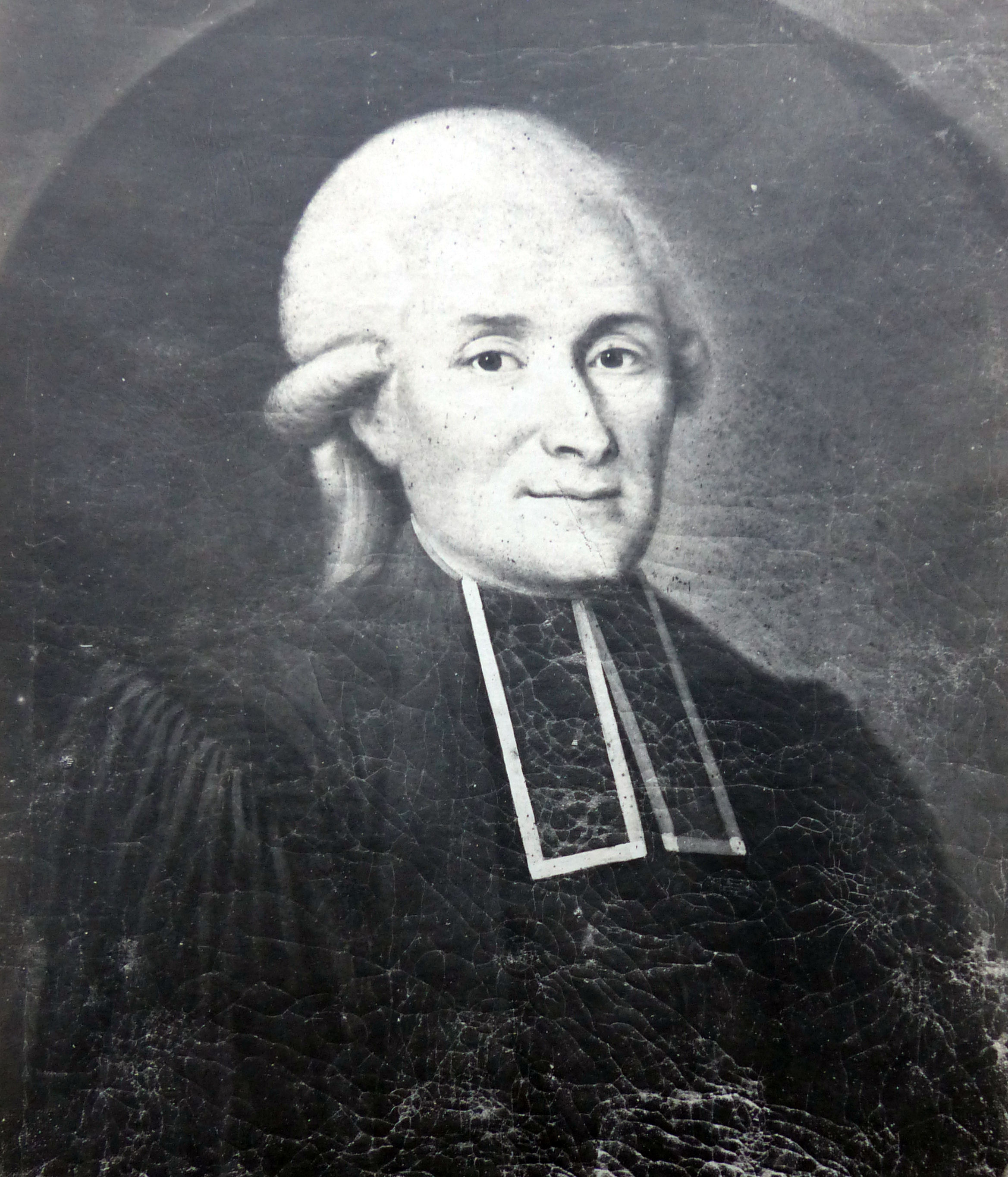
Claude Larmagnac.
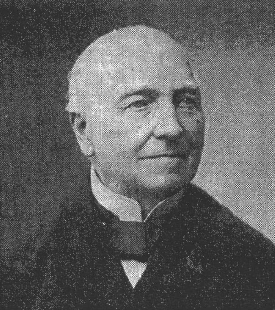
Ferdinand Berthier.
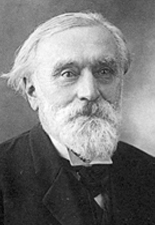
Lucien Guillemaut.
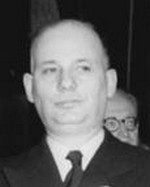
Waldeck Rochet.
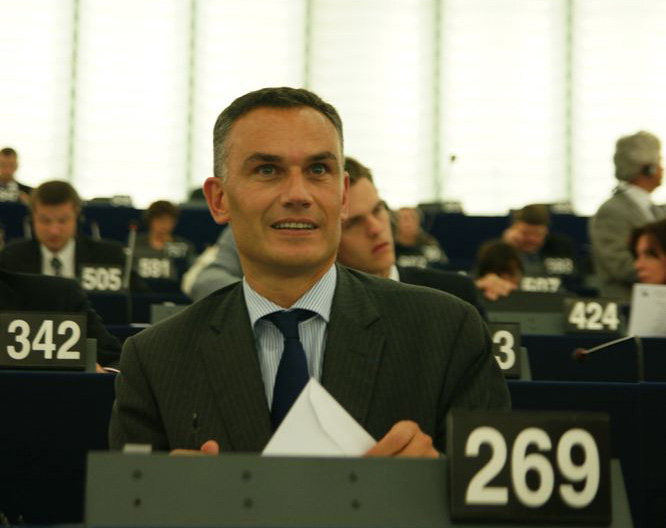
Arnaud Danjean.
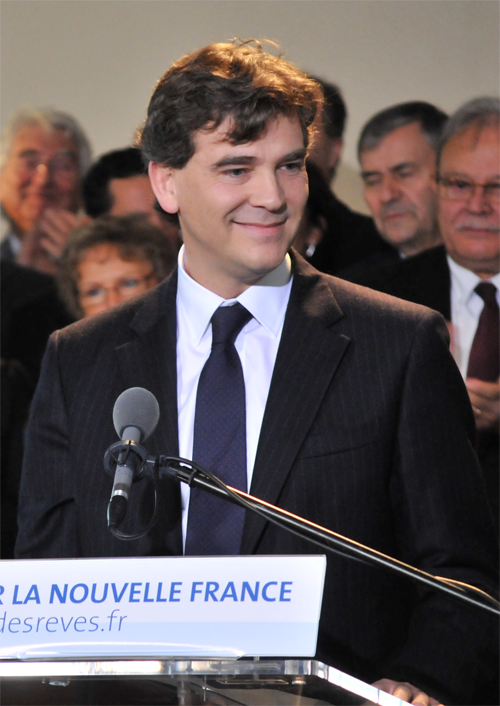
Arnaud Montebourg.

### Héraldique
| Armes | Les armes de Louhans se blasonnent ainsi : De gueules à deux clefs d'argent passées en sautoir, accompagnées en chef d'une fleur de lys d'or. |

### Événements culturels

#### Manifestations et organisations culturelles

##### La Fête des conscrits
Traditionnelle en Bresse, en Mâconnais et dans le Beaujolais, en souvenir de l'époque du service militaire obligatoire et du départ pour la conscription, une fête des conscrits est généralement organisée entre chaque classe d'âge. Elle se présente généralement sous la forme d'un défilé de citoyens louhannais de la même classe d'âge accompagné d'une fanfare et d'un buffet dînatoire organisé en l'honneur des conscrits.

##### Les «nuits bressanes»
Le festival des nuits bressanes est un festival de musique accueillant des artistes de divers horizons. Ce festival annuel débute généralement à la mi-juillet. L'édition 2019 est organisée les 12 et 13 juillet 2019 dans l’enceinte du stade de Bram. En raison du contexte de la crise sanitaire, l'édition 2020 qui devait se tenir le 11 et 12 juillet est annulée. L'année suivante, le festival est remplacé par les « Soirées Bressanes », annoncées pour le 27, 28 et 29 août 2021. Cet évènement culturel se tiendra Place de la Libération à Louhans, en présence de plusieurs personnalités comme Bénabar, Julien Clerc, Ary Abittan, Patrick Fiori et Michel Jonasz.

##### Autres manifestations culturelles
- Le festival d'humour est aussi dénommé « Le mois thérapeutique » de Louhans et dont la 13e édition s'est déroulée du 4 au 13 avril 2019, à Salle polyvalente de Châteaurenaud[191]. Cette manifestation est présentée comme une « exposition Vivante d'Artistes ». l'accès aux différents spectacles est payant et ouvert à tous.
- Le salon de la Plume, dont la dernière édition date du 13 août 2016, fut une manifestation qui regroupait des expositions de peinture et des auteurs de livres[192].
- Le Bress'Poulos (9e édition en juin 2018) est un rassemblement de niveau national, organisé par une association locale de propriétaires de motos américaines[193]. Cette manifestation comprend plusieurs défilés, une exposition de motos anciennes ainsi que l'organisation d'une tombola.
- Le festival « Trad en fête » (34e édition en juin 2017), organisé sur le site de « la Grange rouge », ancienne ferme bressane, située à La Chapelle-Naude, commune voisine. Il s'agit de trois journées entièrement consacrées aux musiques et danses françaises, bourguignonnes et bressane[194].

#### Manifestations gastronomiques

##### Le salon du chocolat
Il s'agit d'un salon culinaire consacré au chocolat et dont la 4e édition a été organisée les 13 et 14 octobre 2018. Cette manifestation a été créée par un club de service local.

##### Les glorieuses de Bresse
Depuis un siècle et demi, cette manifestation se déroule tous les ans dans quatre villes de la Bresse (Montrevel-en-Bresse, Bourg-en-Bresse, Pont-de-Vaux et Louhans) sous la forme d'un grand concours de volailles. Un jury note les meilleures chapons, poulardes, dindes et autres gallinacés préparés et prêts à la consommation. En 2016, ce sont 19 éleveurs venant des départements bressans de Saône-et-Loire, du Jura et de l’Ain se présentent à Louhans samedi 17 décembre 2016 et exposent 736 pièces de volailles.
Quatre manifestations des Glorieuses de Bresse se déroulent toujours entre le 10 et le 22 décembre de chaque année : Louhans, Montrevel-en-Bresse, Pont-de-Vaux et la plus réputée, celle de Bourg-en-Bresse. L'objet des quatre concours est de distinguer et de classer qualitativement des volailles de Bresse.
Le 16 décembre 2017, à l'occasion du soixantième anniversaire de cette tradition de remise de prix, Stéphane Travert, ministre de l'agriculture est venu à Louhans remettre le Prix du Président de la République (ou Grand prix d'honneur) comprenant un vase de Sèvres, offert au gagnant de ce concours.
La 154e édition de ce concours s'est déroulée en décembre 2019.

## Pour approfondir